# Barcelona
Barcelona (pronunție în catalană [bərsəlónə]) este un oraș în comunitatea autonomă Catalonia, Spania. Este capitala comunității, precum și a comarcei Barcelonès. 
Se află lângă Marea Mediterană, Râul Besòs și Llobregat; la o altitudine de 9 m deasupra nivelului mării; și cu cel mai înalt punct în Tibidabo. Are o suprafață de 101,3 km². Populația este de 1.702.547 locuitori, determinată în 2024, prin registru de stare civilă[*].
Este al doilea oraș ca mărime din Spania și din Peninsula Iberică, după Madrid, și al zecelea din Uniunea Europeană. Zona sa metropolitană numără 5.797.356 locuitori, conform Eurostat, fiind astfel a cincea aglomerație urbană ca populație și cea mai dens populată din Uniunea Europeană.
Are un PIB nominal de 142.223 milioane de euro și un PIB nominal per capita de 30.619 euro, reprezentând un PIB PPA (puterea de cumpărare ajustată) per capita de 36.240 euro. Este a doua zonă metropolitană ca activitate economică din Spania, după Madrid, și a 17-a din Europa. Este, de departe, cel mai vizitat oraș din Spania, cu peste 12 milioane de turiști și 35 de milioane de nopți petrecute în 2023, majoritatea (80,8%) fiind vizitatori străini.
Orașul este situat pe malul Mării mediterane, la aproximativ 120 km sud de Munții Pirinei și de regiunea franceză Occitania, pe o mică câmpie litorală – cunoscută sub numele de Câmpia Barcelona – delimitată de mare la est, de lanțul muntos Collserola la vest, de Râul Llobregat la sud și de râul Besós la nord. Este adesea denumit „orașul comitatului”, fiind capitala vechiului comitat al Barcelonei.
Istoria Barcelonei se întinde pe o perioadă de peste patru milenii, de la sfârșitul Neoliticului, când au fost descoperite primele vestigii în zona orașului, până în prezent. Populația sa a fost formată de-a lungul timpului din triburi iberice, romani, evrei, vizigoți, musulmani și creștini. A evoluat de la o mică colonie romană (Barcino) până la a deveni capitala Cataloniei și al doilea oraș ca importanță din Spania, recunoscut internațional pentru economia sa, patrimoniul artistic, cultura, sportul și viața socială.
Barcelona a găzduit diverse evenimente internaționale care au contribuit la dezvoltarea și proiecția sa globală. Cele mai importante au fost Expoziția Universală din 1888, Expoziția Internațională din 1929 și Jocurile Olimpice din 1992. Este, de asemenea, sediul secretariatului Uniunii pentru Mediterană.
Astăzi, Barcelona este recunoscută ca un oraș global datorită importanței sale culturale, financiare, comerciale și turistice. Are unul dintre cele mai importante porturi din Marea Mediterană și este un punct de comunicații major între Spania și Franța, datorită conexiunilor de autostradă și de tren de mare viteză. Aeroportul El Prat, situat la 15 km de centrul orașului, este al doilea aeroport ca trafic din Spania, după Madrid-Barajas, cu peste 52,6 milioane de pasageri în 2019.

## Toponimie
Originea numelui Barcelona este necunoscută, iar diverse teorii și legende încearcă să o explice. Se știe că a existat un oraș iberic original, aparținând tribului Laietani. Ulterior, acesta a fost cucerit de Gnaeus Cornelius Scipio Calvus și transformat mai târziu într-o colonie romană, pusă sub protecția lui Iulius Cezar și a lui Octavianus Augustus, care a primit numele Colonia Iulia Augusta Paterna Faventia Barcino. Numele a evoluat în Evul Mediu, când orașul era cunoscut sub denumirile Barchinona, Barcalona, Barchelona și Barchenona.
Dovezi arheologice sub formă de monede găsite la poalele muntelui Montjuïc și datând din secolul al III-lea î.Hr. indică numele Bárkeno, scris într-o limbă iberică veche vorbită de tribul Laietani. Se poate concluziona că aceștia, un popor iberic preroman care locuia în zona ocupată astăzi de orașul Barcelona, numeau locul Bàrkeno, care înseamnă „locul câmpiilor” (Barrke = câmpii/terasă).
Una dintre legendele legate de originea Barcelonei face referire la o presupusă întemeiere a orașului de către generalul cartaginez Hamilcar Barca, după ce a cucerit enclava iberică în urma debarcării sale în Iberia. O altă versiune atribuie întemeierea fiului său, Hannibal, care ar fi ocupat teritoriul în timpul celui de-al Doilea Război Punic, în înaintarea sa spre Pirinei.
Totuși, nu există dovezi documentare care să susțină o legătură între numele familiei cartagineze Barca și orașul cunoscut drept Barcelona. Alte explicații pentru numele orașului includ perioada feniciană, o teorie sprijinită de inscripția în scriere iberică Barkeno (scrisă „barkeno”) găsită pe o monedă.
Există, de asemenea, o legendă care oferă o explicație mitologică pentru numele orașului. Conform acesteia, Heracle s-a alăturat argonauților după ce a finalizat cea de-a patra muncă a sa, pentru a-i ajuta să găsească Lâna de Aur. Când expediția a trecut pe lângă actuala coastă catalană, o furtună a împrăștiat navele grupului. După furtună, cea de-a noua navă lipsea. Hercule a căutat-o și, în cele din urmă, a găsit resturile epavei numite Barca Nona (a noua navă) lângă actualul Montjuïc. Echipajul, impresionat de ospitalitatea locului, a decis să fondeze un oraș cu ajutorul lui Hermes (zeul comerțului și al artelor), pe care l-au numit Barcanona.

## Simboluri
Stema Barcelonei apare pentru prima dată, în aceeași dispunere ca cea actuală, în anul 1329. Stema este împărțită în patru cadrane, unde, în primul și al patrulea cadran, apare crucea Sfântului Gheorghe în roșu pe fond argintiu, iar în al doilea și al treilea cadran sunt cele patru dungi roșii pe fond auriu (stema familiei regale de Aragon).
De asemenea, au fost descoperite numeroase variante ale stemei, cu una, două, trei sau chiar cinci dungi verticale în fiecare cadran. Stema este încoronată de o coroană, simbol al suveranității monarhilor Coroanei de Aragon asupra orașului. Steagul Barcelonei derivă direct din stemă, având aceeași compoziție, însă fără coroană.
În timpul dictaturii franquiste, s-au adăugat două dungi roșii în fiecare cadran, conform unor reprezentări anterioare din unele versiuni medievale și chiar din secolele al XIX-lea și începutul secolului al XX-lea. Aceasta a fost criticată de anumite sectoare ale populației pentru simplificarea semnului regal, fiind interpretată ca o intenție de asimilare cu steagul Spaniei.
În 1996 a fost inițiat un proces care a durat mai mulți ani pentru oficializarea simbolurilor, însă nu s-a restabilit varianta originală, ci s-a oficializat un logo inspirat din această stemă. Societatea Catalană de Genealogie, Heraldică, Sigilografie, Vexilologie și Nobiliară a deschis un proces, susținând că oficializarea simbolurilor nu a respectat procedurile legale. A câștigat acest proces, obligând primăria să oficializeze simbolurile în conformitate cu regulile heraldicii și vexilologiei.
Orașul utilizează și un isotip derivat direct din stema istorică.

## Geografie
Orașul Barcelona se află pe coasta mediteraneană a peninsulei Iberice, exact în centrul deltelor fluviale ale râurilor Llobregat, la sud-vest, și Besós, la nord-est. Teritoriul său municipal se învecinează, de la sud spre nord-est cu municipiile: El Prat de Llobregat, Hospitalet de Llobregat, Esplugas de Llobregat, San Justo Desvern, San Feliú de Llobregat, Molins de Rei, Sant Cugat del Vallès, Sardañola del Vallés, Moncada y Reixach, Santa Coloma de Gramanet și San Adrián de Besós. Primele două și ultimele două sunt municipiile cu care orașul menține un contact mai strâns, fiind conectate de o rețea urbană densă și continuă. Pe de altă parte, San Cugat del Vallés și Sardañola del Vallés sunt mai izolate de Barcelona, deoarece cordiliera Litoral și parcul natural al sierra de Collserola acționează ca bariere naturale.
Barcelona deține o mică parte a teritoriului său municipal pe versantul râului Llobregat din sierra de Collserola. Este vorba despre zonele Vallvidrera și Les Planes, care se află în interiorul parcului natural Collserola. De asemenea, teritoriul său municipal include și Santa Cruz de Olorde, situată între Vallés Occidental și Bajo Llobregat.
Astfel, Barcelona este capitala regiunii Barcelonés, care este formată din municipiile Barcelona, Hospitalet de Llobregat, Badalona, Santa Coloma de Gramanet și San Adrián de Besós. Această regiune se învecinează la nord cu Vallés Occidental, la nord-est cu regiunile Vallés Oriental și Maresme, la est și sud-est cu Marea Mediterană și la vest cu regiunea Bajo Llobregat.

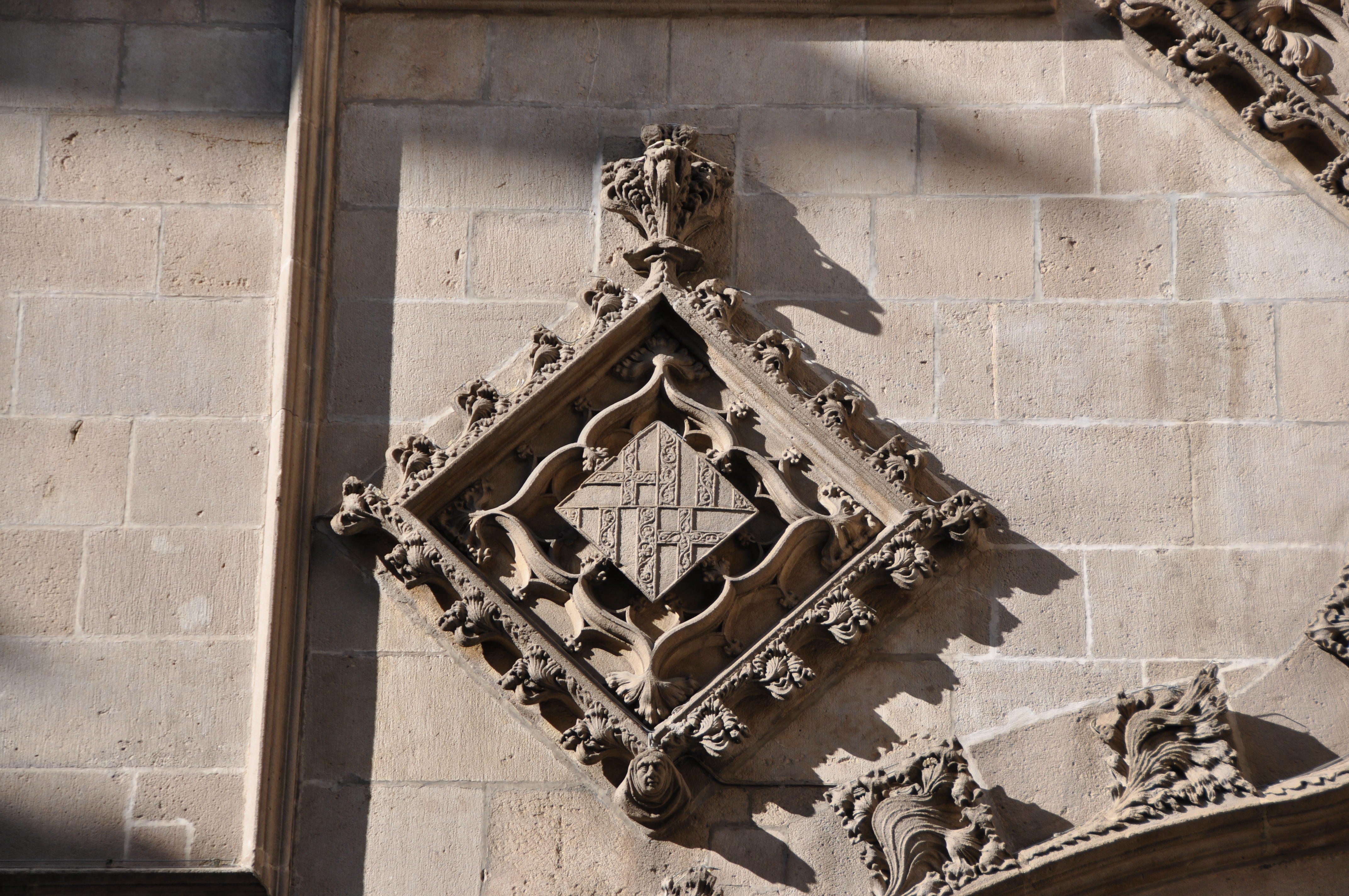
Stema orașului împodobește fațada Casei orașului încă din anul 1400.

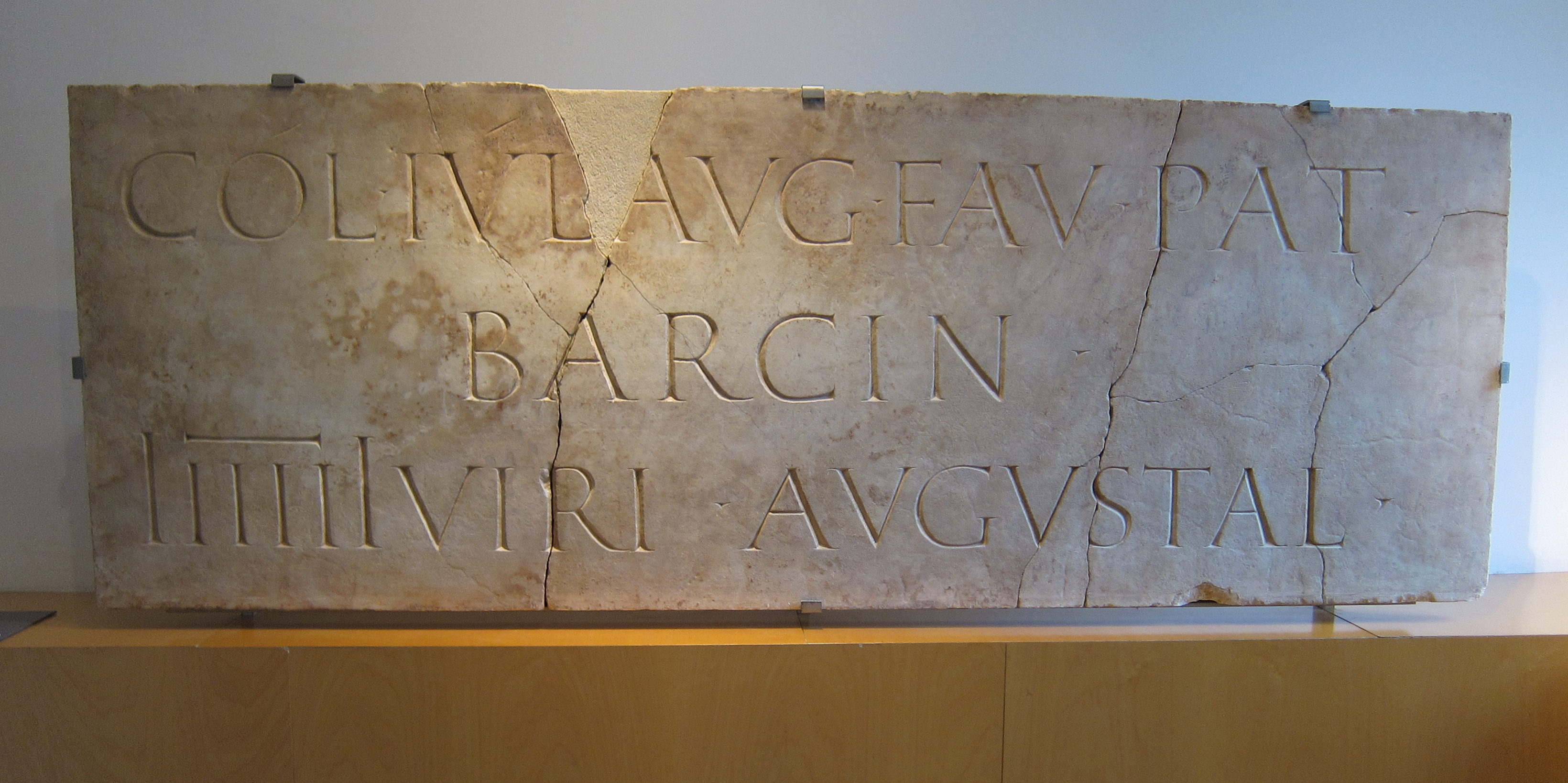
Stela romană de marmură datată în jurul anilor 200-230 d.Hr. C. in care se poate citi numele coloniei Barcino, originea orasului. Muzeul de Istorie din Barcelona

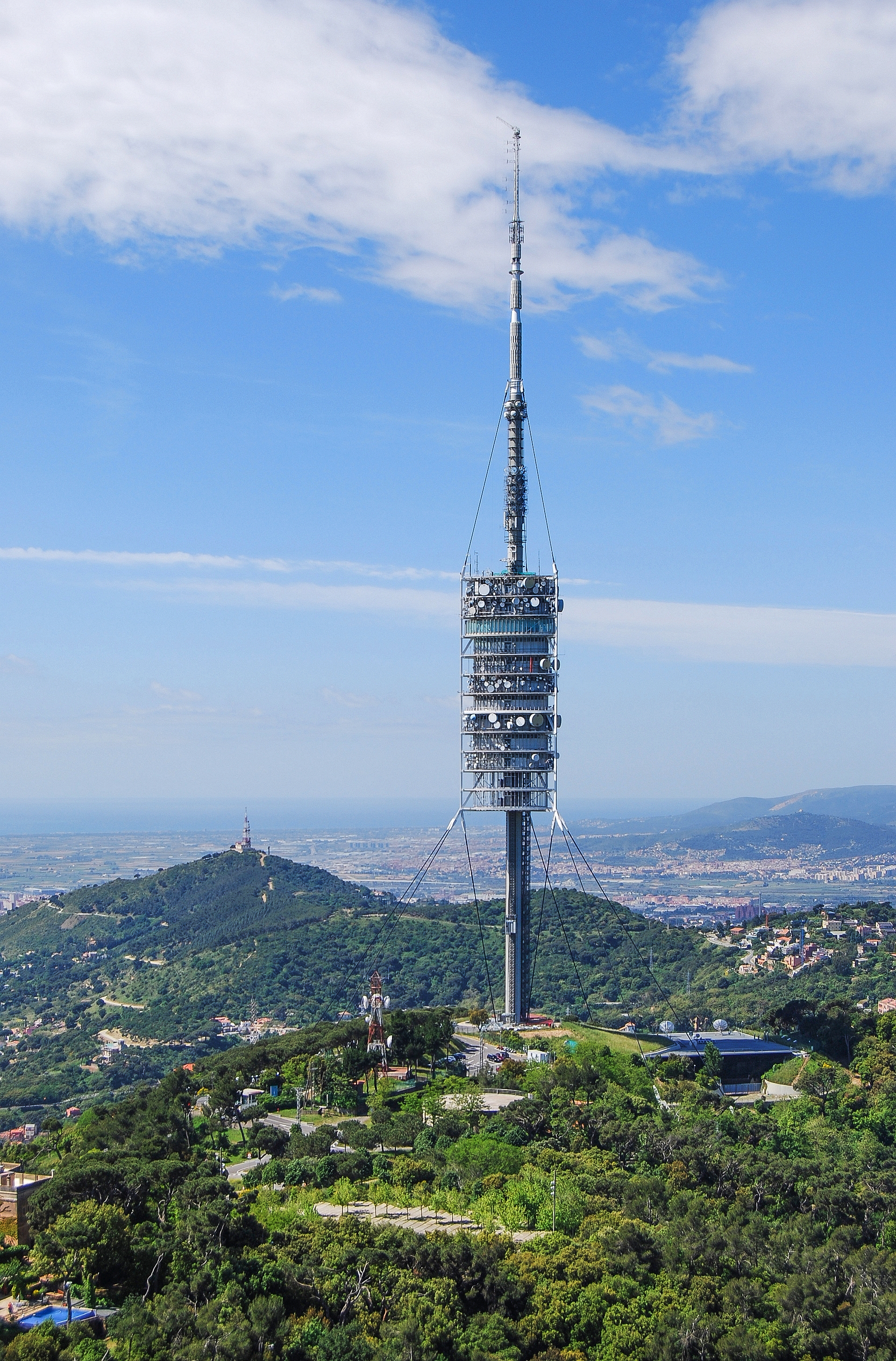
Turnul Collserola, de Norman Foster, în lanțul muntos Collserola

### Topografie

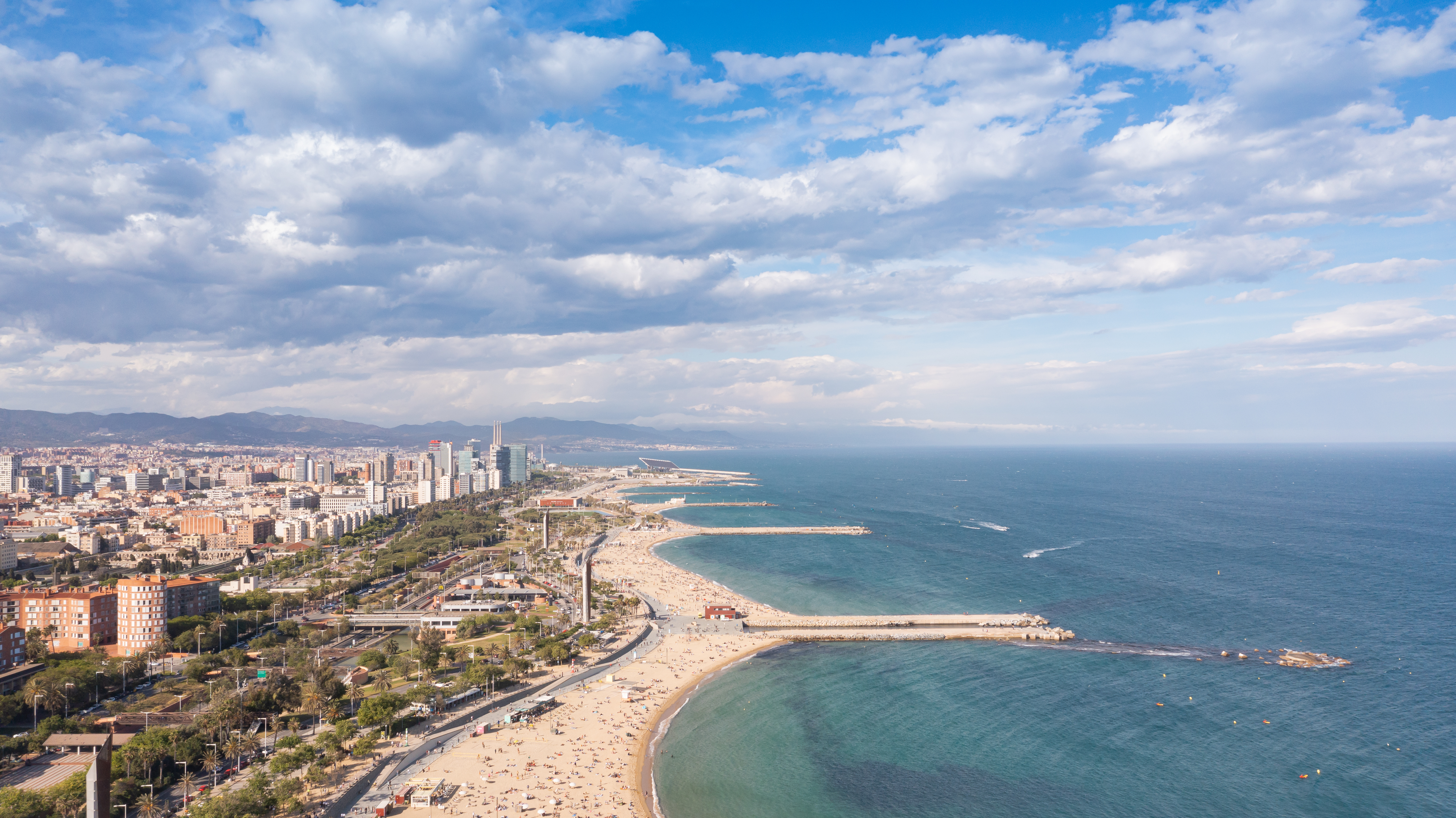
Vederi ale coastei din districtul San Martín din turnul Mapfre. Pe prima linie, plaja Nova Icària

Harta Barcelonei și a zonei sale metropolitane

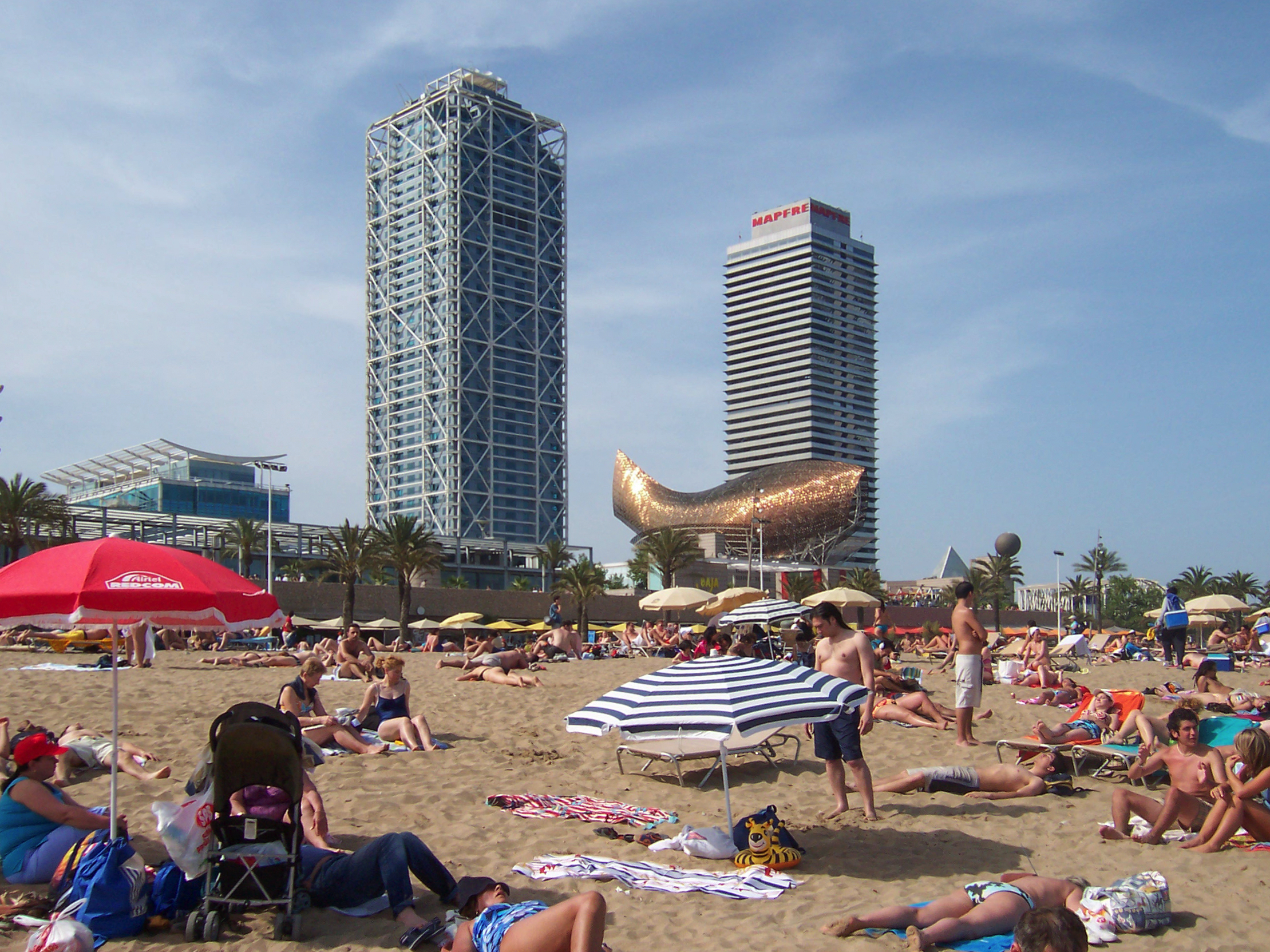
Plaja Barceloneta

Situată pe coasta Mării Mediterane, Barcelona se află pe o câmpie ușor înclinată — cunoscută sub numele de "câmpia Barcelonei" — formată între deltele râurilor Llobregat, la sud-vest, și Besós, la nord-est. Orașul se învecinează la sud-est cu linia de coastă și la nord-vest cu lanțul muntos Collserola (al cărui punct cel mai înalt este vârful Tibidabo, cu 516 metri deasupra nivelului mării), care urmează linia de coastă, delimitând clar perimetrul orașului.
Linia de coastă a Barcelonei s-a schimbat de-a lungul timpului, până în punctul în care, în perioada preistorică, aceasta ajungea acolo unde astăzi se află Plaça de Catalunya. Terenurile pe care a fost construit cartierul La Barceloneta nu existau cu un secol și jumătate înainte de ridicarea acestuia. Aceste terenuri s-au format prin acumularea de sedimente de nisip aduse de curenții marini dinspre nord, care au fost reținute de digul portului construit în 1640. Acest proces a dus la unirea fostei insule Maians (unde se află în prezent stația de tren Estació de França) cu uscatul, formând astfel limba de pământ pe care se bazează cartierul La Barceloneta.
Partea Barcelonei situată în apropierea lanțului muntos litoral este presărată cu mici culmi, unele urbanizate, iar altele transformate în parcuri, precum Carmelo (265,6 metri), Monterols (127,3 metri), Putxet (182,7 metri), Rovira (206,8 metri) și Turó de la Peira (138 metri). Cu toate acestea, cea mai cunoscută culme din Barcelona, situată deasupra liniei de coastă și separând orașul de delta râului Llobregat, este muntele Montjuïc (184,8 metri). În cele din urmă, merită menționat promontoriul de doar 16,9 metri unde se află nucleul istoric al orașului, muntele Táber.

### Coastă
Unul dintre punctele atractive pe care Barcelona le-a adăugat începând cu ultimele decenii ale secolului XX este reprezentat de plajele sale. Datorită regenerării litoralului realizate cu ocazia Jocurilor Olimpice din 1992, Barcelona dispune astăzi de nouă plaje, care se întind pe mai mult de 4,2 kilometri liniari de coastă. Plajele sunt centrale, bine conectate cu restul orașului și situate la doar câteva minute de orice punct al Barcelonei. Toate sunt dotate cu dușuri, servicii de supraveghere, echipe ale Crucii Roșii și, în unele cazuri, vestiare, servicii de închiriere de șezlonguri, baruri pe plajă (chiringuitos) și altele.
Plajele sunt curățate zilnic, pe tot parcursul anului, și toate au primit steagul albastru din partea Fundației pentru Educație în Mediu, care certifică calitatea acestora. Ele sunt echipate pentru activități precum tenis, volei pe plajă și alte sporturi.
Conform datelor furnizate de Primăria Barcelonei, plajele atrag anual peste șapte milioane de vizitatori. Majoritatea acestora vin în lunile calde, între mai și septembrie.
Pe Plaja La Barceloneta, lângă Hotel Arts, se află un modern centru municipal de talasoterapie, dotat cu piscine cu apă de mare, care oferă servicii sportive și de sănătate pe tot parcursul anului. Cele zece plaje, de la sud la nord, sunt: plaja San Sebastián, San Miguel, La Barceloneta, Somorrostro, Nueva Icaria, Bogatell, Mar Bella, Nueva Mar Bella, Levante și zona de băi Fórum. Pe plaja Mar Bella există un spațiu dedicat nudiștilor.

### Climă
Conform clasificării Köppen-Geiger, Barcelona se află într-o zonă de tranziție între un climat mediteranean temperat (Csa) și un climat subtropical umed temperat (Cfa).
Iernile sunt blânde, iar verile foarte calde, cu o oscilație termică zilnică redusă, în jur de 8 °C în medie. Amplitudinea termică anuală este de aproximativ 15 °C, mai mică decât în alte zone din interiorul Peninsulei Iberice, datorită influenței maritime a orașului. Temperatura medie anuală în Barcelona este de aproximativ 18 °C, datorită efectului de „insulă de căldură” din zonele urbane. Aceasta este mai ridicată decât în regiunile învecinate mai puțin urbanizate și mai scăzută în zonele muntoase ale municipiului, unde altitudinea depășește 500 de metri deasupra nivelului mării, cum este cazul Tibidabo.
Iernile în Barcelona sunt blânde, cu o medie de aproximativ 12 °C în ianuarie, cea mai rece lună. Înghețurile sunt excepțional de rare în interiorul orașului, iar ninsorile sunt foarte rare în zonele urbane, cu o medie de aproximativ o zi cu zăpadă la fiecare 2-3 ani în suburbii. Totuși, ninsorile sunt mai frecvente în zonele montane ale municipiului, datorită altitudinii, cum este cazul Observatorului Fabra, situat la o altitudine de peste 400 m deasupra nivelului mării, unde se înregistrează în medie două zile cu zăpadă pe an. O ninsoare puternică a avut loc în oraș în martie 2010 și alta în februarie 2015. O altă ninsoare remarcabilă, de care mulți își amintesc, datează din 1962.
Verile sunt calde, cu o medie de 26 °C în august, cea mai călduroasă lună. Temperaturile maxime din acest interval sunt foarte ridicate, în jur de 28-29 °C în medie, în timp ce minimele se situează în jur de 23 °C. În aceste nopți, umiditatea ridicată creează adesea o senzație de disconfort termic.
Precipitațiile medii anuale sunt de aproximativ 600 mm, cu un maxim la sfârșitul verii și începutul toamnei (depasind frecvent 90 mm în octombrie). Acest vârf este adesea cauzat de fenomenul cunoscut sub numele de gota fría, care a produs în multe ocazii peste 100 mm de precipitații într-o singură zi. În contrast, cele mai reduse precipitații apar la începutul verii, cu o medie puțin peste 20 mm în iulie. Umiditatea medie anuală este ridicată datorită condițiilor maritime, situându-se între 69 și 70%, cu variații minime pe parcursul anului.

Mai jos este prezentat un tabel cu valorile climatologice ale stațiilor meteorologice ale Generalității Cataloniei, situate în centrul orașului, la aeroportul El Prat și la Observatorul Fabra. Deși stația de la aeroport se află în Municipiul El Prat de Llobregat, aceasta servește drept referință datorită proximității de Barcelona și altitudinii de 4 m deasupra nivelului mării, similară cu cea a zonei urbane. Totuși, stația este influențată de o inversiune termică puternică, cauzată de apropierea de o zonă industrială și urbanizată. Observatorul Fabra, situat în municipiul Barcelona, se află în afara orașului, la o altitudine semnificativă de 412 m, înregistrând astfel valori climatologice semnificativ diferite față de zona urbană.
| Date climatice pentru Barcelona Can Bruixa — Barcelona ciudad (1987-2010) | Date climatice pentru Barcelona Can Bruixa — Barcelona ciudad (1987-2010) | Date climatice pentru Barcelona Can Bruixa — Barcelona ciudad (1987-2010) | Date climatice pentru Barcelona Can Bruixa — Barcelona ciudad (1987-2010) | Date climatice pentru Barcelona Can Bruixa — Barcelona ciudad (1987-2010) | Date climatice pentru Barcelona Can Bruixa — Barcelona ciudad (1987-2010) | Date climatice pentru Barcelona Can Bruixa — Barcelona ciudad (1987-2010) | Date climatice pentru Barcelona Can Bruixa — Barcelona ciudad (1987-2010) | Date climatice pentru Barcelona Can Bruixa — Barcelona ciudad (1987-2010) | Date climatice pentru Barcelona Can Bruixa — Barcelona ciudad (1987-2010) | Date climatice pentru Barcelona Can Bruixa — Barcelona ciudad (1987-2010) | Date climatice pentru Barcelona Can Bruixa — Barcelona ciudad (1987-2010) | Date climatice pentru Barcelona Can Bruixa — Barcelona ciudad (1987-2010) | Date climatice pentru Barcelona Can Bruixa — Barcelona ciudad (1987-2010) |
| Luna                                                                      | Ian                                                                       | Feb                                                                       | Mar                                                                       | Apr                                                                       | Mai                                                                       | Iun                                                                       | Iul                                                                       | Aug                                                                       | Sep                                                                       | Oct                                                                       | Nov                                                                       | Dec                                                                       | Anual                                                                     |
| ------------------------------------------------------------------------- | ------------------------------------------------------------------------- | ------------------------------------------------------------------------- | ------------------------------------------------------------------------- | ------------------------------------------------------------------------- | ------------------------------------------------------------------------- | ------------------------------------------------------------------------- | ------------------------------------------------------------------------- | ------------------------------------------------------------------------- | ------------------------------------------------------------------------- | ------------------------------------------------------------------------- | ------------------------------------------------------------------------- | ------------------------------------------------------------------------- | ------------------------------------------------------------------------- |
| Maxima medie °C (°F)                                                      | 14.8 (58,6)                                                               | 15.6 (60,1)                                                               | 17.4 (63,3)                                                               | 19.1 (66,4)                                                               | 22.5 (72,5)                                                               | 26.1 (79)                                                                 | 28.6 (83,5)                                                               | 29.0 (84,2)                                                               | 26.0 (78,8)                                                               | 22.5 (72,5)                                                               | 17.9 (64,2)                                                               | 15.1 (59,2)                                                               | 21,2 (70,2)                                                               |
| Media zilnică °C (°F)                                                     | 11.8 (53,2)                                                               | 12.4 (54,3)                                                               | 14.2 (57,6)                                                               | 15.8 (60,4)                                                               | 19.3 (66,7)                                                               | 23.0 (73,4)                                                               | 25.7 (78,3)                                                               | 26.1 (79)                                                                 | 23.0 (73,4)                                                               | 19.5 (67,1)                                                               | 14.9 (58,8)                                                               | 12.3 (54,1)                                                               | 18,2 (64,8)                                                               |
| Minima medie °C (°F)                                                      | 8.8 (47,8)                                                                | 9.3 (48,7)                                                                | 10.9 (51,6)                                                               | 12.5 (54,5)                                                               | 16.1 (61)                                                                 | 19.8 (67,6)                                                               | 22.7 (72,9)                                                               | 23.1 (73,6)                                                               | 20.0 (68)                                                                 | 16.5 (61,7)                                                               | 11.9 (53,4)                                                               | 9.5 (49,1)                                                                | 15,1 (59,2)                                                               |
| Minima istorică °C (°F)                                                   | −1 (30,2)                                                                 | 0.6 (33,1)                                                                | 0.4 (32,7)                                                                | 6.2 (43,2)                                                                | 6.3 (43,3)                                                                | 12.4 (54,3)                                                               | 15.5 (59,9)                                                               | 15.2 (59,4)                                                               | 12.5 (54,5)                                                               | 5.4 (41,7)                                                                | 1.7 (35,1)                                                                | 0.7 (33,3)                                                                | −1 (30,2)                                                                 |
| Precipitații mm (inches)                                                  | 43.7 (1.72)                                                               | 31.4 (1.236)                                                              | 33.0 (1.299)                                                              | 47.7 (1.878)                                                              | 47.4 (1.866)                                                              | 25.5 (1.004)                                                              | 25.1 (0.988)                                                              | 40.9 (1.61)                                                               | 91.9 (3.618)                                                              | 96.5 (3.799)                                                              | 56.1 (2.209)                                                              | 56.8 (2.236)                                                              | 565,0 (22,244)                                                            |
| Nr. de zile cu precipitații (≥ 1 mm)                                      | 6.0                                                                       | 5.0                                                                       | 6.2                                                                       | 7.9                                                                       | 7.5                                                                       | 5.5                                                                       | 3.1                                                                       | 5.8                                                                       | 8.0                                                                       | 8.0                                                                       | 6.6                                                                       | 7.0                                                                       | 76,6                                                                      |
| Nr. mediu de zile cu ninsoare                                             | 0                                                                         | 0                                                                         | 0                                                                         | 0                                                                         | 0                                                                         | 0                                                                         | 0                                                                         | 0                                                                         | 0                                                                         | 0                                                                         | 0                                                                         | 0                                                                         | 0                                                                         |
| Sursă: Ayuntamiento de Barcelona                                          |                                                                           |                                                                           |                                                                           |                                                                           |                                                                           |                                                                           |                                                                           |                                                                           |                                                                           |                                                                           |                                                                           |                                                                           |                                                                           |

### Urbanism

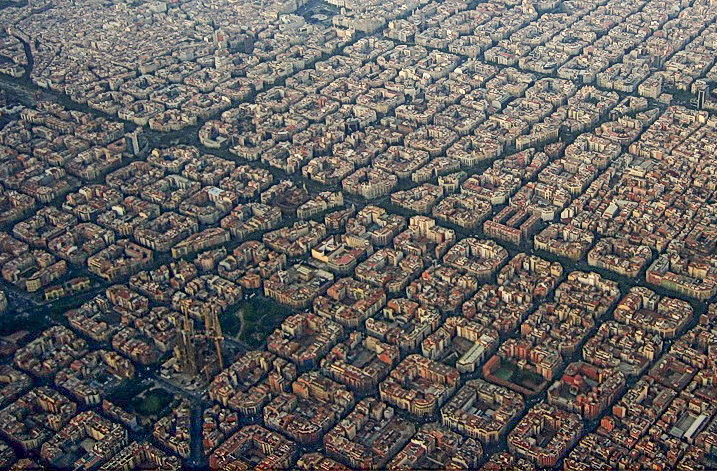
Ensanche of Barcelona este paradigma expansiunilor din secolul al XIX-lea în Spania

Urbanismul Barcelonei a evoluat treptat, suprapunând straturi de dezvoltare de la orașul roman până în prezent, iar întreaga istorie urbanistică a orașului este vizibilă și astăzi. În centrul vechi se pot observa cardo maximus și decumanus, care se intersectau în vechiul forum roman, locul unde se află astăzi Plaza de Sant Jaume, centrul vieții politice din oraș. De asemenea, se poate urmări traseul vechilor ziduri ale orașului de-a lungul străzilor Banys Nous sau Avinyó. Extinderile ulterioare ale orașului medieval, împreună cu zidurile aferente din zonele Born sau Raval, sunt și ele mai mult sau mai puțin vizibile până la limitele centrului istoric.
Acesta a fost perimetrul Barcelonei până în 1859, când orașul a decis să renunțe la ziduri și să se extindă pe câmpia Barcelonei, înglobând satele din jur, care astăzi sunt cartiere ale orașului, precum Gràcia, Poblenou, Horta sau Sants. Această creștere a fost realizată conform planului de extindere proiectat de Ildefons Cerdà, cunoscut sub numele de Planul Cerdà, caracterizat prin faimoasa rețea ortogonală cu intersecții teșite.

## Istorie
Legenda atribuie cartaginezilor întemeierea localității Barcino, în special lui Hamilcar Barca, tatăl lui Hannibal. Mai târziu, romanii au transformat orașul într-un castrum (o bază militară romană) centrat pe Mons Taber, un mic deal în apropierea locației primăriei din ziua de astăzi (Plaça de Sant Jaume). Această organizare este încă vizibilă și astăzi pe harta centrului istoric prin fragmentele rămase din zidurile romane. Rămășițe romane importante sunt expuse sub Plaça del Rei, intrarea spre muzeul orașului, Museu d'Història de la Ciutat. Cetatea a fost cucerită de vizigoți în secolul al V-lea, de către mauri în secolul al VIII-lea, recucerită în 801 de către regii franci și jefuită de Al-Mansur în 985.
Orașul a fost devastat după Republica Catalonă din 1640 - 1652 și în Războiul Spaniol de Succesiune din 1714. La începutul secolului al XX-lea, Barcelona a redevenit un centru cultural și politic după o reînviere a culturii catalone.
În același secol, în timpul Războiului Civil Spaniol, Barcelona a fost un refugiu al cauzei anarhiste, dar s-a predat forțelor Generalului Franco în 1939. În anii 1970, din nou, Barcelona a reînviat, devenind orașul prosper de azi, unul dintre cele mai prețuite orașe din Spania și Europa.

### Epoca antică

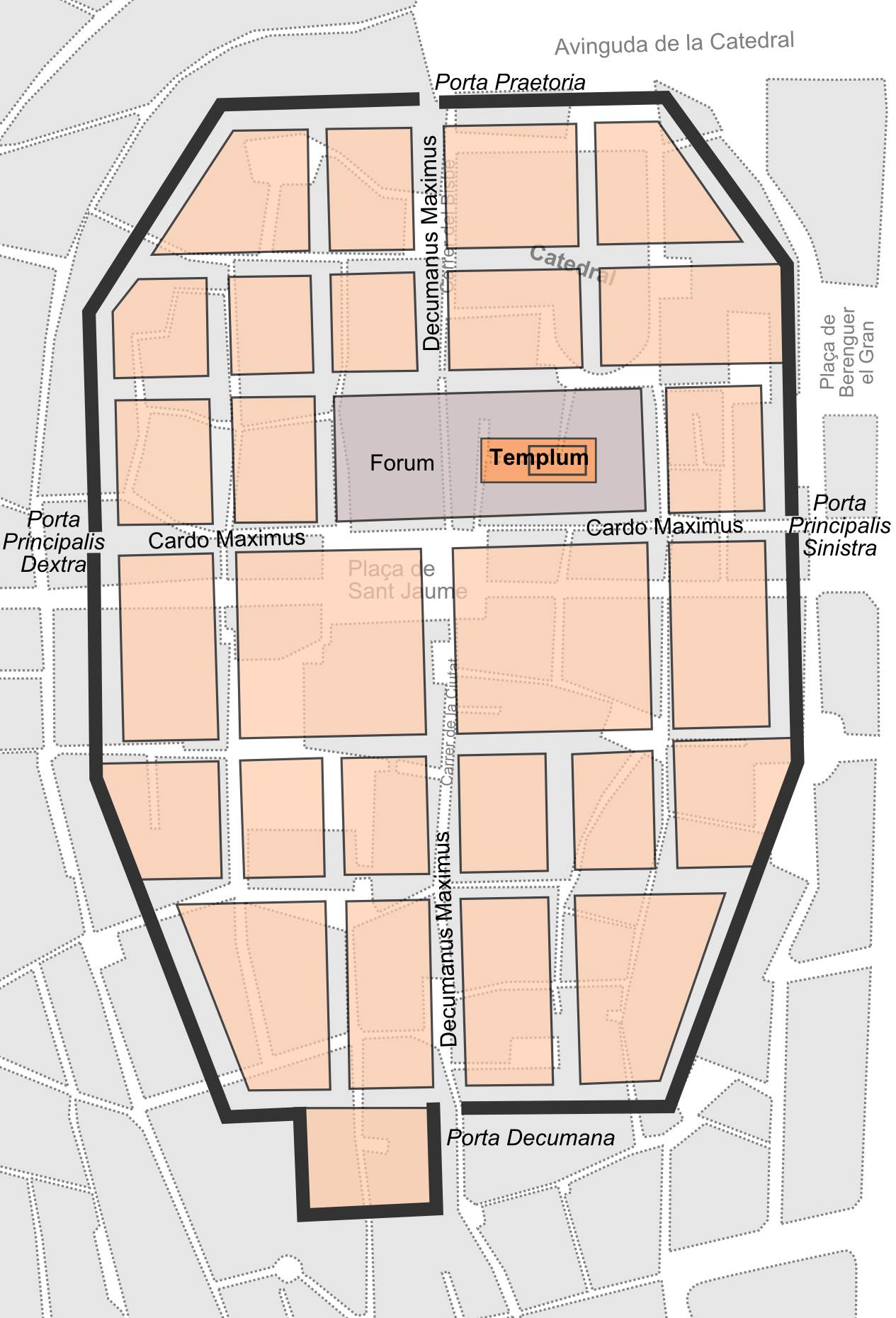
Planul lui Barcino suprapus pe planul actual al cartierului gotic

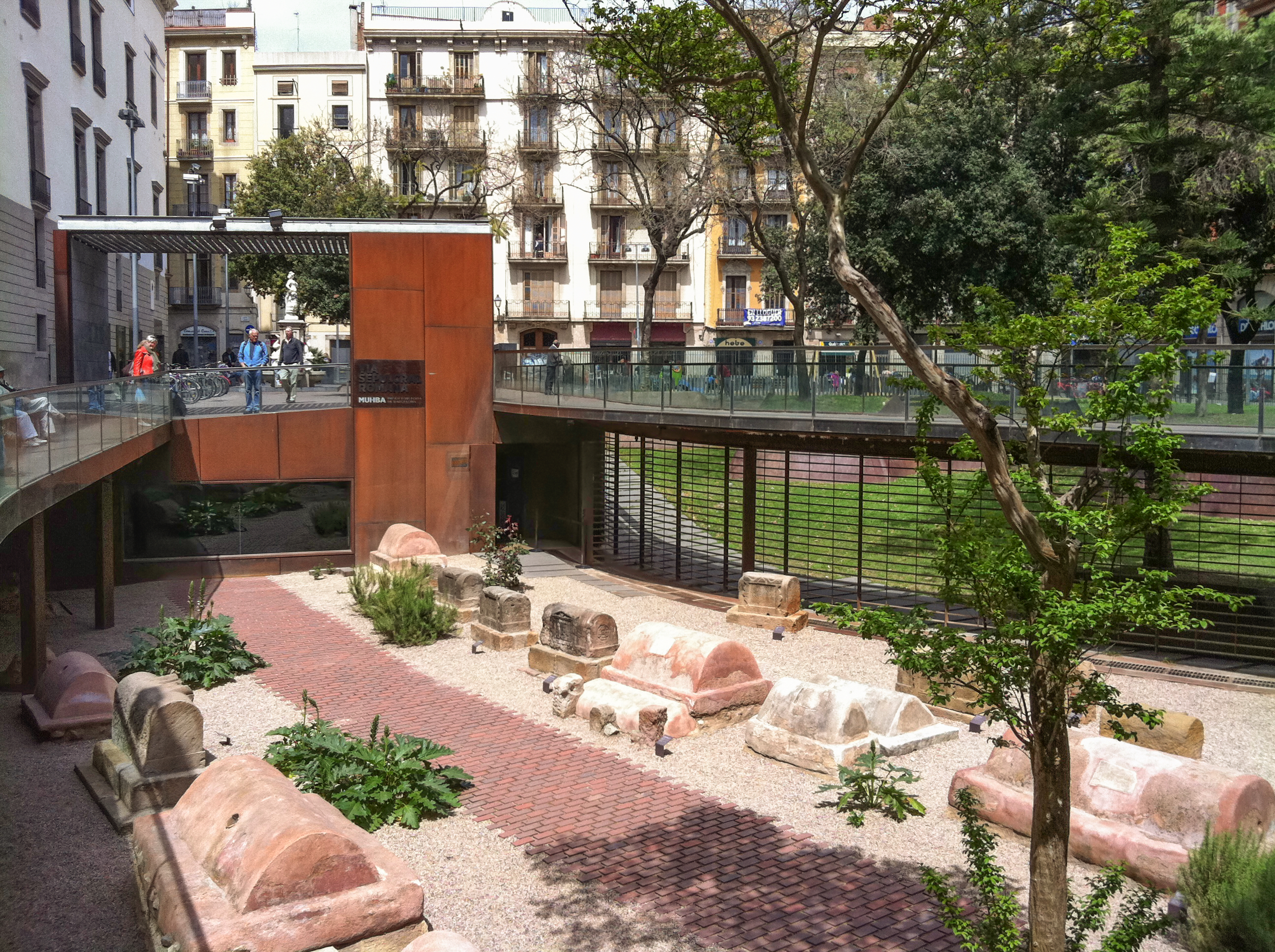
Necropola romană din Plaza de la Villa din Madrid

Primele urme de populație descoperite în zona orașului datează din perioada Neoliticului (5500 î.Hr.), așa cum indică siturile arheologice găsite în jurul cartierului Raval, bogate în morminte. De asemenea, au fost descoperite vestigii neolitice și în alte puncte ale zonei Barcelonei, precum Sagrera. Totuși, primii locuitori importanți nu apar până în secolele VII-VI î.Hr. Aceștia au fost layetanii, un trib iberic.
După Primul Război Punic, pentru a încerca să compenseze consecințele înfrângerii, cartaginezii au inițiat o politică de expansiune în Peninsula Iberică. Potrivit unei legende, orașul a fost fondat în anul 230 î.Hr. de Hamilcar Barca, tatăl lui Hannibal. Conform acestei legende, numele Barcelona derivă din neamul cartaginez Barca. Totuși, nu există dovezi ale prezenței cartaginezilor pe câmpia Barcelonei.
La începutul celui de-al doilea război punic, Hannibal Barca a ocupat localitatea în timpul marșului său spre Pirinei. Cu toate acestea, romanii au reușit să cucerească orașul în anul 218 î.Hr. Orașul a fost redenumit Barcino (COLONIA IVLIA AVGVSTA FAVENTIA PATERNA BARCINO) între anii 15 î.Hr. și 10 î.Hr., odată ce romanii s-au stabilit definitiv. Pe harta lumii realizată de Claudius Ptolemeu, apare sub numele de Barcino. La început, Barcino avea forma unui castrum sau a unei fortificații militare, deși comerțul a început să devină tot mai important. În secolul I, orașul a fost înconjurat de ziduri din ordinul împăratului roman Claudius, iar în secolul al II-lea avea deja o populație cuprinsă între 4.000 și 8.000 de locuitori.

### Evul Mediu
După sosirea Vizigoților în secolul al V-lea, aceștia au transformat orașul, pentru o scurtă perioadă, în capitala teritoriilor hispanice, transferând apoi puterea la Toledo. În secolul al VIII-lea, Barcelona a fost cucerită de Al-Hurr, dar a fost recuperată pentru teritoriul creștin de Ludovic Piosul, din Imperiul Carolingian, în anul 801, fiind integrată în Marca Hispanica. Atacurile musulmane nu au încetat, iar în anul 985, trupele lui Almanzor au distrus aproape complet orașul. Borrell al II-lea a inițiat reconstrucția, marcând începutul unei perioade înfloritoare în Epoca condală.
În această perioadă, orașul s-a remarcat printre teritoriile catalane și în cadrul domeniului Coroanei de Aragon. Împreună cu alte porturi ale Coroanei, precum Tortosa, Palma de Mallorca, Napoli sau Valencia, Barcelona a devenit un punct de plecare pentru numeroase trupe și resurse destinate extinderii posesiunilor. Orașul a înflorit, devenind unul dintre cele mai importante din vestul Mediteranei în secolele al XIII-lea și al XIV-lea. Barcelona excela în plan comercial, deși se afla sub influența Genovei și Veneției, care dominau comerțul în zona mediteraneană și între Europa și Asia.

### Epoca Modernă

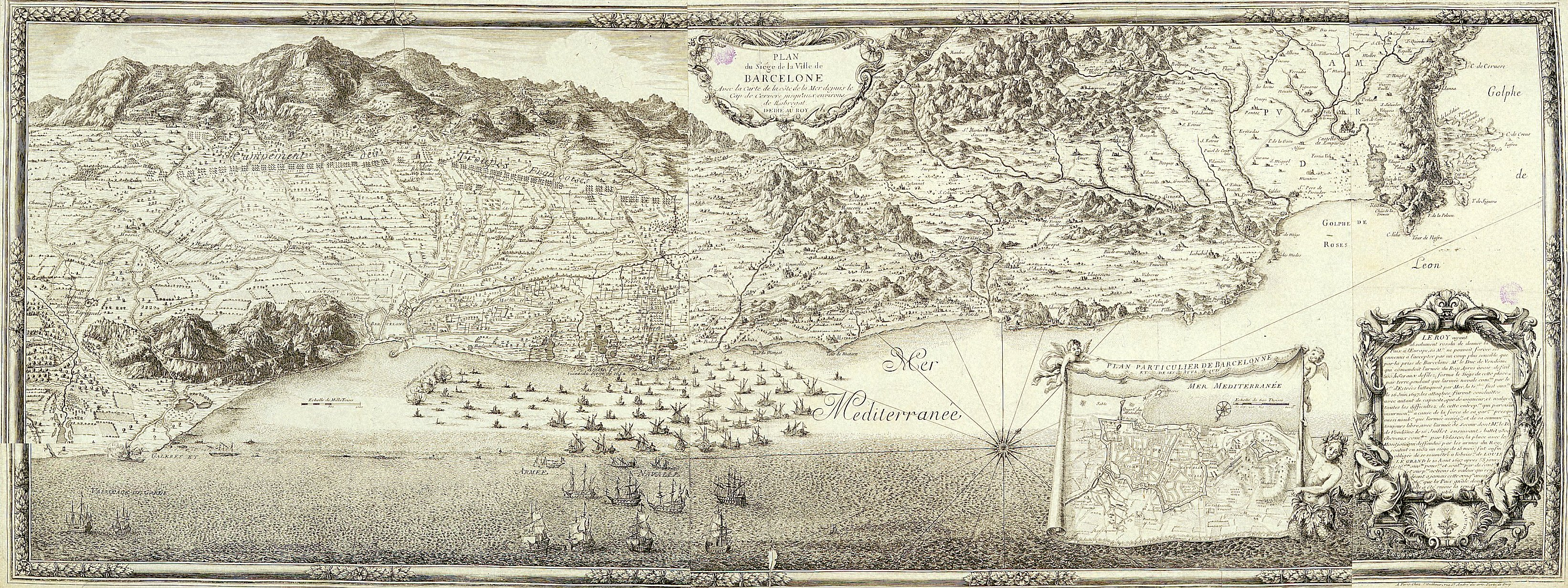
Plan francez din 1698, cu indicații pentru un plan de asediu

Decăderea Barcelonei a început în secolul al XV-lea, cu perioade de creștere și declin, și a continuat de-a lungul secolelor următoare. Tensiunile generate de uniunea dinastică cu Castilia, inițiată prin căsătoria dintre Ferdinand al II-lea de Aragon și Isabela de Castilia, au atins punctul culminant în timpul Războiului Secerătorilor, între 1640 și 1651, și mai târziu, în timpul Războiului de Succesiune (1706-1714). Acesta din urmă a dus la dispariția multor instituții catalane și la construirea cetății militare din oraș, în timp ce limba catalană a fost redusă la utilizarea în mediul rural.

### Revoluția Industrială

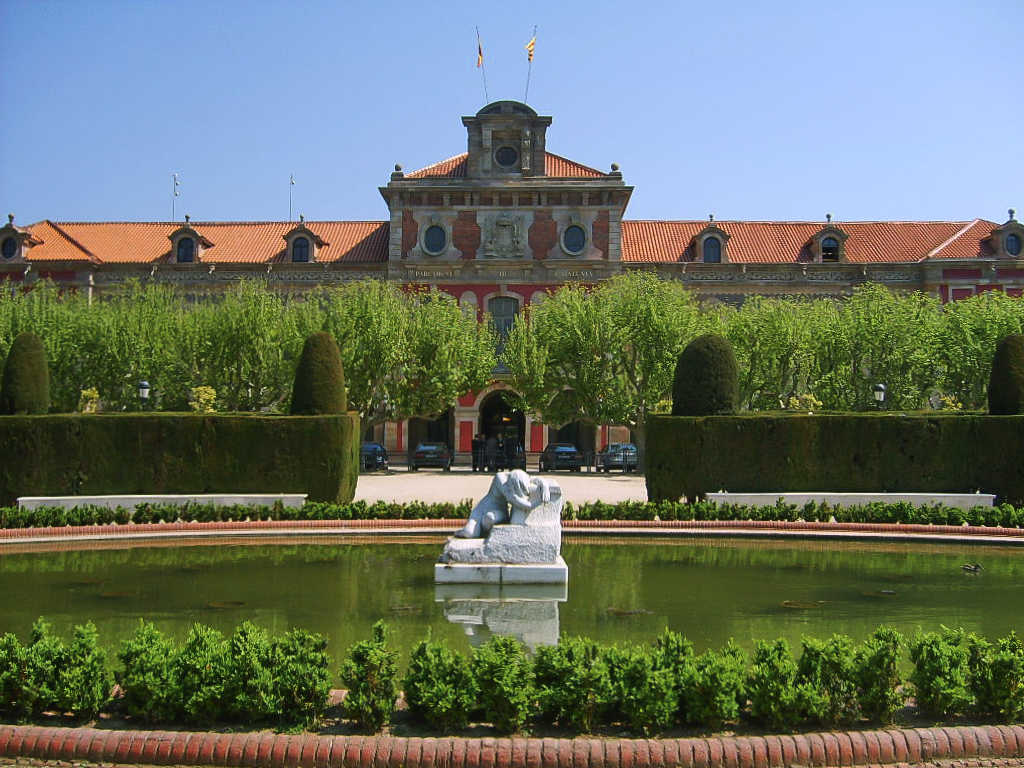
Clădirea Parlamentului Cataloniei este unul dintre puținii supraviețuitori ai complexului de cetăți Citadel, în care a servit drept arsenal.

Recuperarea economică începută la sfârșitul secolului al XVIII-lea și industrializarea din secolul al XIX-lea au permis Barcelonei să redevină un important centru politic, economic și cultural, fiind în fruntea Renașterii catalane. Un element remarcabil în procesul de industrializare a fost monopolul comerțului textil între Spania și Cuba, stabilit în Barcelona într-un moment de criză a industriei textile de bumbac, care a consolidat industrializarea în Catalonia. Acest lucru s-a datorat și diferenței de creștere, în timp ce în alte părți ale țării industria stagna din cauza crizei.
O altă consecință a monopolului textil din secolul al XIX-lea între Barcelona și Cuba a fost nemulțumirea cubanezilor față de „teoria pâlniei” – largă pentru Spania și strâmtă pentru Cuba – care a generat resentimente și a dus la revolte și la mișcarea de independență în căutarea egalității economice, cu intervenția Statelor Unite.
Orașul a reușit să demoleze zidurile sale și, în 1897, a anexat șase municipii învecinate, ceea ce i-a permis să crească și să își planifice dezvoltarea urbană și industrială, condusă de inovatorul plan al Extinderii (Ensanche) realizat de Ildefonso Cerdá. Acesta a proiectat străzile în formă de grilaj și intersecțiile cu colțuri rotunjite. De asemenea, Barcelona a găzduit două Expoziții Universale, în 1888 și 1929.

### Secolul al XX-lea

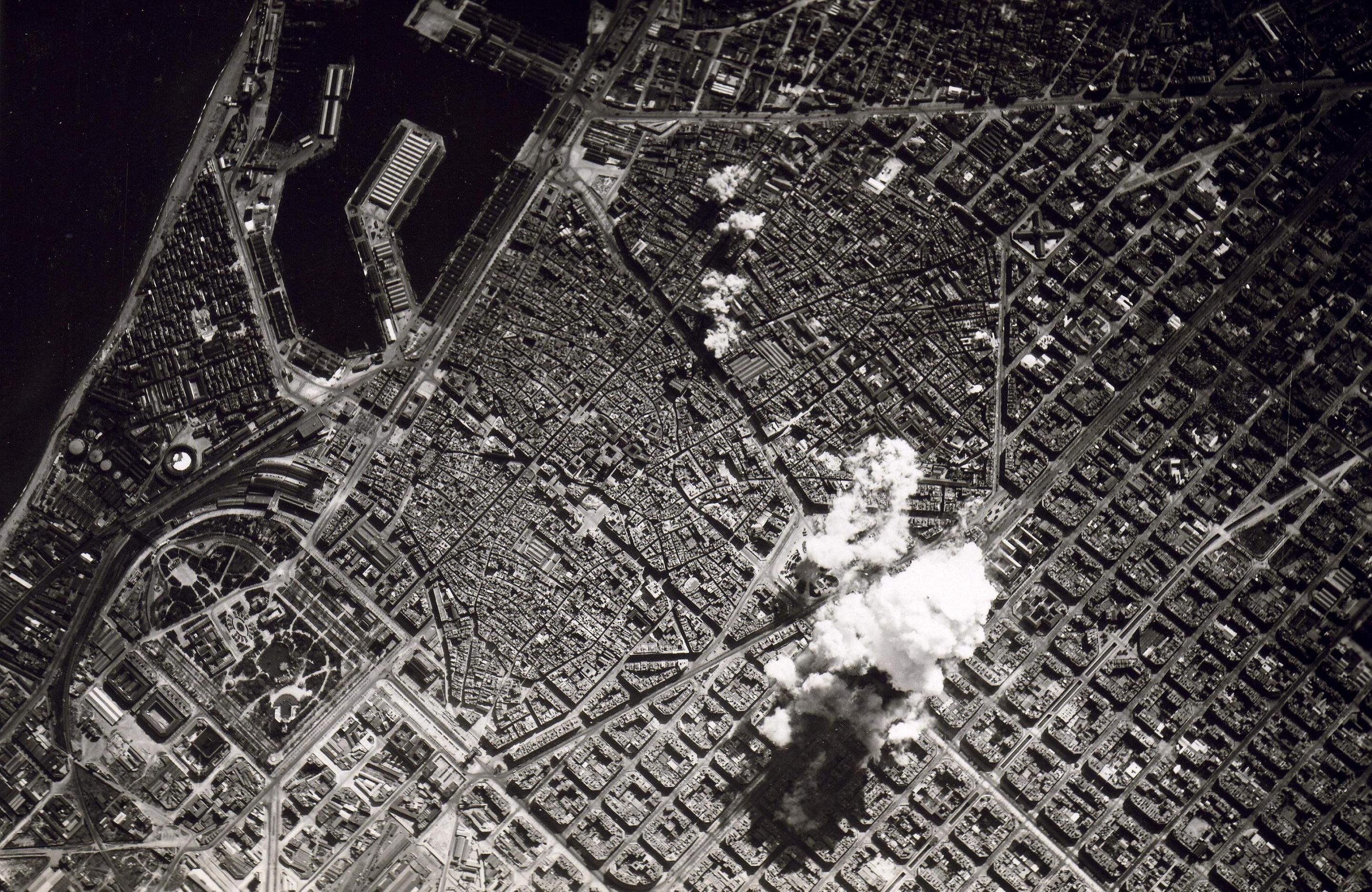
Bombardarea Barcelonei în 1938 în timpul Războiului Civil Spaniol, fiind primul oraș din lume care a fost bombardat sistematic prin aer.

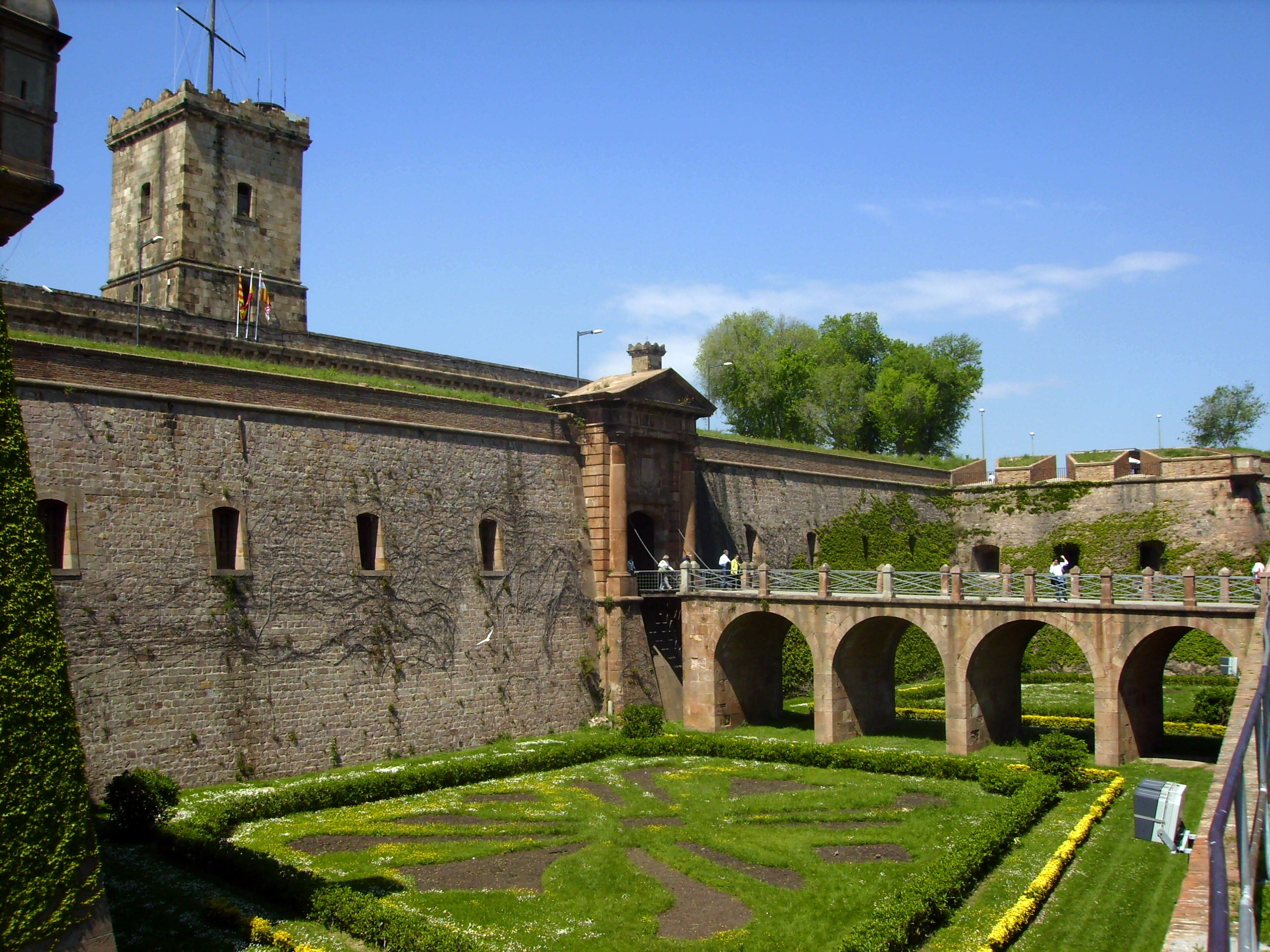
Castelul Montjuic, cel mai sudic punct al orașului, unde s-au făcut măsurători pentru a calcula lungimea metrului pe baza definiției sale geografice

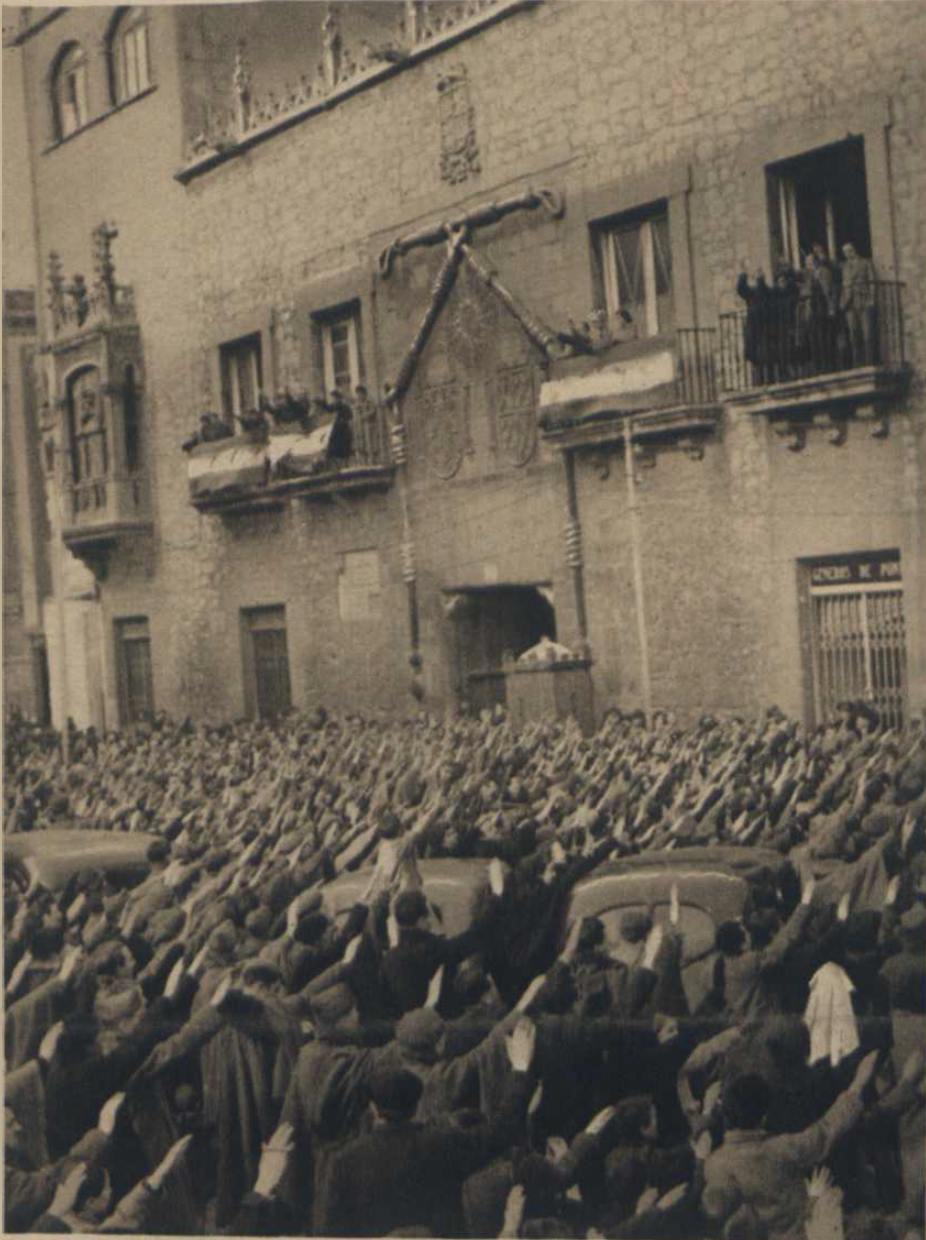
Manifestație fascistă după cucerirea orașului de către rebelii în războiul civil spaniol (1939)

La începutul secolului al XX-lea, Barcelona s-a remarcat atât prin creșterea economică (în special ca urmare a Primului Război Mondial), cât și prin proliferarea noilor ideologii adoptate de segmente largi ale populației, în special de clasa muncitoare. Impulsul guvernamental a susținut dezvoltarea metroului și a portului. Totuși, criza economică din 1929, care a lovit puternic Spania, și ulterior începutul războiului civil spaniol au paralizat orice creștere timp de un deceniu.
Deși Barcelona a sprijinit a II-a Republică, orașul a fost un focar de revolte interne și conflicte între partide, pe care nici orașul, nici guvernul Republicii nu au reușit să le controleze, așa cum s-a văzut în Evenimentele din mai 1937. În timpul războiului, orașul a fost bombardat de mai multe ori. Trupele franchiste au ocupat orașul pe 26 ianuarie 1939.
Dictatura franchistă a desemnat Barcelona ca pol de dezvoltare, promovând o industrializare intensă care a generat o imigrație masivă și de lungă durată, în mare parte din sudul Peninsulei Iberice. Noile condiții sociale și economice au dinamizat orașul și i-au transformat radical planul urbanistic, evidențiindu-se apariția cartierelor muncitorești dens populate și a unor importante artere de comunicație. Metroul s-a extins, iar în anii 1940 au fost introduse troleibuzele, diversificând astfel transportul public. Rețeaua feroviară a devenit mai densă și mai modernă, în timp ce aeroportul a căpătat o importanță tot mai mare. Totuși, miza principală a transportului în Barcelona, în comparație cu alte orașe mari și medii, a fost promovarea vehiculului privat, ceea ce a dus la construirea unei rețele dense de parcări subterane.
După moartea generalului Franco și începuturile dificile ale perioadei democratice, orașul a beneficiat, la fel ca restul Spaniei, de un nou impuls economic influențat de integrarea în Uniunea Europeană (1 ianuarie 1986). Aceasta a dus la realizarea unor proiecte moderne de natură culturală și urbanistică, printre care s-a remarcat organizarea Jocurilor Olimpice de vară din 1992. Acest eveniment, susținut financiar și organizatoric de întreaga Spanie, a devenit un nou motor pentru dezvoltarea urbanistică a Barcelonei.

### Secolul 21

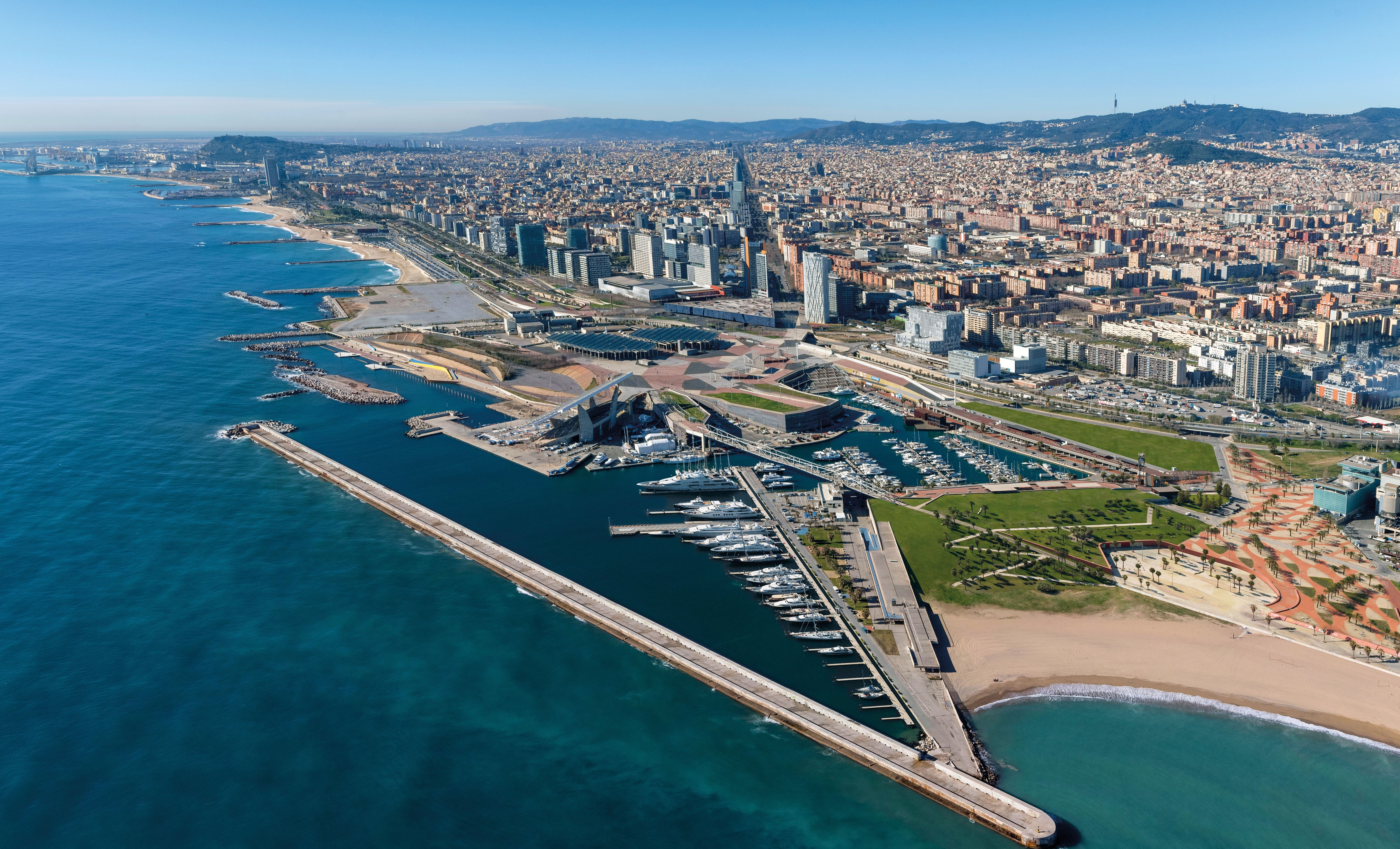
Puerto Fórum din aer, dezvoltat pentru celebrarea Forumului Universal al Culturilor 2004

Barcelona în secolul al XXI-lea este un oraș prosper, cu o proiecție internațională, care mizează pe cultură, calitatea vieții, inovație, solidaritate și sustenabilitate. La începutul secolului, economia a trecut printr-un proces de dezindustrializare, orientându-se totodată către noi sectoare, precum tehnologiile informației și comunicațiilor, concentrate în așa-numitul district 22.
În 2004, a avut loc Forumul Universal al Culturilor, eveniment care a adus schimbări urbanistice semnificative pentru oraș: zona Besós, până atunci ocupată de foste fabrici abandonate, a fost revitalizată, ceea ce a permis regenerarea cartierului Pueblo Nuevo și construirea noului cartier Diagonal Mar, precum și prelungirea bulevardului Diagonal până la mare.
Barcelona a resimțit puternic criza economică internațională începută în 2008, înregistrând o creștere semnificativă a șomajului, sărăciei și precarității sociale. Criza a generat o serie de proteste populare care au culminat cu Mișcarea 15-M, inițiată printr-o serie de manifestații în întreaga Spanie la 15 mai 2011.
De la alegerile regionale din 2010, mișcarea pentru independență a câștigat teren, manifestându-se prin evenimente precum „Catalonia, noul stat al Europei” (2012), Vía Catalana către Independență (2013) sau Diada din 2014.
Catalanii anti-independență au organizat, la rândul lor, două manifestații de amploare în apărarea Constituției Spaniole, pe 8 și 29 octombrie 2017.
La alegerile municipale din 2015, platforma Barcelona en Comú, condusă de Ada Colau, a câștigat scrutinul, iar Colau a fost numită primar pe 13 iunie 2015. În primii doi ani de mandat, administrația condusă de Colau s-a confruntat cu dificultăți în implementarea unor reforme profunde, în special în domeniile locuințelor și turismului. Cu toate acestea, investițiile sociale au crescut, de la 221 milioane de euro la finalul mandatului anterior la 332 milioane în 2017.
Pe 17 august 2017, Barcelona a fost scena unui atentat terorist de inspirație jihadistă, soldat cu 15 morți și aproximativ 100 de răniți (o altă victimă a fost înregistrată ulterior la Cambrils).

## Demografie

Piramida populației din provincia Barcelona în 2022

Conform Consiliului Local al Barcelonei, populația orașului la 1 ianuarie 2016 era de 1.608.746 de persoane, pe o suprafață de 101,4 km². Este componenta principală a unei zone administrative mai mari, Marea Barcelona, care avea o populație de 3.218.071 locuitori pe o suprafață de 636 km² (o densitate de 5.060 locuitori/km²). Populația zonei urbane era de 4.840.000 de persoane. Barcelona este nucleul central al zonei metropolitane Barcelona, care include o populație de 5.474.482 de locuitori.
În 1900, Barcelona avea o populație de 533.000 de locuitori, care a crescut constant, dar lent, până în 1950, când orașul a început să atragă un număr mare de oameni din alte părți mai puțin industrializate ale Spaniei. Populația Barcelonei a atins un vârf în 1979, cu 1.906.998 de locuitori, dar a scăzut în anii 1980 și 1990, deoarece mulți oameni au căutat o calitate a vieții mai bună în orașele periferice ale zonei metropolitane Barcelona. După ce a ajuns la un minim în anul 2000, cu 1.496.266 de rezidenți, populația orașului a început să crească din nou, pe măsură ce tinerii au început să se întoarcă, ceea ce a dus la o creștere semnificativă a prețurilor locuințelor.

### Limbi vorbite
Spaniola este cea mai vorbită limbă în Barcelona (conform recensământului lingvistic realizat de Guvernul Cataloniei în 2013) și este înțeleasă aproape universal. Catalana este, de asemenea, foarte frecvent vorbită în oraș: este înțeleasă de 95% din populație, 72,3% o pot vorbi, 79% o pot citi, iar 53% o pot scrie. Cunoașterea limbii catalane a crescut semnificativ în ultimele decenii datorită unui sistem educațional bazat pe imersiune lingvistică.
După catalană și spaniolă, cele mai vorbite limbi în Barcelona sunt cele din Africa de Nord, precum amazigh și araba, urmate de bengali, Urdu, punjabi, Mandarina, Română, Limba engleză, Rusă și quechua, conform datelor colectate de Universitatea din Barcelona.

### Densitatea populației
Barcelona este unul dintre cele mai dens populate orașe din Europa. În anul 2008, consiliul local al orașului a estimat o populație de 1.621.090 de locuitori pe teritoriul municipiului, cu o suprafață de 102,2 km², rezultând o densitate medie de 15.926 de locuitori pe kilometru pătrat, Eixample fiind cel mai populat district.
Totuși, în cazul Barcelonei, distribuția teritorială este extrem de inegală. Jumătate din municipiu, adică 50,2 km², situată în zonele periferice, este formată din cele zece cartiere cu cea mai mică densitate a populației, care adăpostesc mai puțin de 10% din populația orașului, împreună cu Zona Franca, o zonă industrială nelocuită, și parcul forestier Montjuïc. Ceilalți 90% din populație, adică puțin sub 1,5 milioane de locuitori, trăiesc pe restul de 52 km², cu o densitate medie de aproximativ 28.500 de locuitori pe kilometru pătrat.
Din cele 73 de cartiere ale orașului, 45 aveau o densitate a populației de peste 20.000 de locuitori pe kilometru pătrat, adăpostind în total 1.313.424 de locuitori pe o suprafață de 38,6 km², cu o densitate medie de 33.987 de locuitori pe kilometru pătrat. Cele 30 de cartiere cu cea mai mare densitate reprezintă 57,5% din populația orașului, ocupând doar 22,7% din suprafața municipiului, adică 936.406 persoane trăiesc cu o densitate medie de 40.322 locuitori pe kilometru pătrat. Cea mai mare densitate a orașului se regăsește în și în jurul cartierului Sagrada Família, unde patru dintre cele mai dens populate cartiere ale orașului sunt situate unul lângă altul, fiecare având o densitate de peste 50.000 de locuitori pe kilometru pătrat.

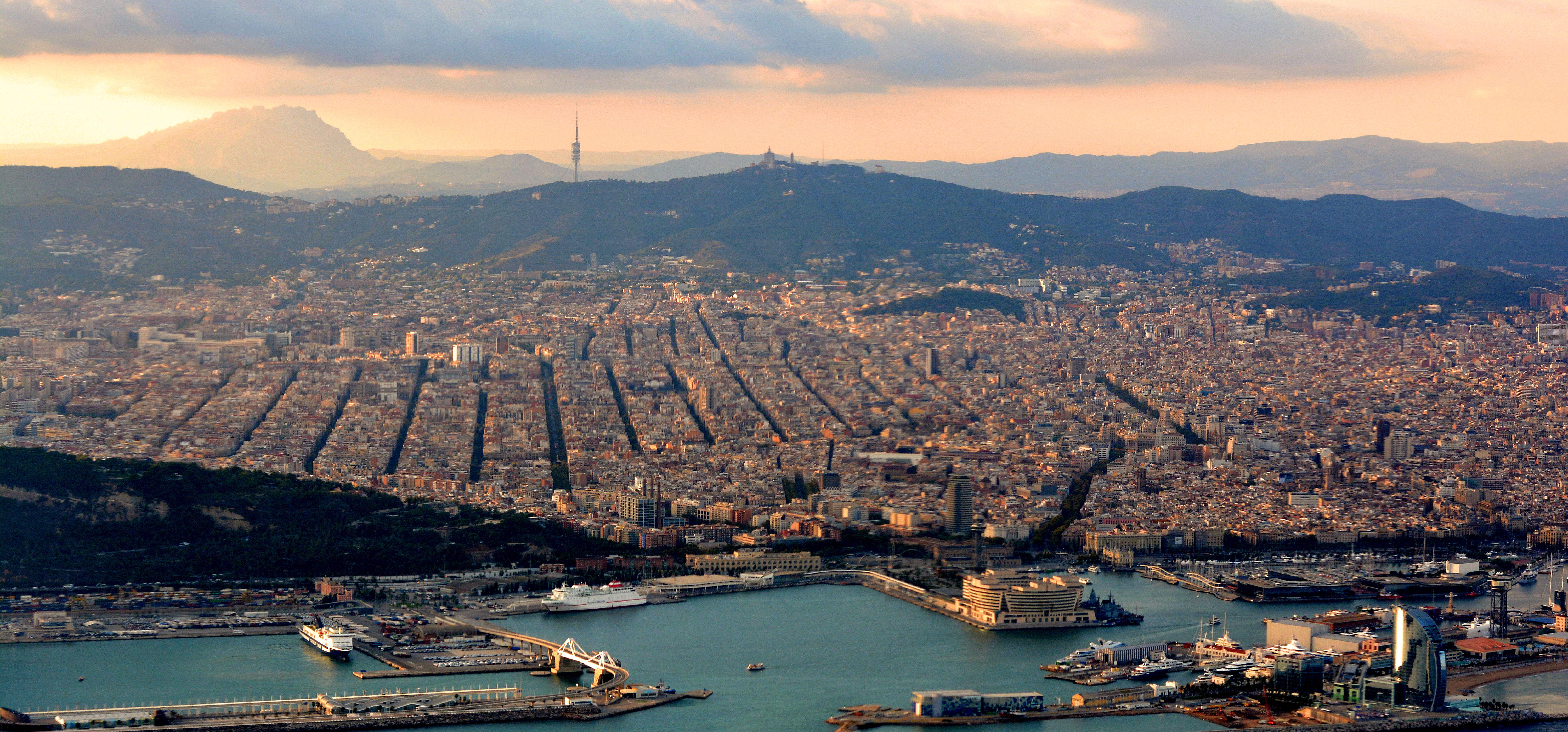
Vedere aeriană a centrului și Eixample, cu Serra de Collserola în fundal

### Structura de vârstă
În anul 1900, aproape o treime (28,9%) din populație era formată din copii (cu vârsta sub 14 ani). În 2017, acest grup de vârstă reprezenta doar 12,7% din populație. În 2017, persoanele cu vârste cuprinse între 15 și 24 de ani reprezentau 9% din populație; cei cu vârste între 25 și 44 de ani formau 30,6% din populație; în timp ce persoanele cu vârste între 45 și 64 de ani constituiau 56,9% din totalul locuitorilor Barcelonei. În anul 1900, persoanele cu vârsta de 65 de ani și peste reprezentau doar 6,5% din populație. În 2017, acest grup de vârstă a ajuns să reprezinte 21,5% din populație.

### Migrație
| Naționalitate | Populație (2019) |
| ------------- | ---------------- |
| Italia        | 36,276           |
| China         | 21,658           |
| Pakistan      | 20,643           |
| Franța        | 16,940           |
| Maroc         | 14,418           |
| Columbia      | 12,290           |
| Honduras      | 11,744           |
| Peru          | 10,558           |
| Venezuela     | 10,185           |
| Filipine      | 9,439            |

În 2016, aproximativ 59% dintre locuitorii orașului erau născuți în Catalonia, iar 18,5% proveneau din restul țării. În plus, 22,5% din populație era născută în afara Spaniei, o proporție care s-a mai mult decât dublat din 2001 și s-a înzecit din 1996, când era de 8,6% și respectiv 3,9%.
Cea mai importantă regiune de origine a migranților este Europa, mulți venind din Italia (26.676) sau Franța (13.506). De asemenea, un număr semnificativ de migranți provin din țări latino-americane precum Bolivia, Ecuador sau Columbia. Începând cu anii 1990, la fel ca alți migranți, mulți latino-americani s-au stabilit în părțile de nord ale orașului.
Există o comunitate pakistaneză relativ mare în Barcelona, cu până la douăzeci de mii de persoane. Comunitatea este formată din semnificativ mai mulți bărbați decât femei, mulți dintre pakistanezi locuind în Ciutat Vella. Primele valuri de migranți pakistanezi au sosit în anii 1970, numărul acestora crescând în anii 1990.
Alte grupuri importante de migranți provin din Asia, în special din China și Filipine. Există o comunitate japoneză concentrată în cartierele Bonanova, Les Tres Torres, Pedralbes și alte zone din nordul orașului, care este deservită de o școală internațională japoneză.

### Religie

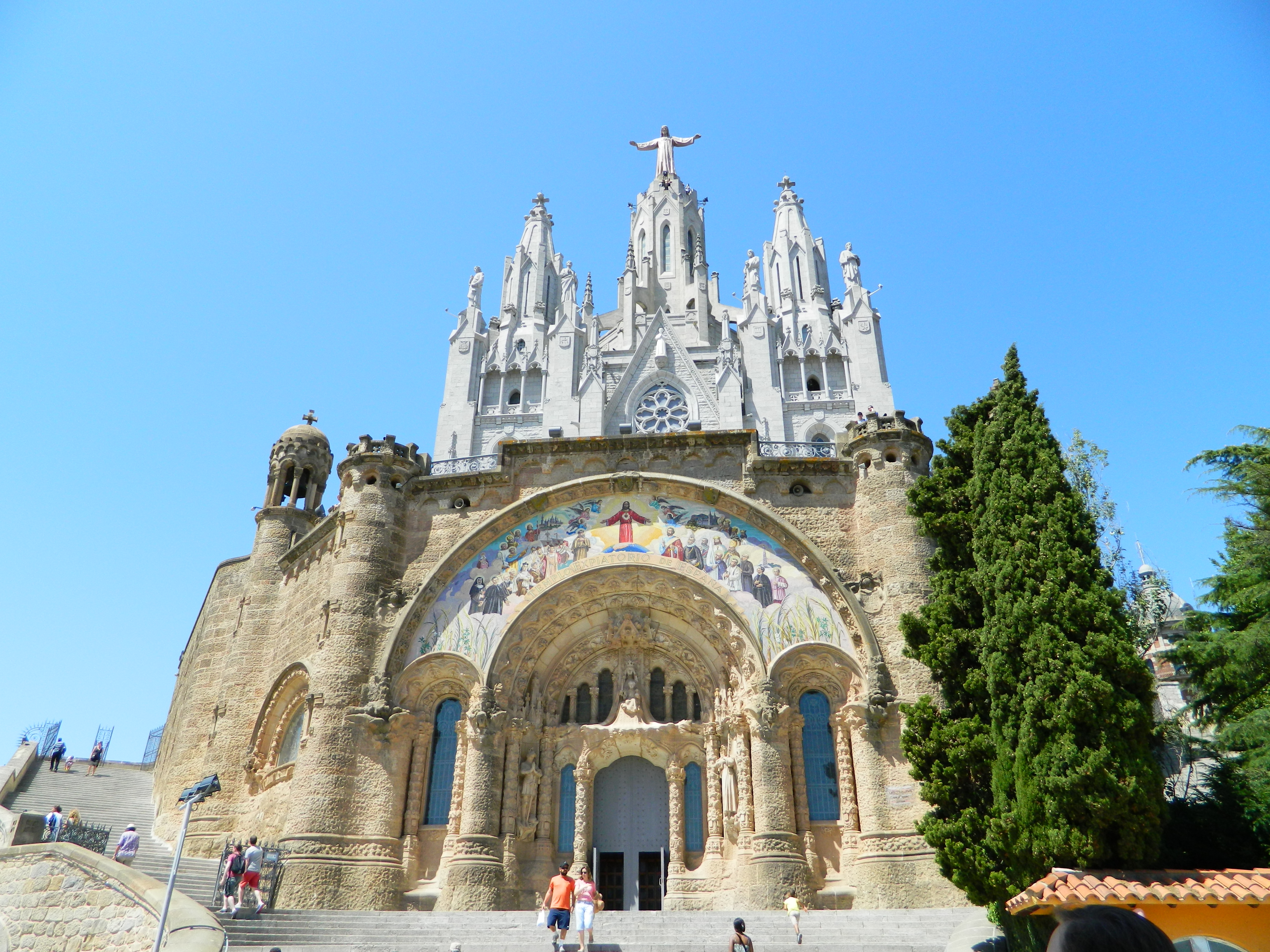

În 2007, majoritatea locuitorilor din Barcelona s-au declarat romano-catolici (208 biserici). Într-un sondaj realizat în 2011 de InfoCatólica, 49,5% dintre locuitorii Barcelonei de toate vârstele s-au identificat ca fiind catolici. A fost pentru prima dată când mai puțin de jumătate dintre respondenți nu s-au identificat drept creștini catolici. Aceste cifre reflectă o tendință mai largă în Spania, unde numărul persoanelor care se declară catolici a scăzut. În 2019, un sondaj realizat de Centro de Investigaciones Sociológicas a arătat că 53,2% dintre rezidenții Barcelonei s-au identificat drept catolici (9,9% catolici practicanți și 43,3% catolici nepracticanți).
Provincia Barcelona găzduiește cea mai mare comunitate musulmană din Spania, cu 322.698 de persoane de religie musulmană. Un număr considerabil de musulmani locuiesc în Barcelona, datorită imigrației (169 locații, în mare parte marocani). În 2014, 322.698 din cele 5,5 milioane de persoane din provincia Barcelona s-au identificat drept musulmani, ceea ce reprezintă 5,6% din populația totală.
Orașul găzduiește, de asemenea, cea mai mare comunitate evreiască din Spania, cu aproximativ 3.500 de evrei care trăiesc în oraș. În plus, există și alte grupuri religioase, inclusiv evanghelici (71 locații, în mare parte practicate de romi), Martorii lui Iehova (21 de Săli ale Regatului), budiști (13 locații) și ortodocși răsăriteni.

## Economie

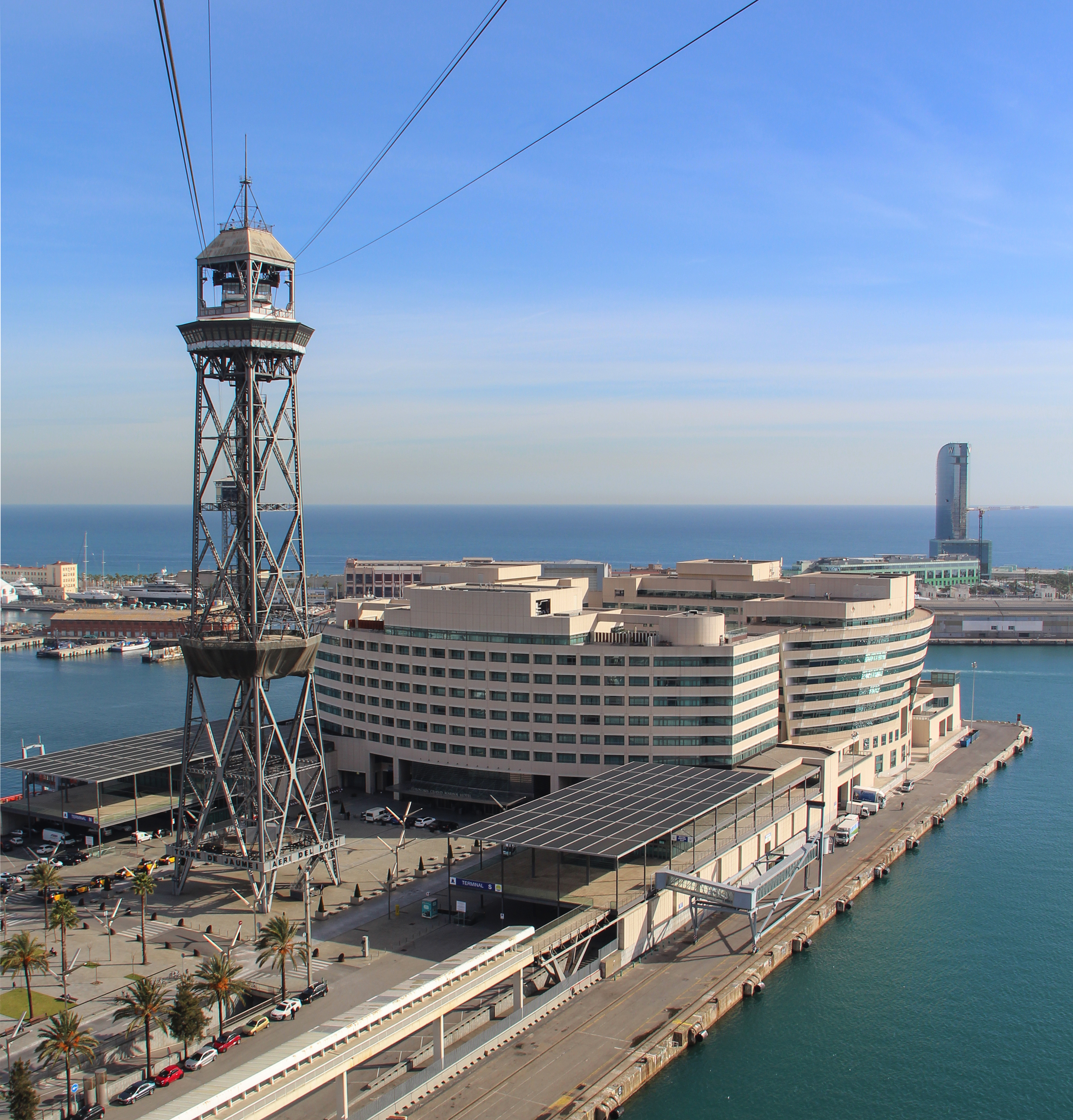
World Trade Center Barcelona văzut din telecabina portului

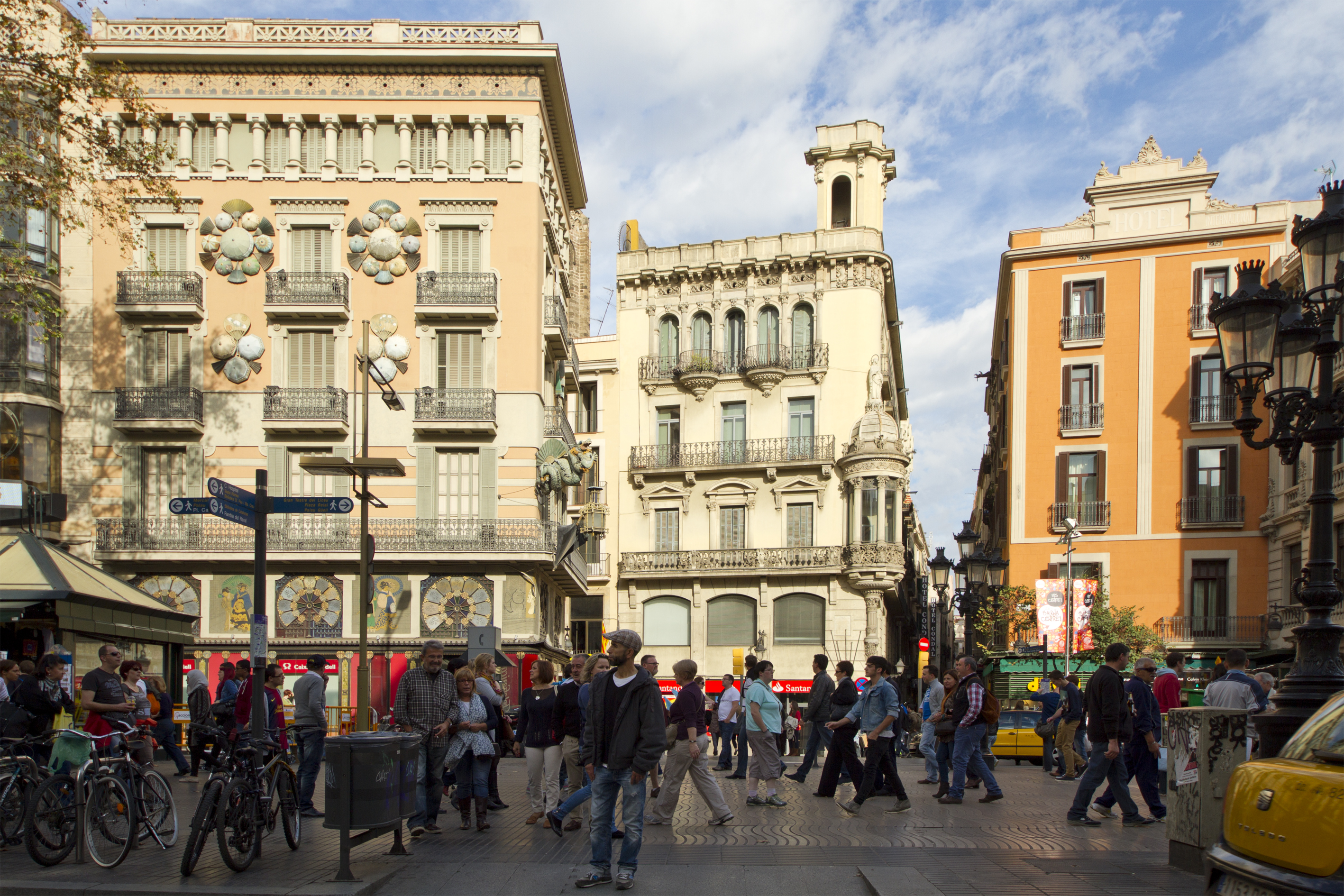
La Rambla, una dintre cele mai emblematice și aglomerate artere ale orașului

Istoric, economia Barcelonei s-a bazat pe comerț, datorită poziției sale geografice strategice, care i-a permis o activitate comercială intensă cu Franța, restul Spaniei și toate teritoriile mediteraneene, în special prin intermediul portului său. Această activitate a fost principalul motor al orașului până la revoluția industrială. Barcelona a fost unul dintre primele teritorii din Europa continentală care a început procesul de industrializare, pornind de la industria textilă începând cu 1780, dar cunoscând un adevărat avânt la mijlocul secolului al XIX-lea, devenind un important centru de producție pentru textile și utilaje.
De atunci, producția industrială a jucat un rol semnificativ în istoria orașului, mai ales în sectorul textil într-o primă etapă, deși a suferit un declin sever din cauza marii crize și distrugerilor provocate de războiul civil, precum și din cauza autarhiei impuse ulterior de dictatura franchistă. Cu toate acestea, odată cu deschiderea regimului către piețele europene, industria s-a redresat puternic, mai ales în sectoare precum industria auto, editorială, chimică, farmaceutică, logistică și electronică, transformând provincia Barcelona în principala zonă industrială a țării. Însă, creșterea și prosperitatea Barcelonei au dus la expulzarea zonelor industriale în afara limitelor orașului, din cauza creșterii prețului terenurilor industriale.
Acest fenomen a determinat economia orașului să se concentreze treptat pe sectorul serviciilor, care în prezent ocupă 85,7% dintre angajații Barcelonei. O parte dintre aceștia lucrează în comerț, restaurante și turism, un sector care a cunoscut o creștere masivă începând cu anii 1990. În 2009, orașul a primit 6,5 milioane de turiști, turismul devenind unul dintre pilonii economiei Barcelonei.
Criza economică din 2008-2015, agravată de prăbușirea bulei imobiliare care a dus la scăderea consumului și, implicit, a producției industriale, a stagnat economia catalană. Deși metropola Barcelona a continuat să crească economic, acest context a determinat pierderea statutului de capitală economică a Spaniei în favoarea Madridului, mai ales în domeniul financiar. Aceasta s-a datorat fragmentării tradiționale a mediului antreprenorial catalan, care reduce competitivitatea, suprasaturării infrastructurilor, investițiilor străine mai mari atrase de Madrid comparativ cu Barcelona și transferului centrelor de decizie, al sediilor fiscale și sociale din Barcelona și alte părți ale Spaniei către Madrid.
În domeniul industrial, Barcelona s-a confruntat cu probleme majore de relocare a companiilor, în principal către țări cu forță de muncă mai ieftină, cum a fost cazul unor companii precum Braun, Philips și Samsung. Problema a fost accentuată de lipsa și costul ridicat al terenurilor industriale din zona metropolitană, al doilea cel mai scump din Europa, după Londra. Cu toate acestea, au avut loc și transferuri de companii, parțial sau total publice, către Barcelona (cum este cazul Repsol), precum și investiții și localizări de companii străine, care au depășit cu mult relocările. Astfel, Barcelona continuă să fie o capitală industrială a Spaniei, generând în unele subsectoare 25% din totalul exporturilor spaniole.

#### Industrie

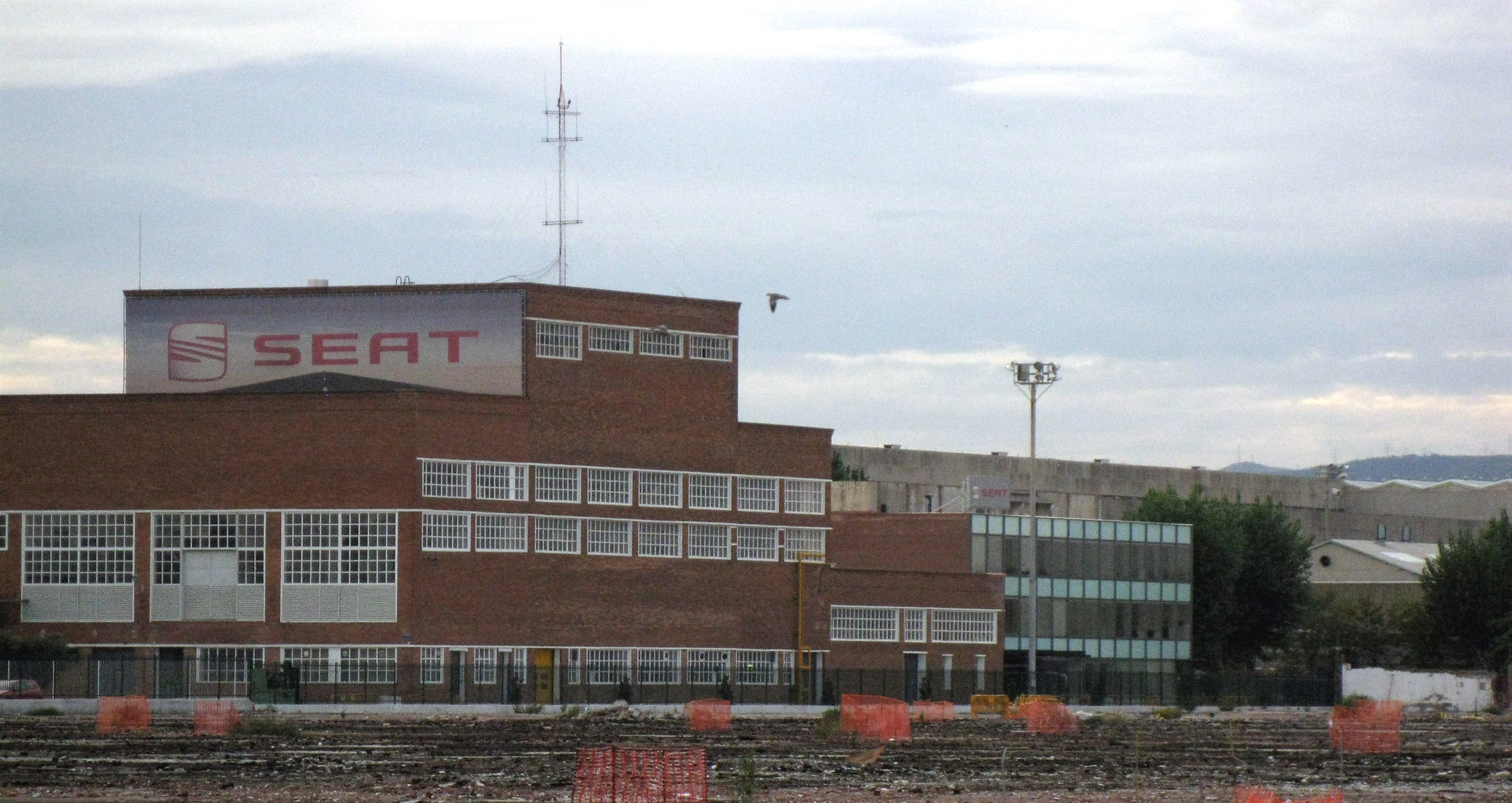
Fabrica SEAT din Zona Liberă din Barcelona

În fața pierderii de competitivitate cauzată de criza economică din 2008-2015, atât Primăria Barcelonei, cât și Generalitat de Catalunya au inițiat de aproape un deceniu un program pentru dezvoltarea unei noi economii productive bazate pe cunoaștere. Acest program a inclus crearea de mari parcuri de cercetare, în special în domeniul biomedicinei și biotehnologiei, precum și acordarea de sprijin pentru companiile tehnologice pentru a se extinde în noi sectoare, cum ar fi cel aerospațial sau nanotehnologia.
În cazul Barcelonei, s-a transformat un întreg cartier într-un nou district comercial axat pe noile tehnologii, cu infrastructuri de comunicații de ultimă generație, pentru a atrage companii din întreaga lume. Acest proiect poartă numele de Districtul 22@. Aceste politici încep să dea roade, iar oameni de știință de renume vin să dezvolte cercetări de nivel înalt în Barcelona.
Datorită implicării sale în cercetare și dezvoltarea tehnologiei aerospațiale, Barcelona face parte din Comunitatea Orașelor Ariane, o asociație de orașe europene legate de industria spațială și de lansatoarele Ariane, din care face parte și orașul vecin Terrassa.
Barcelona este unul dintre principalele centre editoriale, atât în catalană, cât și în spaniolă, pentru întreaga peninsulă și chiar pentru America Latină. De asemenea, a fost primul centru de producție de benzi desenate din Spania, devansând Valencia și Madrid.

#### Energie

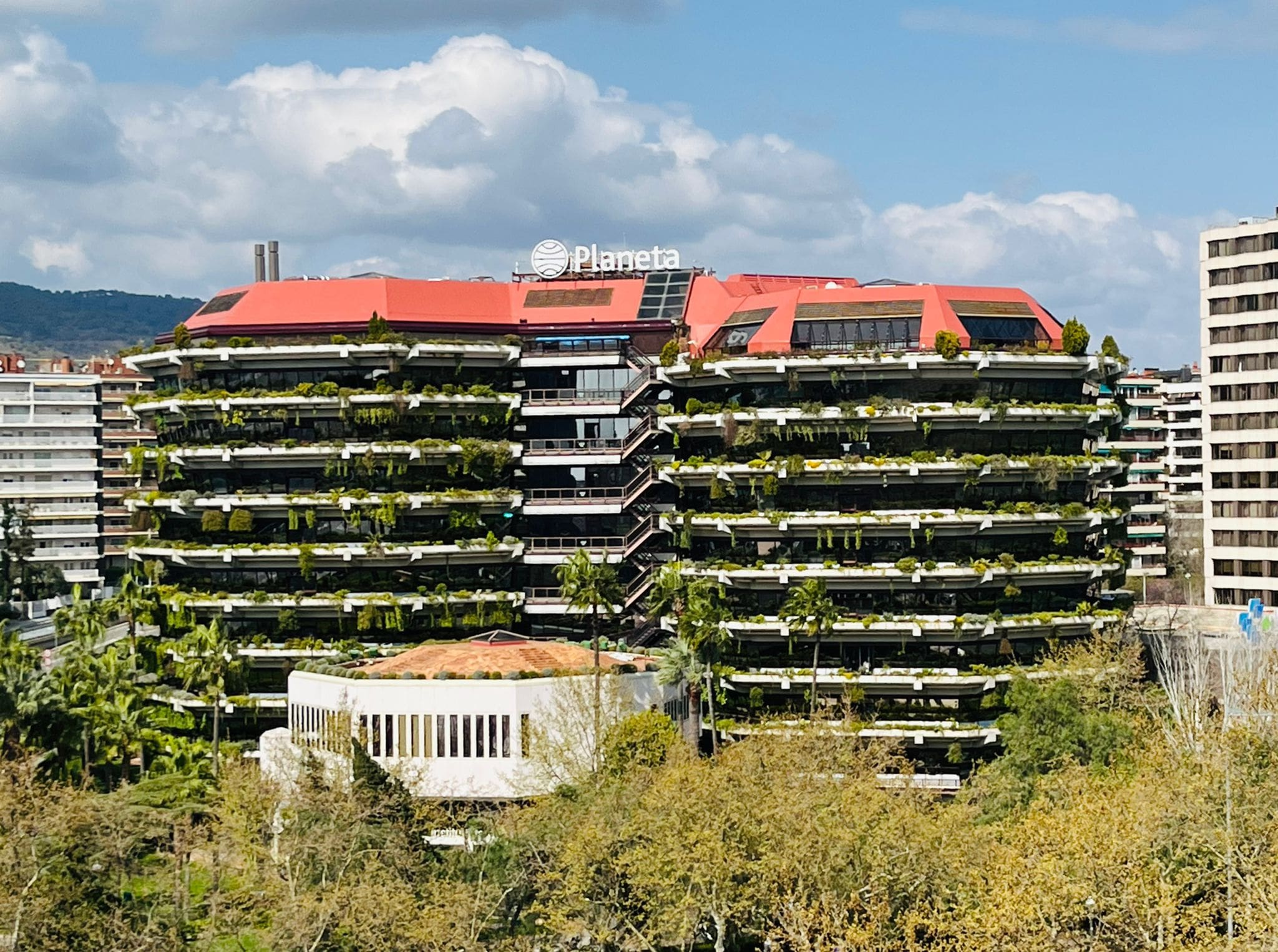
Sediul Grupului Planeta

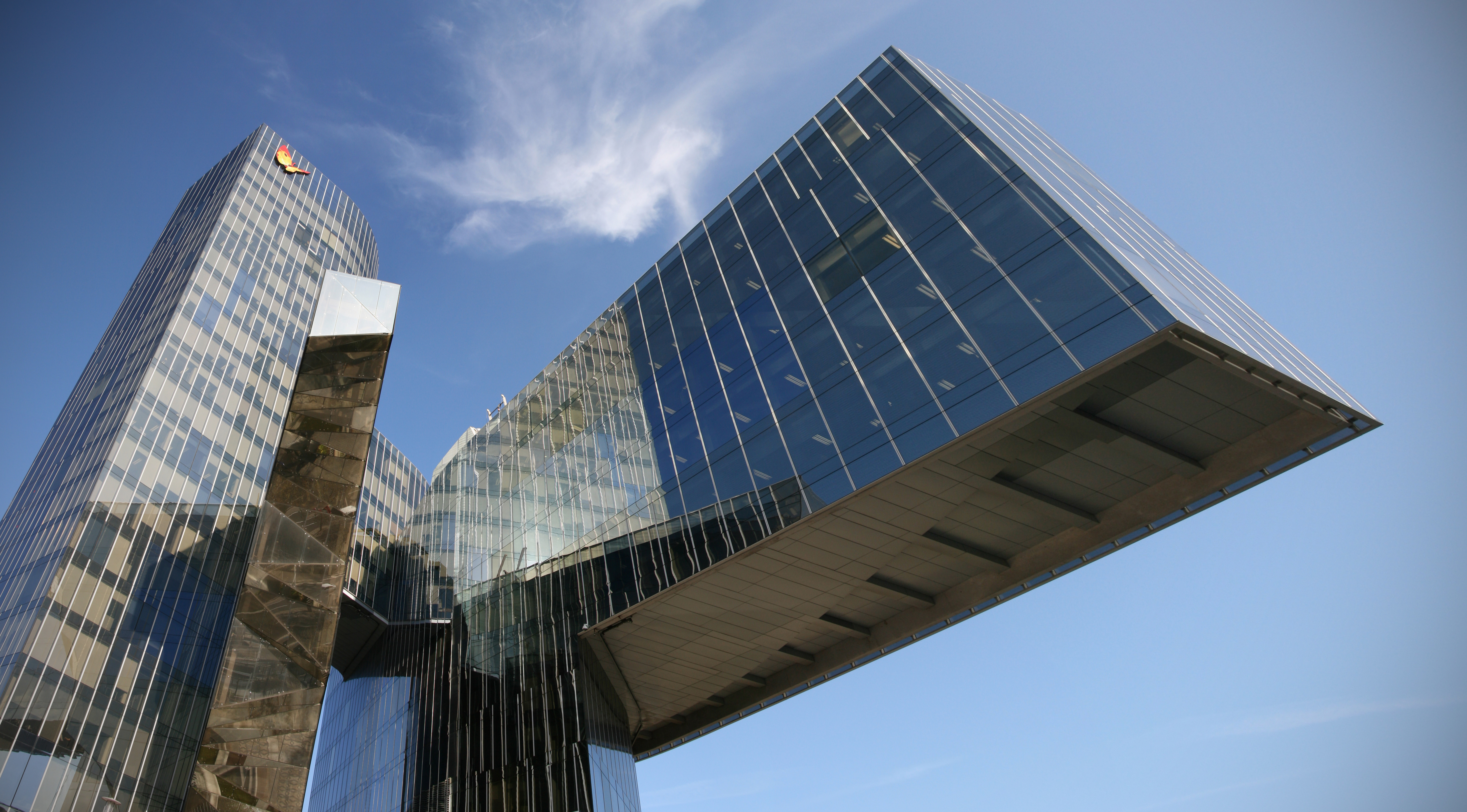
Sediu operațional Naturgy din Barcelona, fostul sediu corporativ, care s-a mutat la Madrid în 2017 din cauza procesului de suveranitate catalană

În 2018 a fost înființată o companie energetică municipală, Barcelona Energía, care și-a început activitatea în iulie 2018, având ca obiectiv furnizarea unei energii accesibile și provenite din surse regenerabile către municipiile din zona metropolitană a Barcelonei. Compania și-a început activitatea oferind servicii primăriei și diverselor organisme publice, precum și iluminatului public și semafoarelor. Într-o a doua etapă, începută la 1 ianuarie 2019, s-a extins pentru a furniza energie către aproximativ 20.000 de gospodării. Odată cu intrarea sa în funcțiune, Barcelona Energía a devenit cel mai mare furnizor public de energie electrică din Spania.

#### Comerț
Subsectorul serviciilor care are cea mai mare importanță în Barcelona este comerțul. Zona comercial principală a orașului se află în centrul său istoric: străzile Portaferrisa, Pelayo, Rambla, Portal del Ángel și piața Catalunya, unde micile magazine coexistă cu marile magazine universale și cu francizele lanțurilor mari de îmbrăcăminte.

Puțin mai la nord de piața Catalunya, pe bulevardul Paseo de Gracia, Rambla de Catalunya și Avenida Diagonal, se găsesc magazinele celor mai renumite mărci internaționale de modă, articole din piele și bijuterii. Articolele de design își au locul în străduțele cartierului El Born, care a câștigat popularitate începând cu sfârșitul anilor 1990. În alte părți ale orașului se remarcă zonele comerciale de pe strada Gran de Gràcia, strada de Sants sau bulevardul Fabra i Puig, precum și centrele comerciale precum Westfield La Maquinista, Illa Diagonal, Westfield Glòries sau Diagonal Mar.

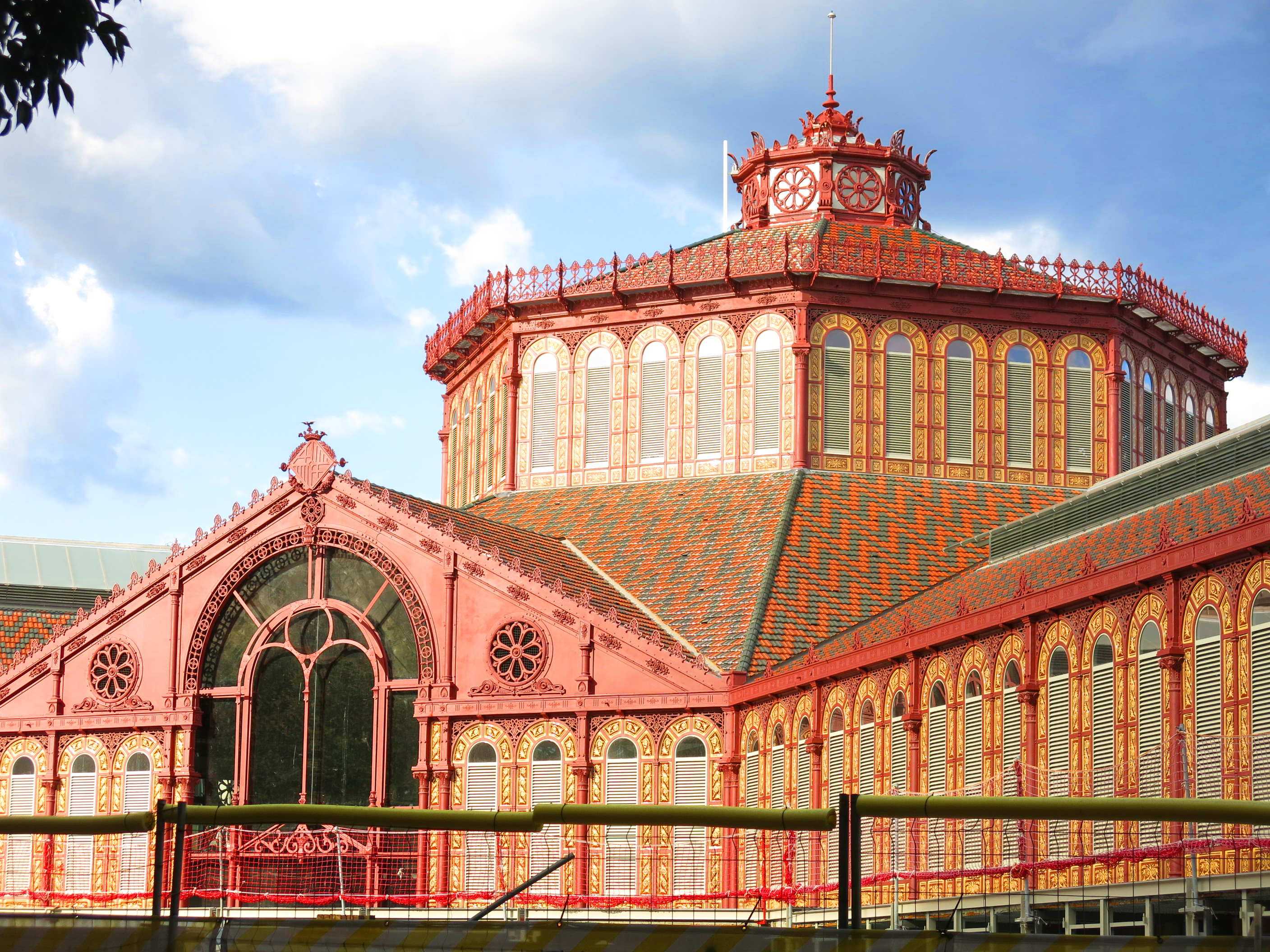
Piața San Antonio
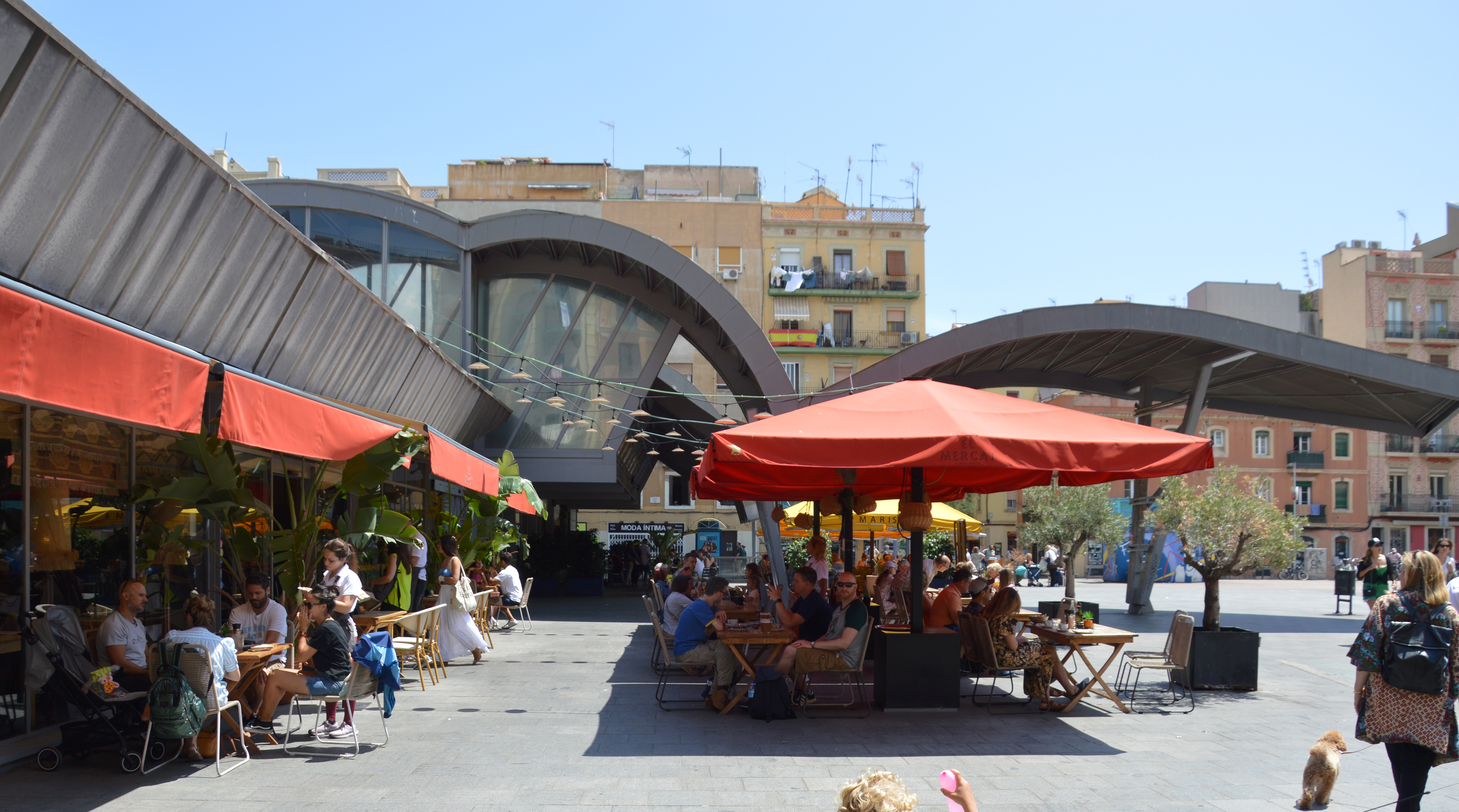
Piața La Barceloneta
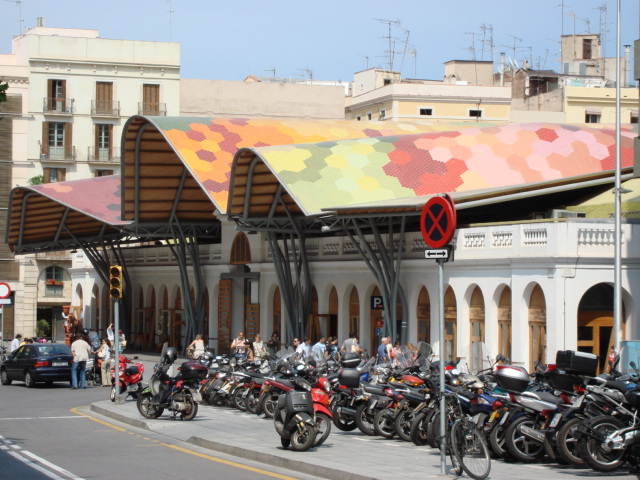
Piața Santa Catalina
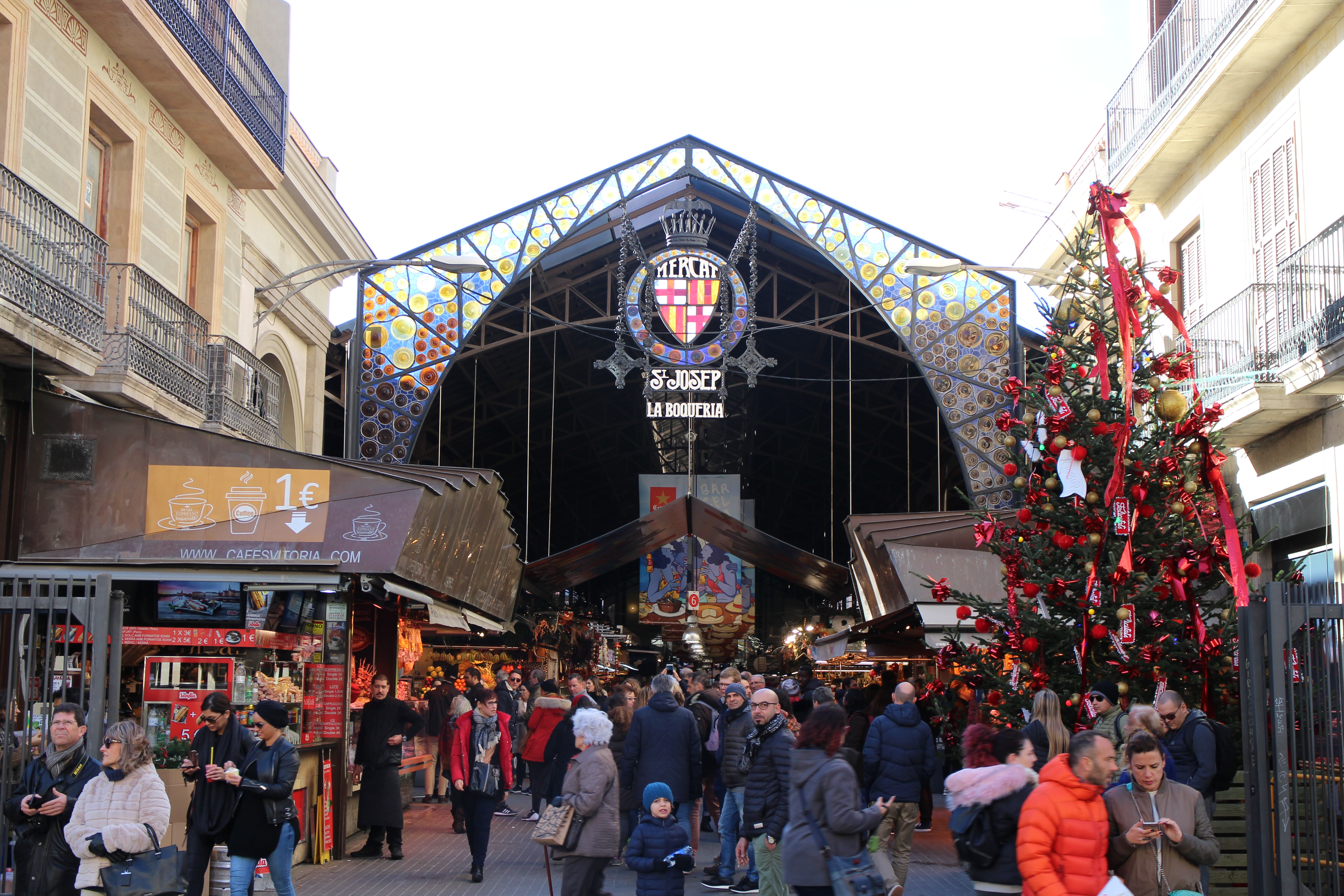
Piața La Boqueria
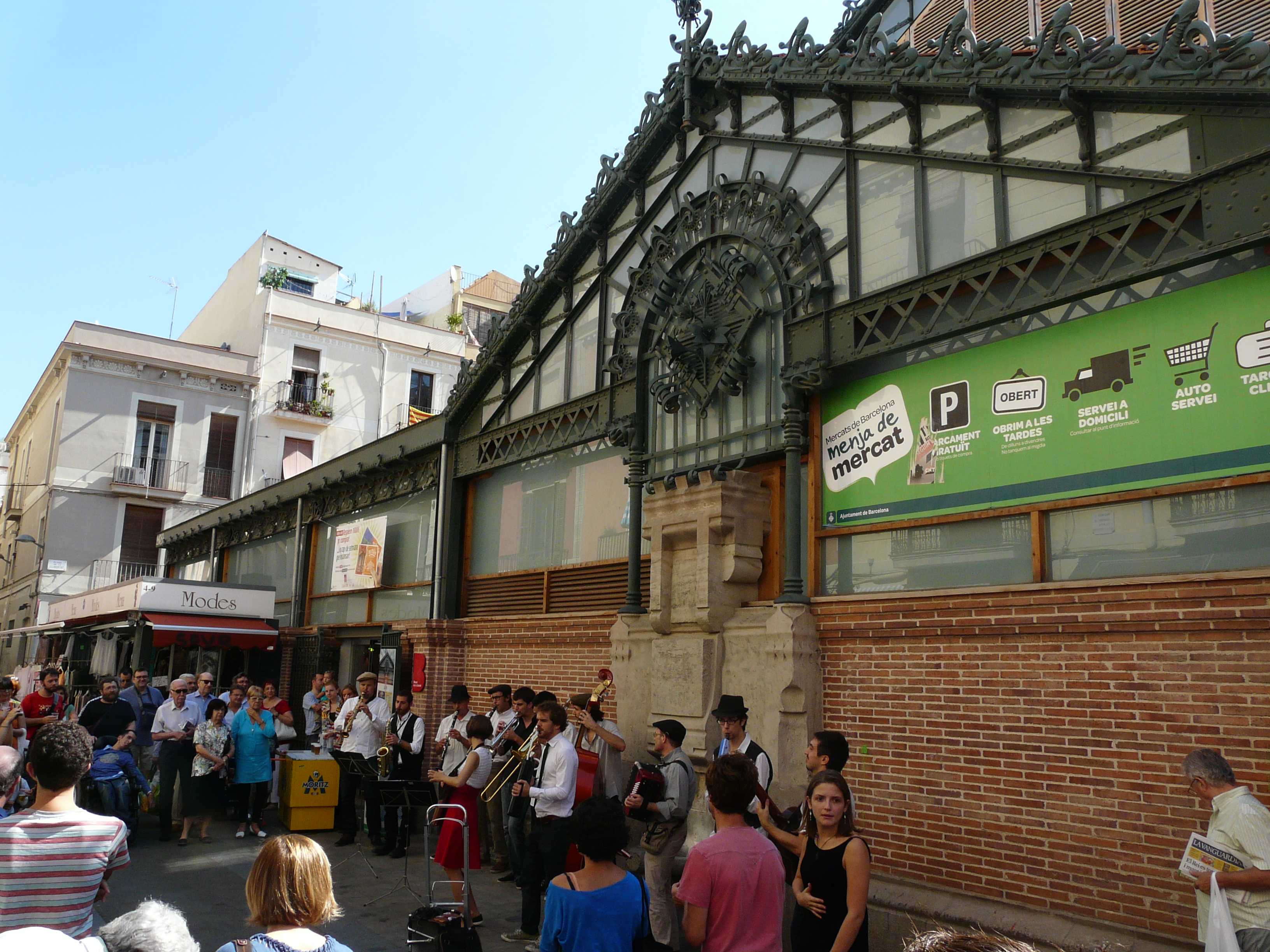
Piața Libertății
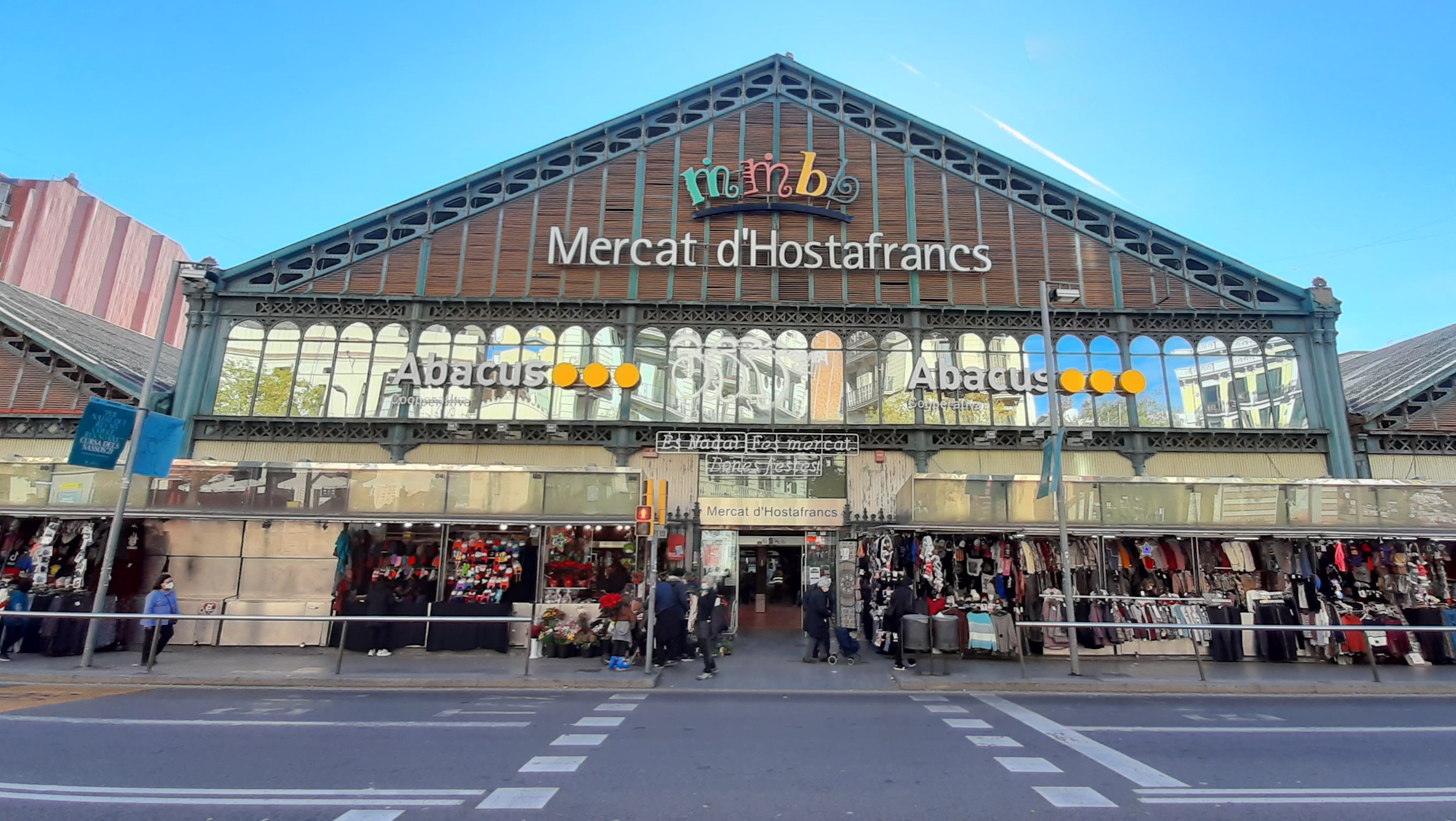
Piața Hostafrancs
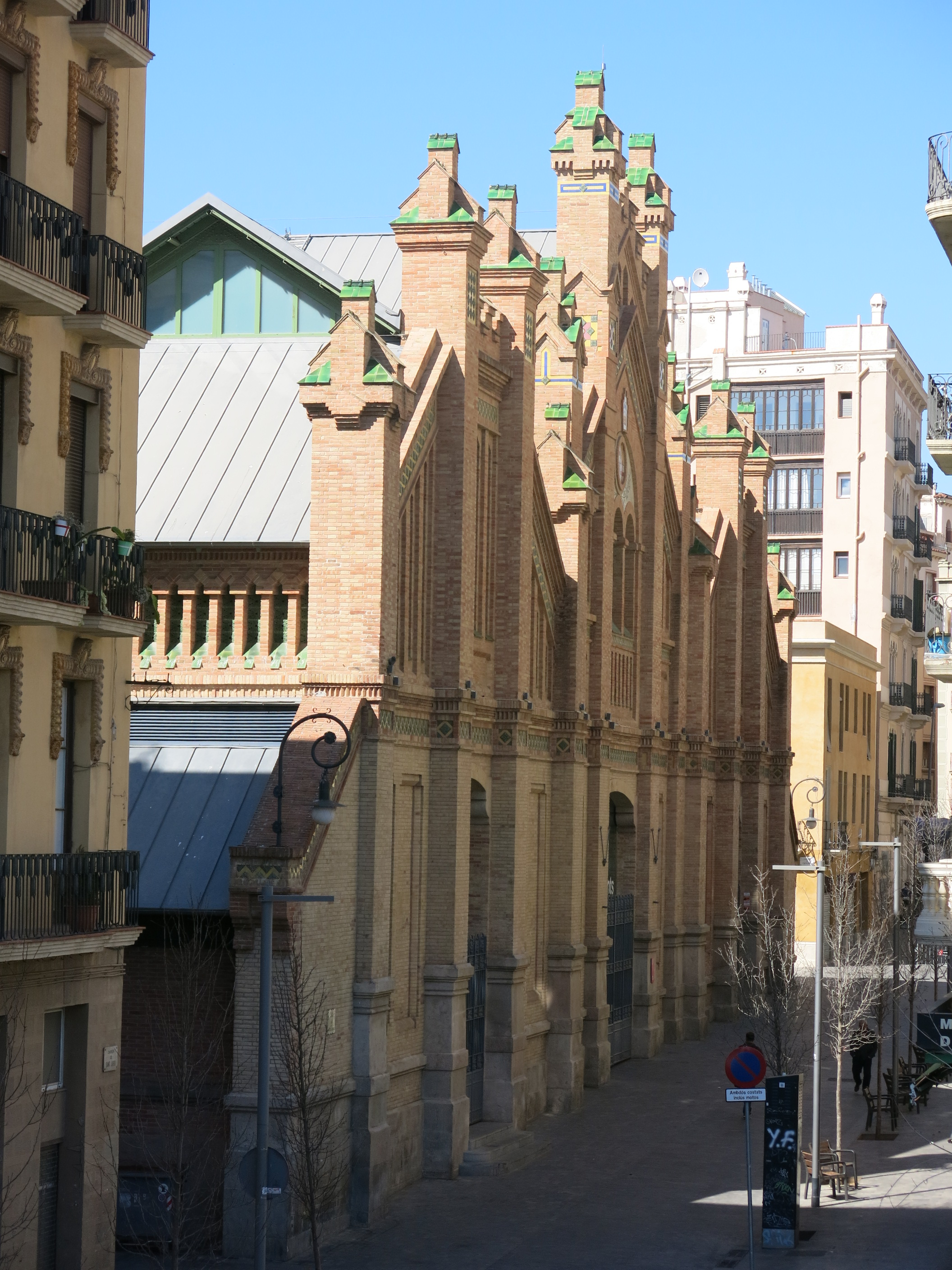
Piața Sants
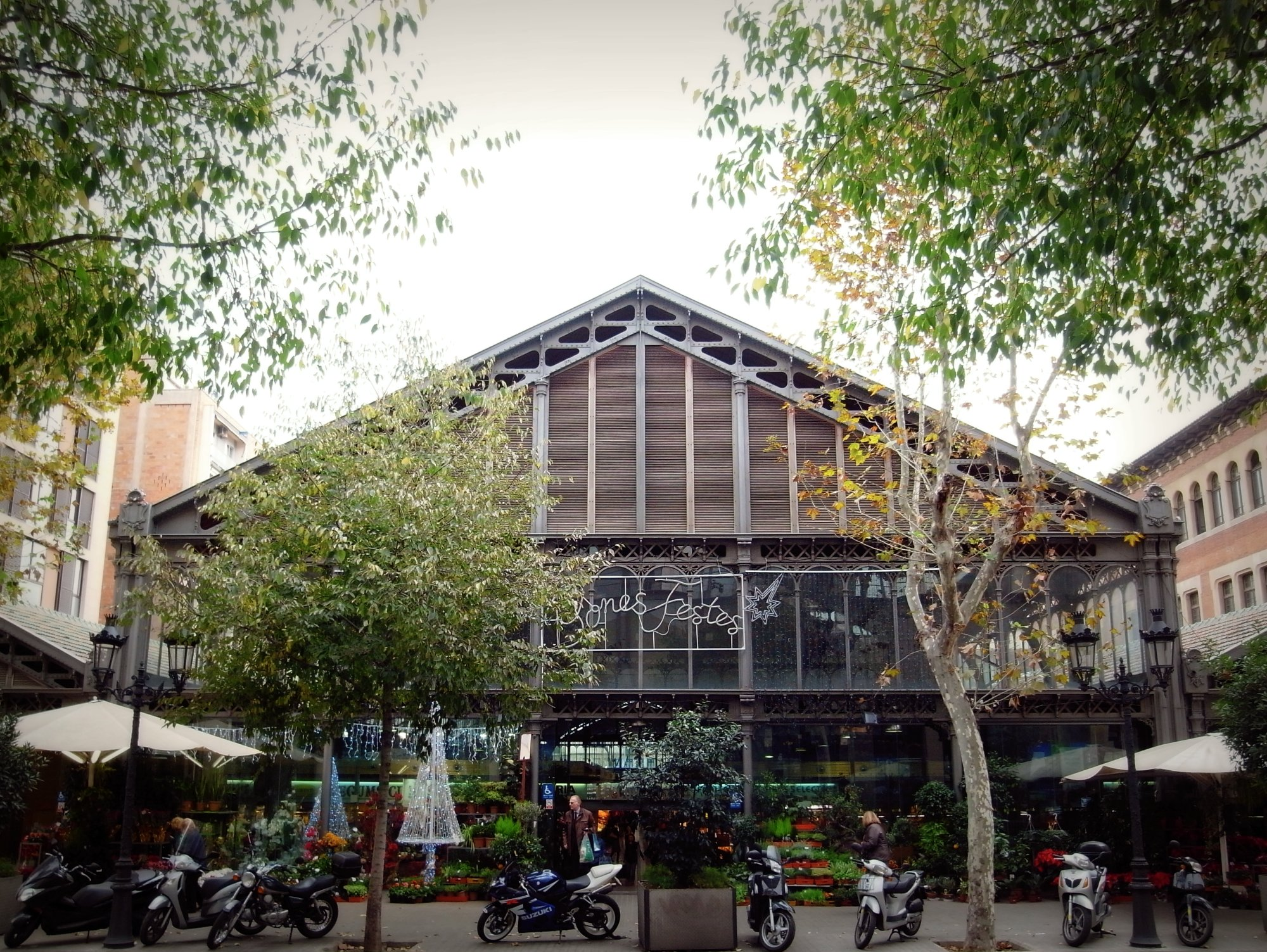
Piața Concepción

#### Turism
Pentru Barcelona, turismul de agrement este la fel de important, dacă nu chiar mai important, decât cel de afaceri. Pentru dezvoltarea turismului de afaceri, orașul dispune de Fira, care organizează numeroase expoziții, saloane, congrese și târguri pentru profesioniști, unele dintre acestea fiind printre cele mai importante din lume. Printre exemple se numără Mobile World Congress, cel mai important eveniment din sectorul său, târgul de modă urbană The Brandery sau târgul bienal de construcții Construmat.
Aceste evenimente, alături de altele, transformă Barcelona într-unul dintre cele mai relevante centre expoziționale din Europa și cel mai important din Spania, atrăgând peste 3,5 milioane de vizitatori anual. Acest flux generează, de asemenea, o activitate semnificativă pentru sectorul hotelier și al restaurantelor, având avantajul de a fi distribuit uniform pe tot parcursul anului. De asemenea, sunt disponibile servicii de tururi ghidate prin cele mai emblematice locuri ale orașului.

#### Sectorul Public

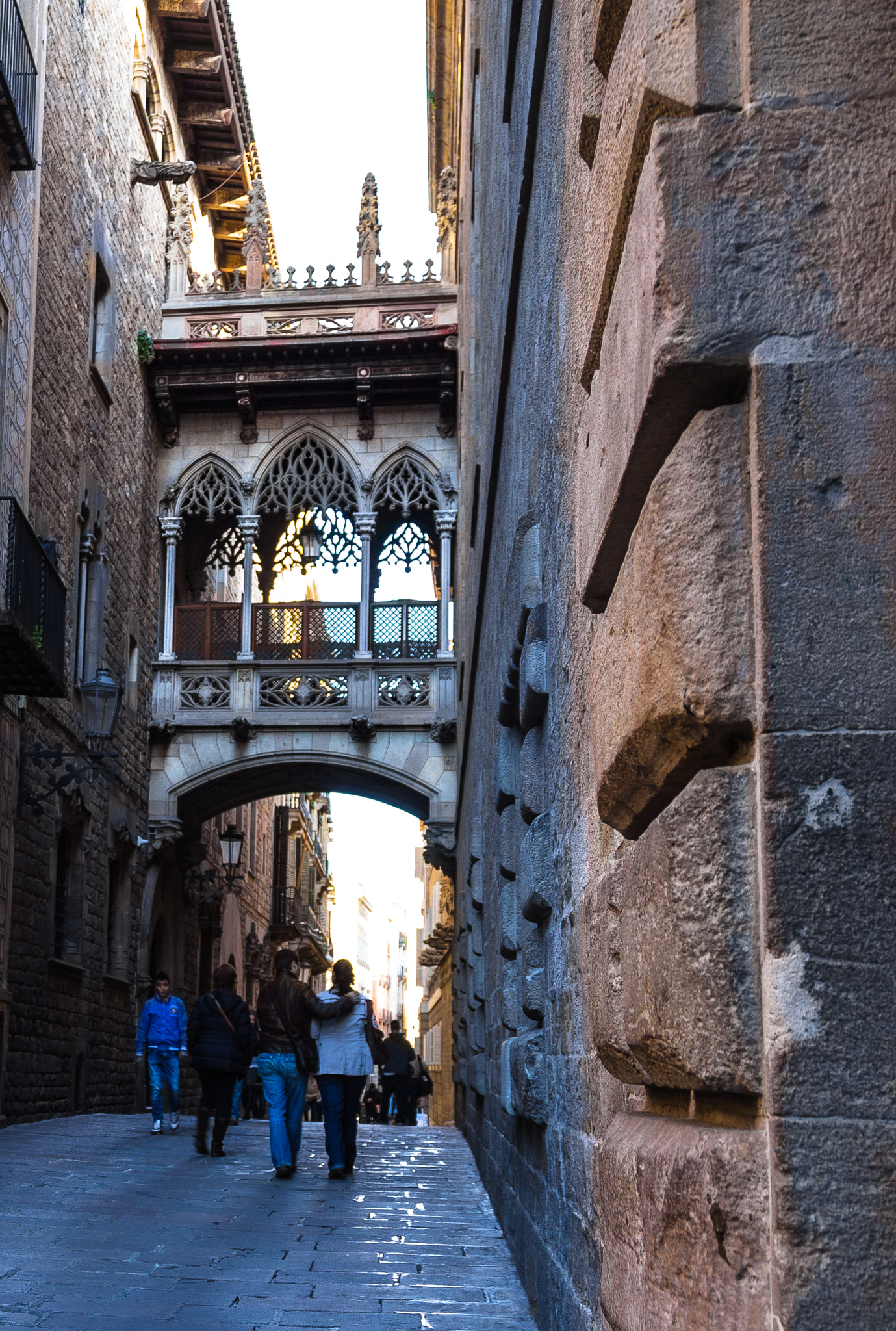
Pod gotic care leagă Palatul Generalității de Casa Canoanelor, reședința oficială a președintelui Cataloniei

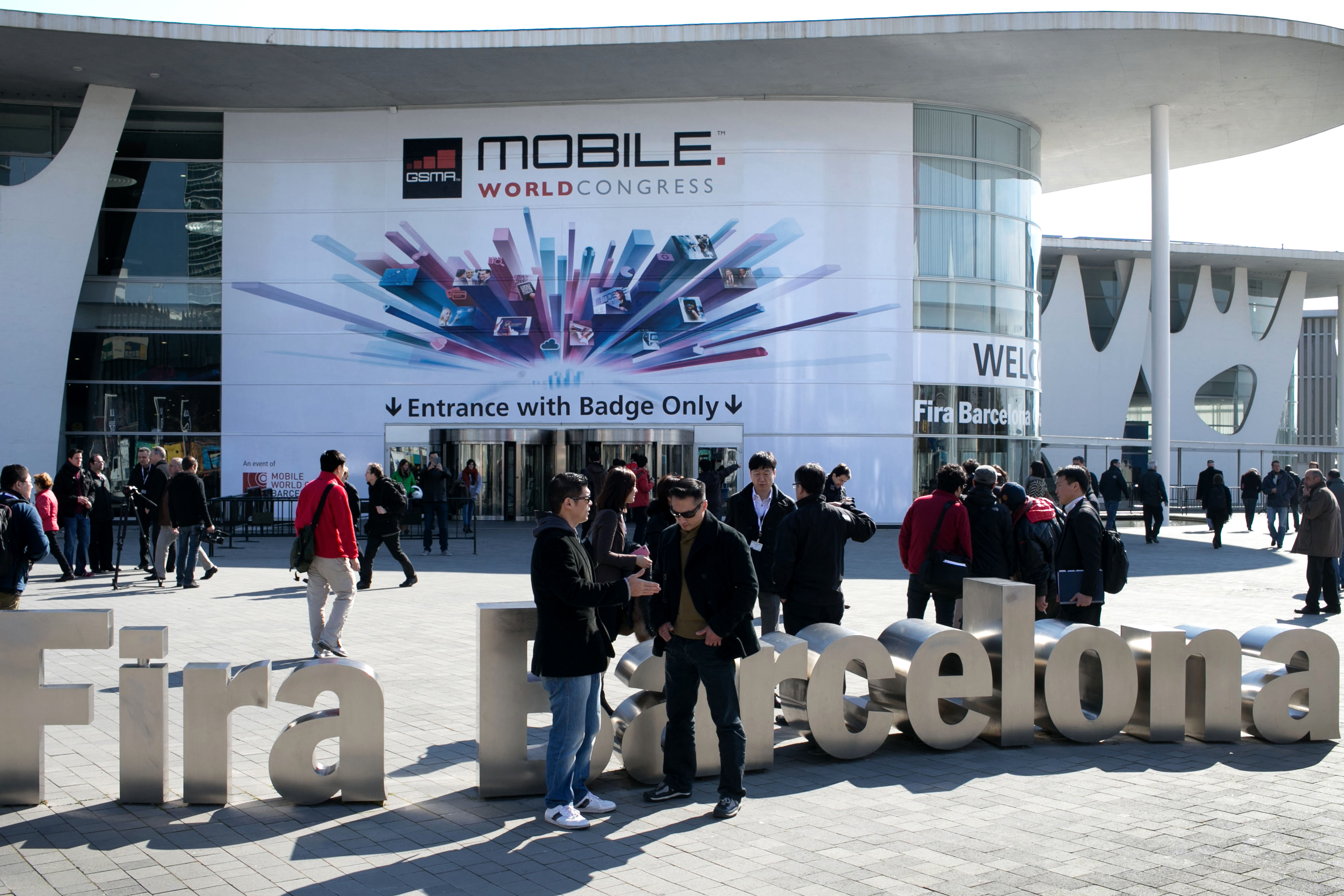
Mobile World Congress, care se desfășoară anual la Fira Barcelona

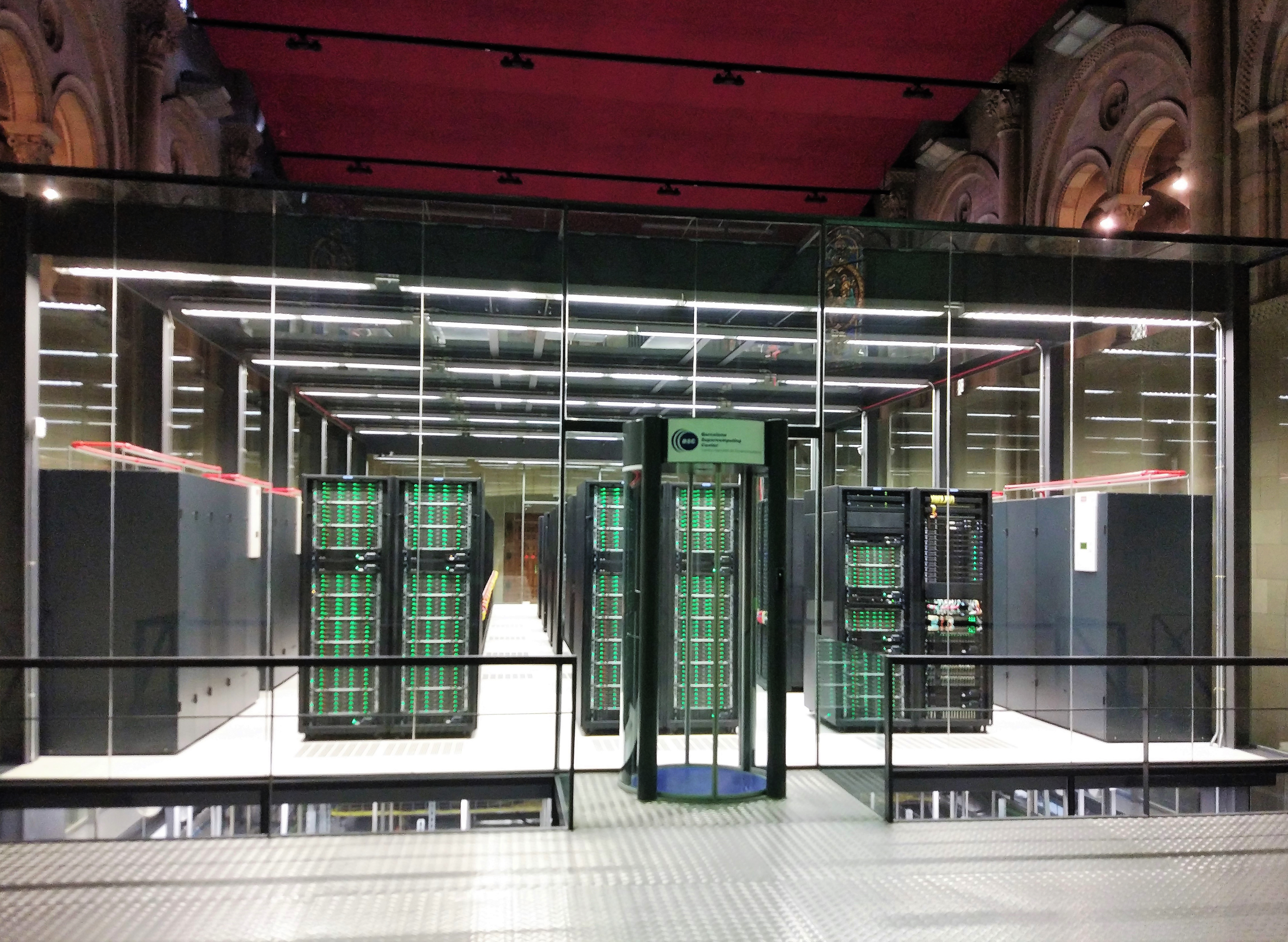
Supercomputer MareNostrum

Istoric, sectorul public a avut o pondere relativ redusă în economia catalană, deși, odată cu tranziția democratică și recuperarea autoguvernării, această pondere a crescut treptat. Principala contribuție a sectorului public la economie a fost construirea unor mari infrastructuri, care au facilitat dezvoltarea comercială și industrială. Din păcate, adesea aceste infrastructuri s-au dovedit insuficiente, iar extinderile lor au fost întârziate ani de zile, sau au trebuit să fie realizate cu capital privat, transformându-se astfel în infrastructuri cu plată.
Acest lucru s-a datorat transferurilor de capital impuse de sistemul autonomic, prin care regiunile mai bogate și mai dinamice finanțează pe cele cu o economie mai slab dezvoltată, cu excepția notabilă a Țării Bascilor și Navarrei. Deși aceste regiuni au economii dinamice și unul dintre cele mai ridicate venituri pe cap de locuitor din Spania, ele nu contribuie la fondurile de solidaritate. Acest proces de transfer a permis dezvoltarea zonelor mai sărace, dar, în același timp, a pus o povară asupra regiunilor mai prospere, care s-au confruntat cu infrastructuri supraîncărcate și neadaptate din cauza lipsei de fonduri și a priorităților scăzute pentru aceste investiții.
De asemenea, acest proces a dus la deteriorarea serviciilor publice, deoarece sistemul de transfer economic, fiind opac și lipsit de criterii măsurabile, a alocat deseori mai puține fonduri per locuitor în regiunile mai bogate, afectând calitatea serviciilor și creând o situație defavorabilă pentru locuitorii acestora. Un studiu recent realizat de Institutul de Studii Fiscale a analizat contribuțiile nete ale comunităților autonome la fondurile de compensare teritorială, pe baza balanțelor fiscale. Studiul, care folosește șase metode diferite de calcul, identifică drept principali contributori neti regiunile Baleare (între 14,2% și 7,47% din PIB-ul lor), Madrid (între 9,13% și 5,57%), Catalonia (între 8,7% și 6,38%) și Valencia (între 6,4% și 3,22%).
Acest mecanism a fost recent revizuit odată cu adoptarea noului statut de autonomie al Cataloniei, care prevede că, după ce o regiune contribuie la solidaritate, investiția per locuitor în acea regiune nu poate fi mai mică decât cea primită de regiunile beneficiare ale acestor fonduri. Noul sistem de distribuție folosește criterii măsurabile și comparabile, cum ar fi populația ajustată, pentru alocarea fondurilor, deși acest sistem se aplică doar serviciilor, în timp ce infrastructurile rămân la discreția Ministerului Dezvoltării.
În ceea ce privește distribuția instituțiilor, acumularea tradițională a sediilor entităților publice în Madrid, chiar și a celor teoretic independente de guvern, care a adus mari beneficii economice și politice capitalei, a început să fie redistribuită. Un exemplu este transferul autorității de reglementare a telecomunicațiilor la Barcelona, deși acest proces a întâmpinat rezistență atât din partea angajaților, cât și a guvernului Comunității Madrid. De asemenea, se remarcă amplasarea în Barcelona a centrului național de calcul, cu achiziționarea celui mai mare supercomputer din Spania, MareNostrum.

### PIB

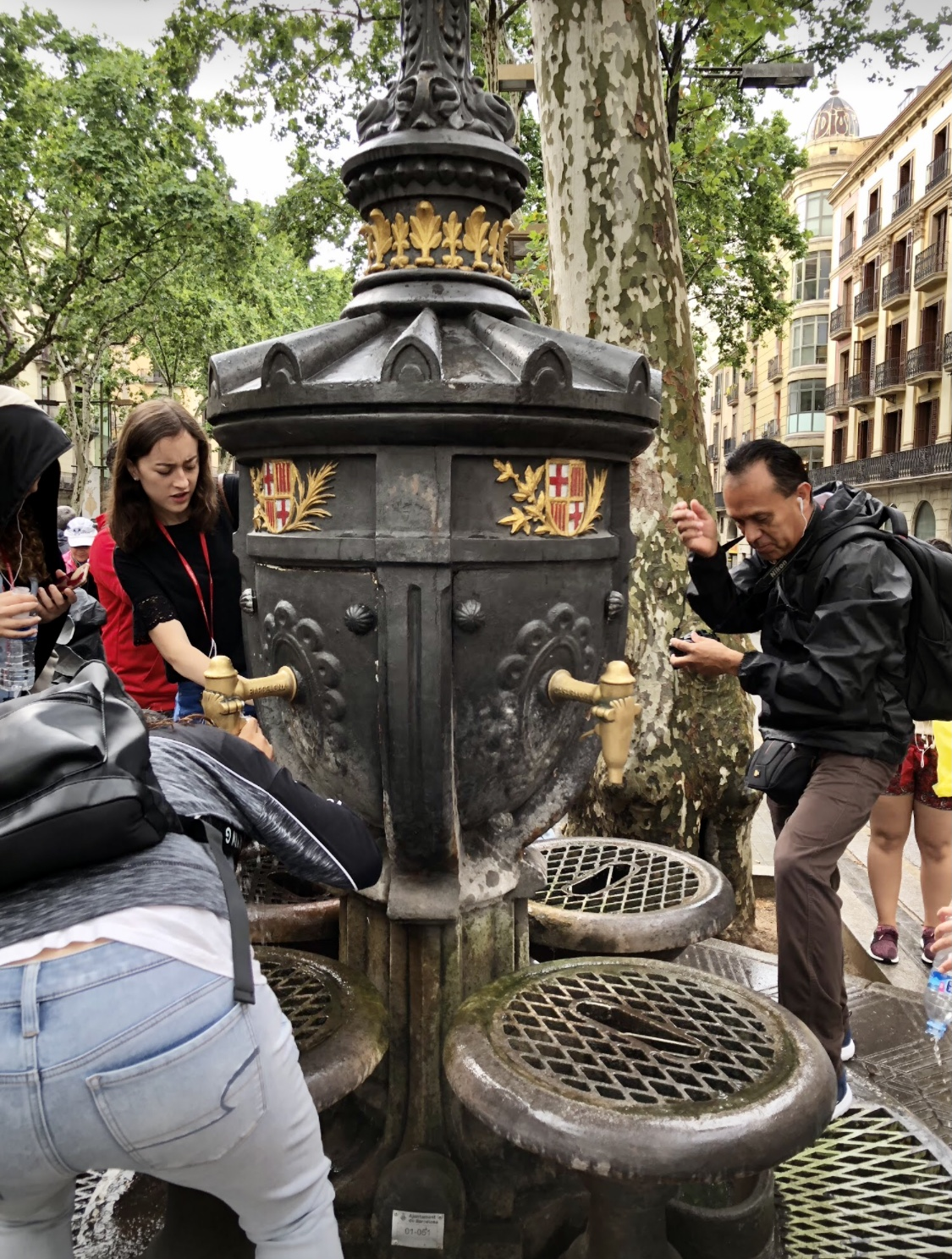
Fântâna Caneletas

Zona metropolitană a Barcelonei concentrează aproximativ 66% din populația Cataloniei, una dintre regiunile cele mai prospere din sudul Europei. În 2009, Catalonia avea un PIB pe cap de locuitor de 126,4% din media PIB-ului Uniunii Europene cu 27 de state membre (în PPA – paritate a puterii de cumpărare, unde media UE-27 = 100%), în timp ce PIB-ul Spaniei, inclusiv Catalonia, era de 103,1%.
În 2006, PIB-ul orașului Barcelona a atins 57.237 milioane de euro, cu un PIB pe cap de locuitor de 35.800 de euro. Analizând distribuția pe sectoare, sectorul serviciilor pentru afaceri și imobiliare deține cea mai mare pondere, reprezentând 24,3% din PIB-ul total. Este urmat de serviciile colective, cu 20,7%, și de industrie, care contribuie cu 12,4%, fiind al treilea sector ca importanță. Comerțul și reparațiile reprezintă 11,5% din PIB, iar transporturile închid clasamentul cu o pondere de 9,6%.
Aceste date evidențiază faptul că Barcelona are o economie foarte diversificată, cu un rol semnificativ al industriei, în special în sectoarele automobilistic, farmaceutic, chimic și al produselor alimentare. Acest lucru permite orașului să genereze o cincime din exporturile Spaniei, cu o valoare de 32.262 milioane de euro, chiar și în contextul crizei din 2009.

### Bursa

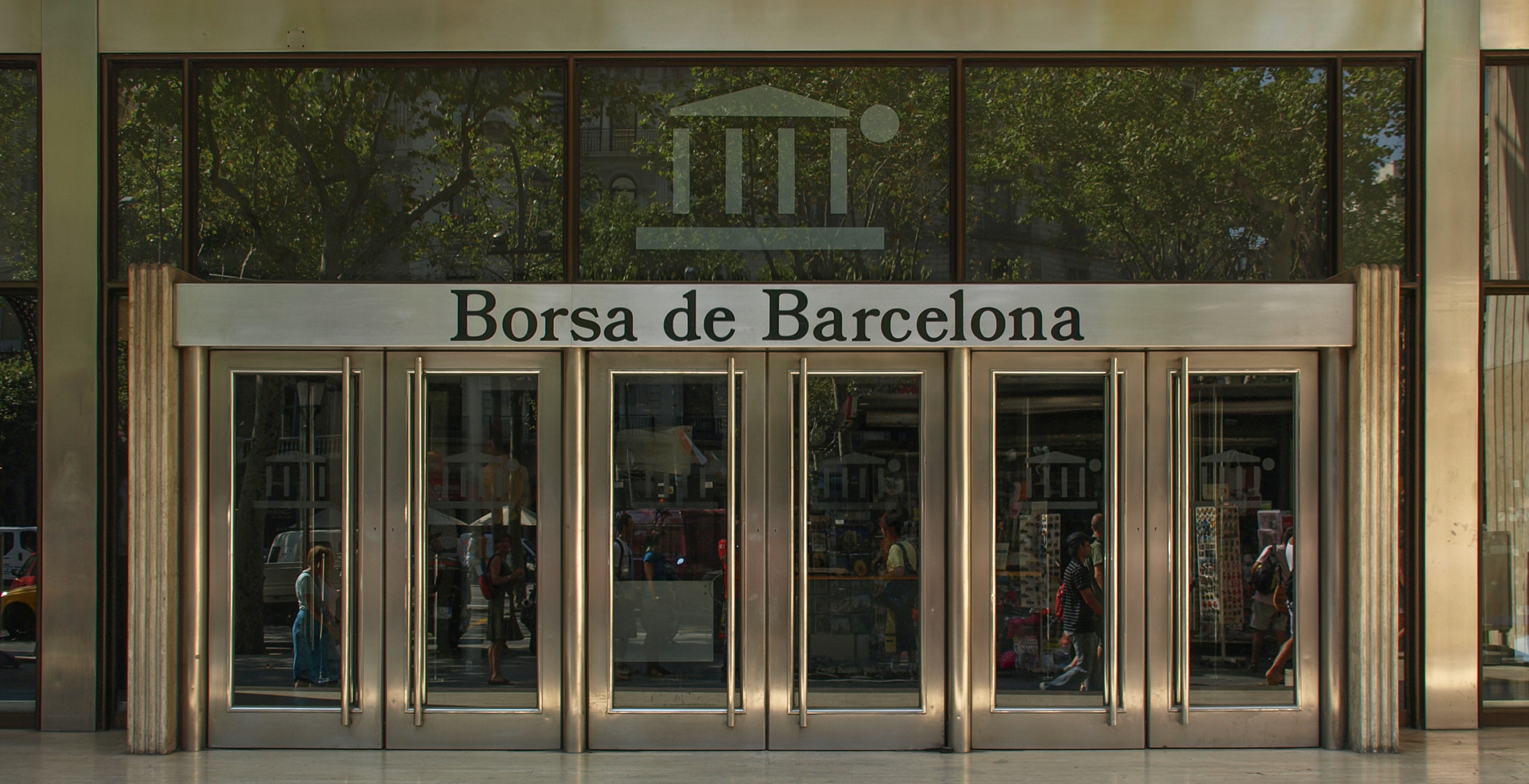
Intrarea principală la Bursa de Valori din Barcelona, pe Paseo de Gracia

Barcelona are propria sa bursă de valori, Bursa din Barcelona, care este o bursă spaniolă de piață secundară oficială, destinată exclusiv tranzacționării acțiunilor și valorilor mobiliare convertibile sau care oferă dreptul de achiziție sau subscriere. Bursa din Barcelona este o filială a grupului Bolsas y Mercados Españoles (BME).
Conform Legii Pieței de Valori (LMV), „Sunt considerate piețe secundare oficiale de valori acelea care funcționează în mod regulat, conform prevederilor acestei legi și normelor sale de aplicare, în special în ceea ce privește condițiile de acces, admiterea la tranzacționare, procedurile operative, informațiile și publicitatea”.
În practică, emitenții de instrumente financiare cu venit variabil folosesc bursa și ca piață primară pentru a formaliza ofertele lor de vânzare de acțiuni sau majorări de capital. De asemenea, la bursă se tranzacționează și instrumentele financiare cu venit fix, inclusiv datoria publică și cea privată.

### Moneda locală

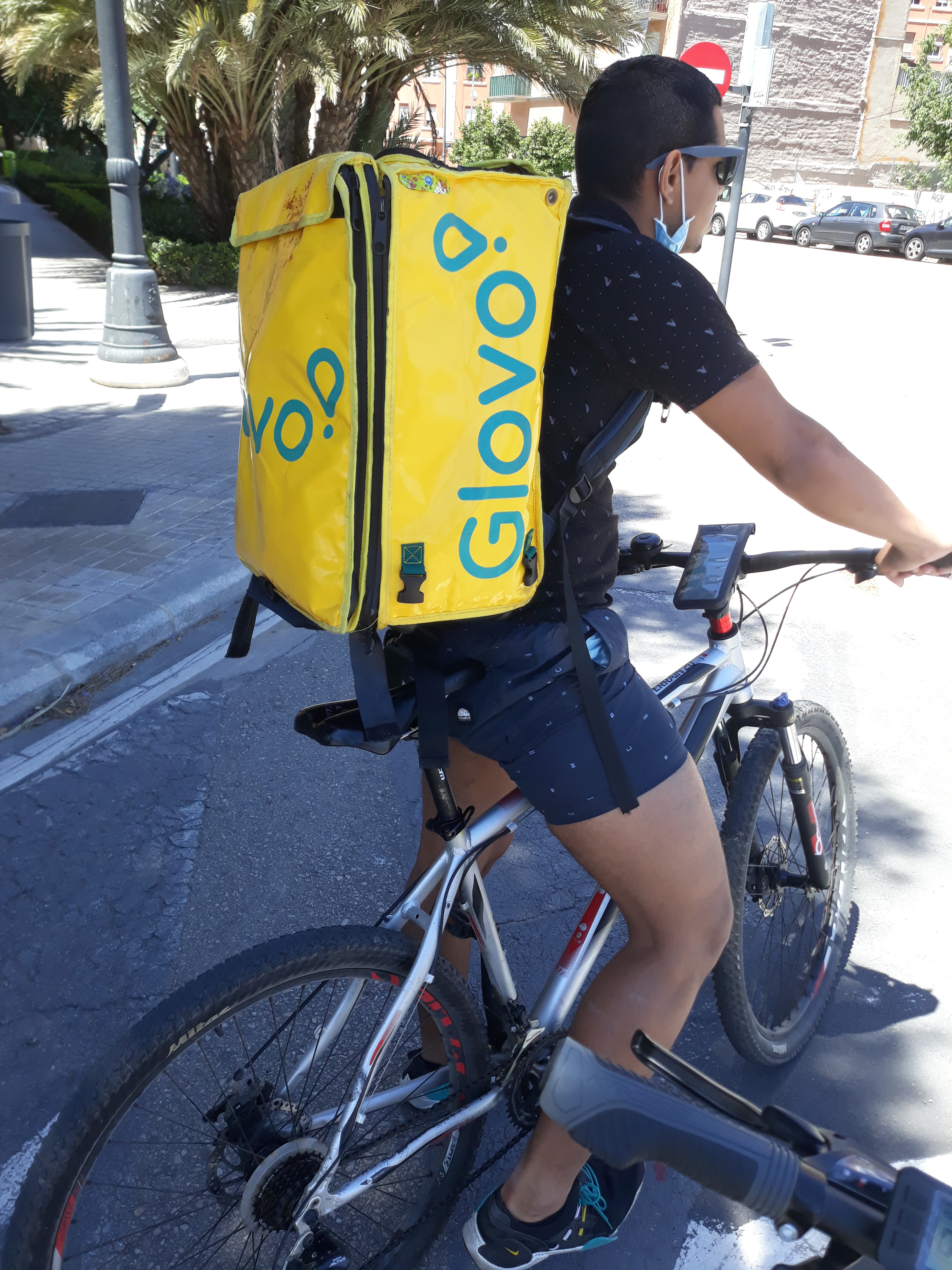
Sofer de livrare Glovo, o companie creata in Barcelona

În 2018, Primăria Barcelonei a creat Recurso Económico Ciudadano (REC), o monedă digital de nivel local, lansată în mai 2018 într-o fază pilot cu participarea mai multor magazine din oraș. Simbolul său este Ɍ.
Scopul acestei inițiative era de a încuraja economia locală și comerțul de proximitate, precum și de a consolida rețelele asociative. REC are paritate cu euro și permite efectuarea de plăți între cardul sau telefonul mobil al clientului și telefonul mobil al comercianților prin tehnologia blockchain, utilizând o aplicație mobilă sau un card cu cod QR.

## Administrație și politică

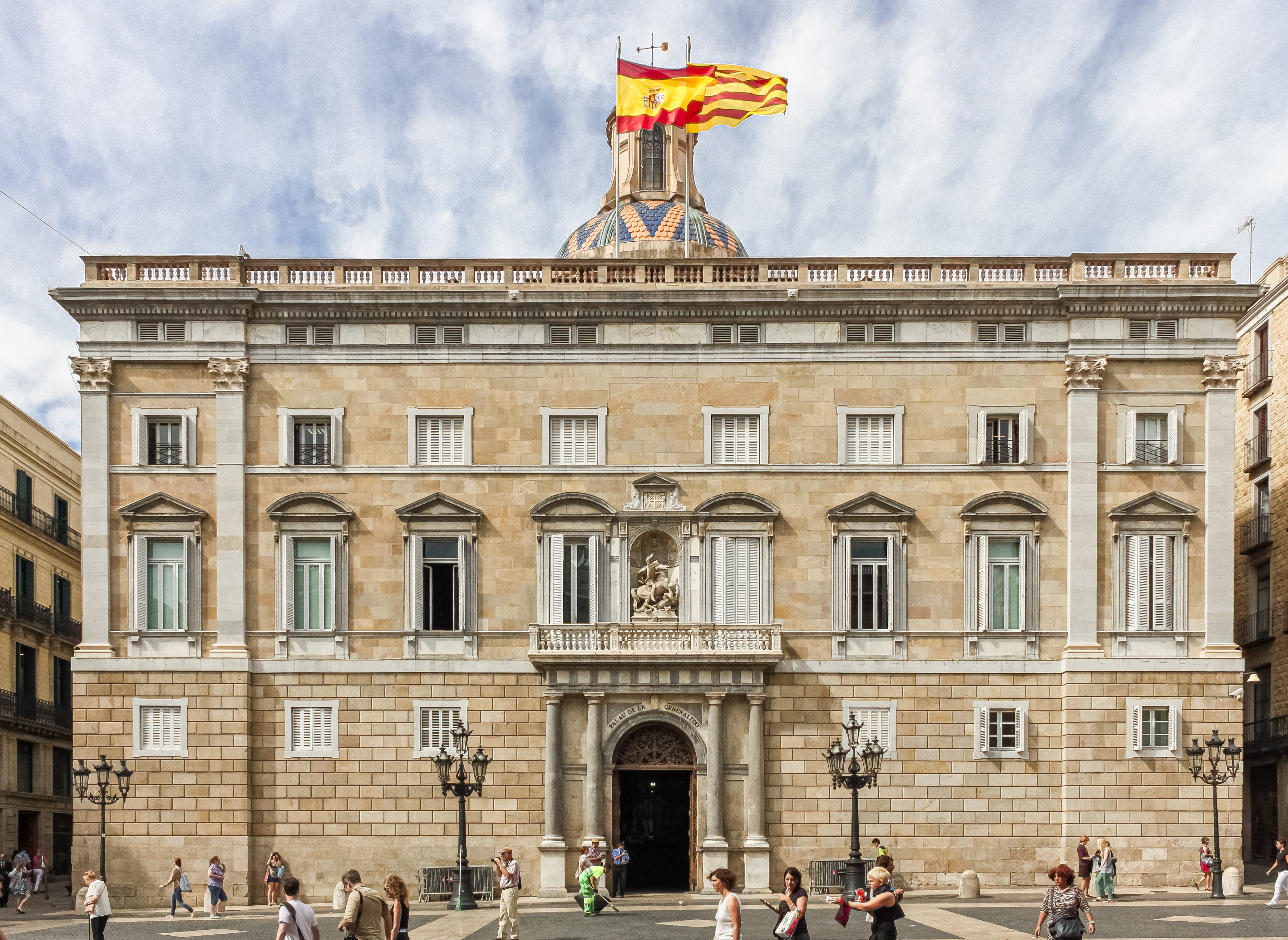
Palatul Generalității Cataloniei, Plaza de San Jaime

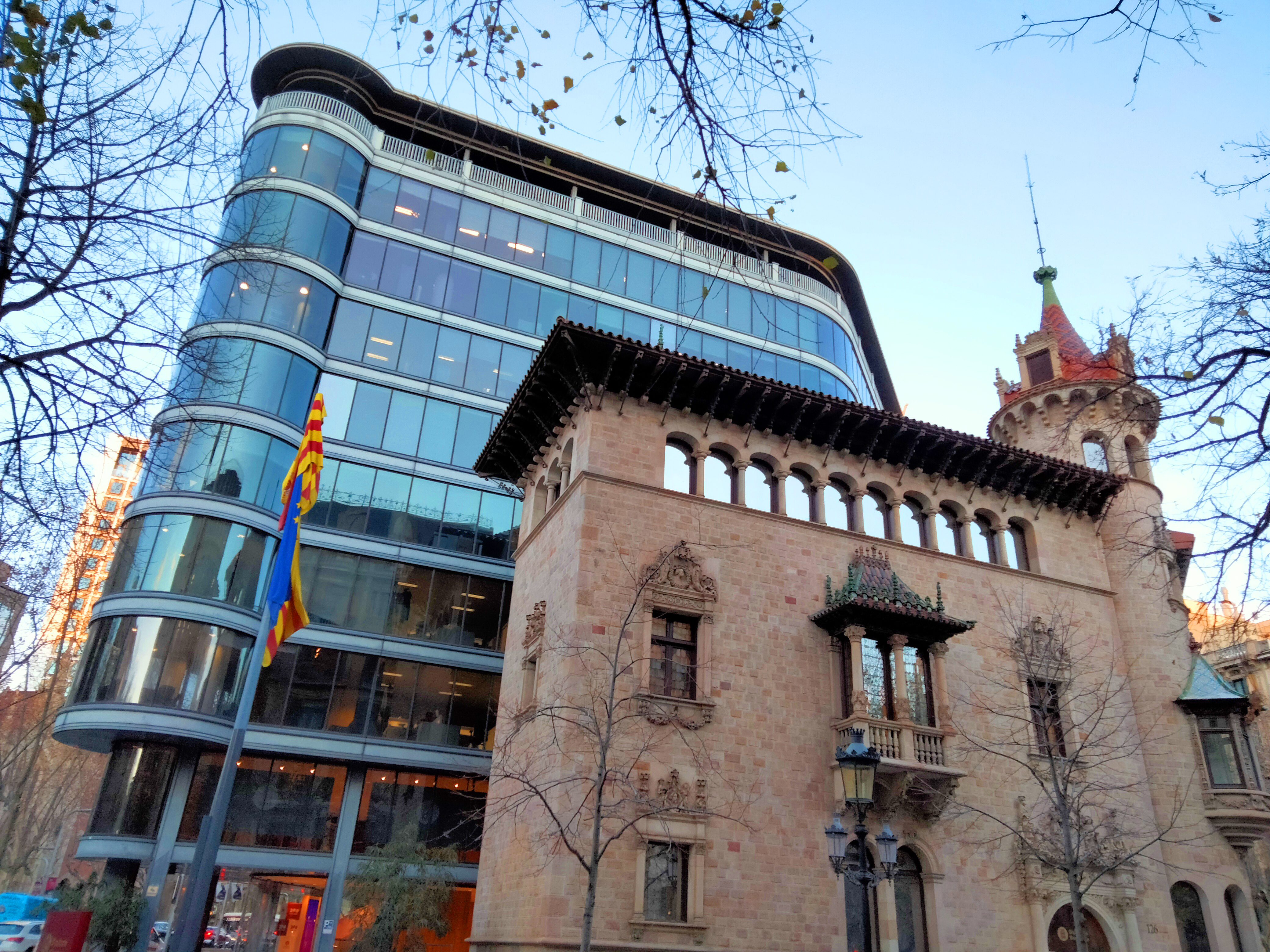
Casa Serra, actualul sediu al Consiliului Provincial din Barcelona

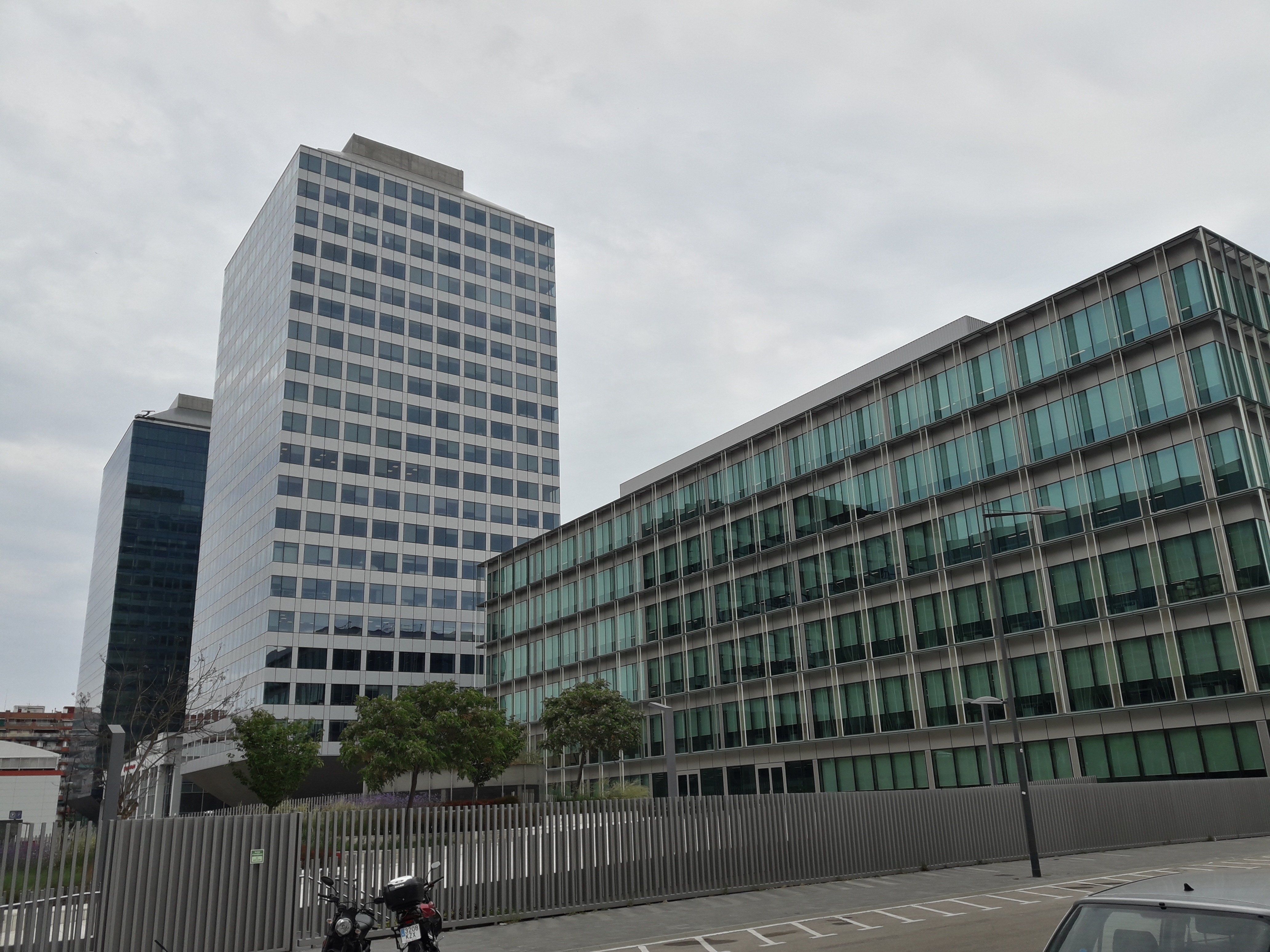
Campusul administrativ al Generalitati (clădirea din dreapta), inaugurat în 2021

În Barcelona sunt prezente patru administrații politice, fiecare având diferite niveluri de responsabilitate și competențe:
- Administrația Generală a Statului gestionează aspecte precum securitatea (Poliția Națională, Garda Civilă și Armata), justiția, administrarea porturilor și aeroporturilor, trenurile operate de Renfe și zonele de coastă, printre altele. Aceste competențe sunt coordonate de Delegatul Guvernului în Catalonia și de Subdelegatul Guvernului în Barcelona, care sunt desemnați de Guvernul Spaniei și își desfășoară activitatea în sediul Delegatului Guvernului. În prezent, Poliția Națională are doar câteva competențe, precum emiterea cărților de identitate (DNI) sau lupta împotriva terorismului, deoarece restul competențelor au fost transferate către Mossos d'Esquadra, poliția autonomă a Generalității Cataloniei.[50][51]
- Generalitatea Cataloniei este guvernul autonom al Cataloniei și își are sediile instituțiilor sale în Barcelona, cum ar fi Parlamentul Cataloniei, situat în Parcul Ciutadella, sau Palatul Generalității, sediul Președinției Generalității, situat în Piața Sant Jaume. Parlamentul este ales prin vot universal, în alegeri organizate la fiecare patru ani în întreaga Catalonie, și deține competențe extinse asupra gestionării orașului, inclusiv în domenii precum educația, afacerile sociale, transportul, politicile economice, comerțul etc. De asemenea, Generalitatea este responsabilă de construirea de infrastructuri precum spitale, școli, universități și centre pentru vârstnici.
- Diputación de Barcelona este organismul public cu cele mai puține competențe în oraș. În prezent, prezidează patronatul care se ocupă de întreținerea parcului Sierra de Collserola și a altor parcuri și clădiri publice din oraș. De asemenea, gestionează câteva muzee și este titularul unei rețele extinse de biblioteci publice, administrată în colaborare cu primăriile.
- Primăria Barcelonei este organismul cu cele mai multe competențe și funcționari publici din oraș, fiind responsabilă de reglementarea vieții de zi cu zi a cetățenilor și de probleme importante precum planificarea urbanistică, transporturile, colectarea taxelor locale, gestionarea corpurilor de urgență (poliția locală Guardia Urbana și Pompierii din Barcelona), întreținerea drumurilor publice (asfaltare, curățenie) și a grădinilor publice. De asemenea, Primăria este responsabilă de construirea infrastructurilor municipale, cum ar fi creșele, sălile de sport, bibliotecile, centrele pentru vârstnici și locuințele sociale.

### Guvernul municipal

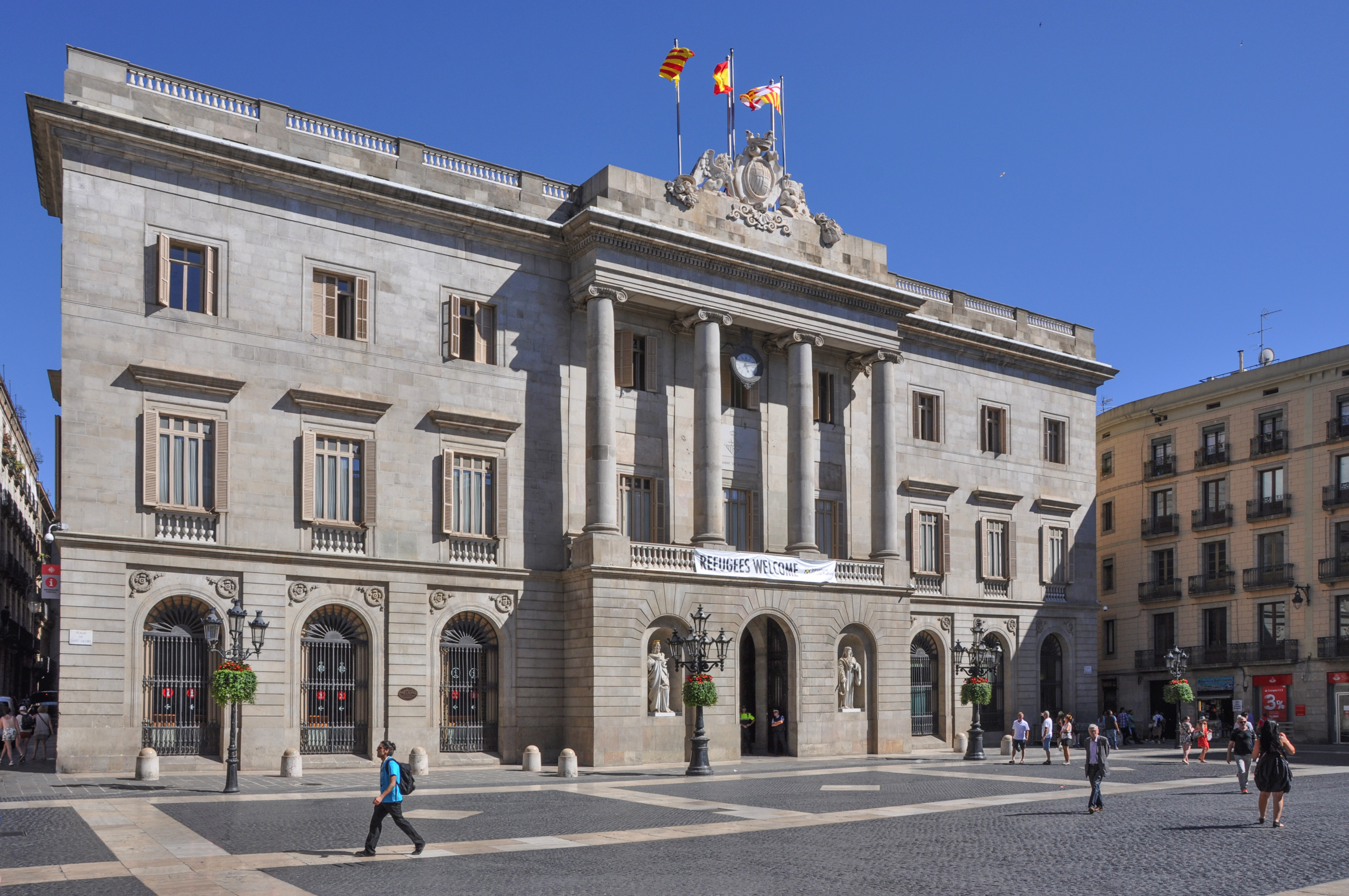
Ayuntamiento de Barcelona

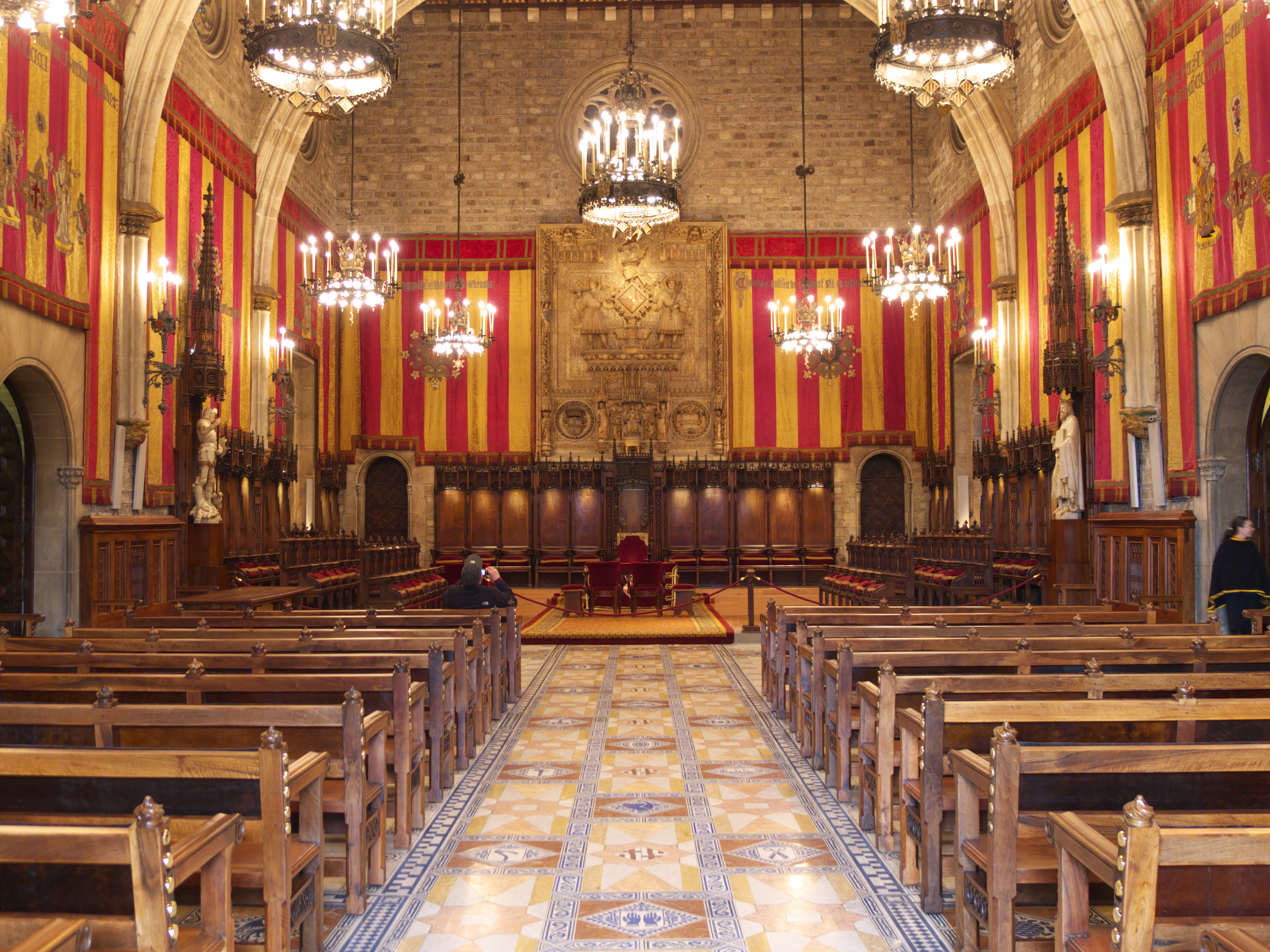
Sala de Cent a primăriei

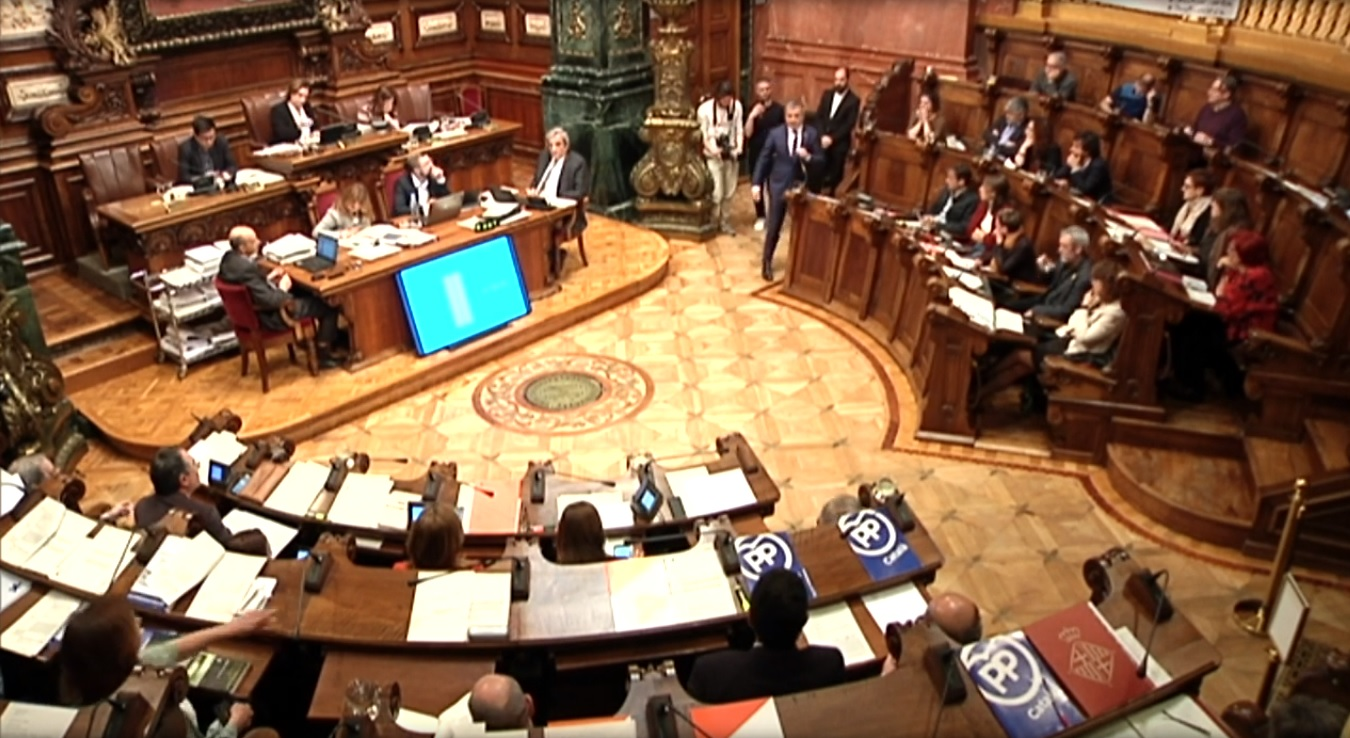
Ședința plenară municipală

Primăria Barcelonei este aleasă prin vot universal în cadrul alegerilor organizate o dată la patru ani. Este formată din 41 de membri, care aleg primarul orașului. Administrația municipală este structurată pe două niveluri, deoarece primăria a împărțit orașul, din punct de vedere administrativ, în zece districte.
Primul nivel cuprinde competențele generale municipale, coordonate direct de primarul Barcelonei și de echipa sa de guvernare, ocupându-se de problemele majore care se aplică întregului oraș.
Al doilea nivel include competențele delegate districtelor. Fiecare district are propriul centru politic și administrativ, funcționând ca un organism politic cu competențe proprii. Acest sistem ajută la descentralizarea politicii orașului și la apropierea administrației de cetățeni. Fiecare district, asemănător unui mic consiliu local, are propria sală de ședințe, unde se discută problemele politice, și propria echipă de guvernare, condusă de un consilier. Administrarea districtului este determinată de numărul de voturi primite de fiecare partid în acel district, în cadrul alegerilor municipale din Barcelona. Astfel, se poate întâmpla ca, deși orașul este condus de un anumit partid, un district să fie administrat de o altă formațiune politică.
De la restaurarea democrației în Spania, până la alegerile din 2011, partidul politic cel mai votat în Barcelona a fost Partidul Socialiștilor din Catalonia (PSC). Totuși, în urma alegerilor municipale din 22 mai 2011, partidul cel mai votat și cu cea mai mare reprezentare a fost Convergència i Unió (CiU), condus de Xavier Trias. La alegerile municipale din 2015, CiU a fost învinsă de candidatura Barcelona en Comú, care a obținut sprijinul ERC, PSC și CUP.

#### Transparență
Primăria Barcelonei a obținut punctajul maxim (100%) la capitolul transparență în raportul realizat de ONG-ul Transparencia Internacional în 2014.
În cele șase domenii analizate — informații despre corporația municipală, relațiile cu cetățenii și societatea, transparența economico-financiară, contractele de servicii, aspectele legate de urbanism și lucrările publice — Primăria Barcelonei s-a clasat pe primul loc, la egalitate cu alte primării.

### Organizarea teritorială

Cele zece cartiere din Barcelona

Barcelona este împărțită administrativ în zece districte. Fiecare district funcționează ca o entitate politică cu competențe proprii, contribuind la descentralizarea politicii orașului și la apropierea administrației de cetățeni. Diviziunea teritorială a districtelor reflectă aspecte istorice ale orașului. Majoritatea districtelor corespund unor foste municipii independente care au fost anexate orașului în secolele al XIX-lea și al XX-lea și care își păstrează încă propria identitate.
Barcelona este împărțită administrativ în zece districte. Fiecare district funcționează ca o entitate politică cu competențe proprii, contribuind la descentralizarea politicii orașului și la apropierea administrației de cetățeni. Diviziunea teritorială a districtelor reflectă aspecte istorice ale orașului. Majoritatea districtelor corespund unor foste municipii independente care au fost anexate orașului în secolele al XIX-lea și al XX-lea și care își păstrează încă propria identitate.
Cele zece districte ale Barcelonei sunt:
1. Orașul Vechi (Ciutat Vella) este centrul istoric al Barcelonei. Acesta corespunde zonei teritoriale a Barcelonei antice, înainte de anexarea treptată a municipiilor adiacente în secolele al XIX-lea și al XX-lea. Include cartierele El Raval, Barri Gòtic, Antics Palaus (format din cartierele neoficiale Sant Pere, Santa Caterina, El Born și La Ribera) și La Barceloneta.[53]
2. Ensanche (Eixample) ocupă câmpia existentă în secolul al XVIII-lea între centrul vechi al orașului (Ciutat Vella) și fostele sate independente Sants, Gràcia și Sant Andreu de Palomar. Urbanismul său este caracterizat de o rețea de străzi dispuse perpendicular, cu segmente de câte o sută de metri, proiectată de urbanistul catalan Ildefons Cerdà. Include cartierele Sant Antoni, Nou Eixample Esquerra, Antic Eixample Esquerra (ultimele două formând o unitate cunoscută sub numele de Esquerra de l’Eixample), Dreta de l’Eixample, Sagrada Família și Fort Pienc.[54]
3. Acest district include cartierele La Marina del Prat Vermell, La Marina del Port, La Font de la Guatlla, Poble Sec, Hostafrancs, La Bordeta, Sants și Sants-Badal (cunoscut și sub numele de Badal). Montjuïc și Zona Francă nu sunt considerate cartiere propriu-zise, ci teritorii speciale ale districtului.[55]
4. Include cartierele Les Corts, Pedralbes și Maternitat i Sant Ramon (cunoscut și sub numele de Sant Ramon).
5. Acest district cuprinde cartierele Sarrià, Sant Gervasi - Galvany (simplu Galvany), Sant Gervasi - La Bonanova (sau simplu La Bonanova), Putxet i Farró (cunoscut sub numele de El Putxet), Tres Torres și Vallvidrera - Tibidabo - Les Planes. Cartierele Sant Gervasi - Galvany și Sant Gervasi - La Bonanova formează vechiul nucleu al localității Sant Gervasi de Cassoles.[56]
6. Include vechea localitate independentă Gràcia, precum și cartierele Camp d'en Grassot i Gràcia Nova, La Salut, El Coll, Vallcarca i els Penitents (care grupează cele două cartiere omonime).[57]
7. Include cartierele Horta, La Ciotat, Vall d'Hebron, Montbau, Sant Genís dels Agudells, La Teixonera, El Carmel, La Font d'en Fargues, Can Baró, El Guinardó și Baix Guinardó.
8. Acest district cuprinde cartierele Vallbona, Ciutat Meridiana, Torre Baró, Canyelles, Les Roquetes, Trinitat Nova, Can Peguera, La Guineueta, Verdum, Prosperitat, Turó de la Peira, Porta și Vilapicina i La Torre Llobeta (care, de fapt, include cartierele Vilapicina și La Torre Llobeta).
9. Cuprinde cartierele Sant Andreu de Palomar, La Sagrera, Trinitat Vella, Baró de Viver, Congrés i Els Indians (cunoscut ca Congrés), Navas și Bon Pastor.[58]
10. Include cartierele Sant Martí de Provençals, El Clot, El Camp de l'Arpa del Clot, La Verneda i la Pau, Poblenou, El Parc i Llacuna del Poblenou, La Vila Olímpica del Poblenou, Provençals del Poblenou, El Besòs i el Maresme, Diagonal Mar i Front Marítim del Poblenou(care include cartierul Diagonal Mar).[59]

## Servicii publice

### Educație

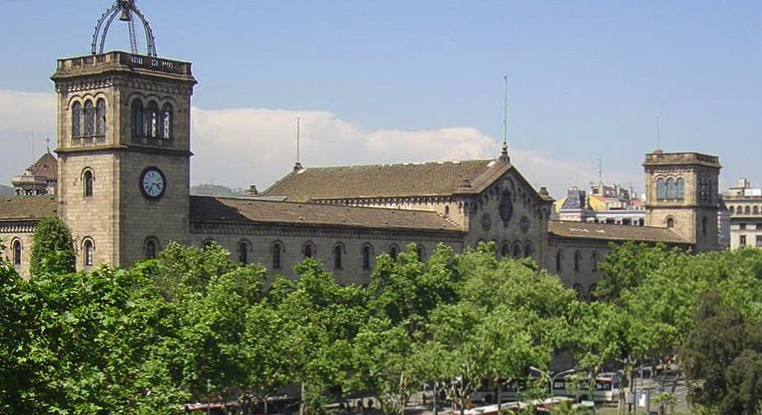
Clădire istorică a Universității din Barcelona, în Plaza de la Universidad

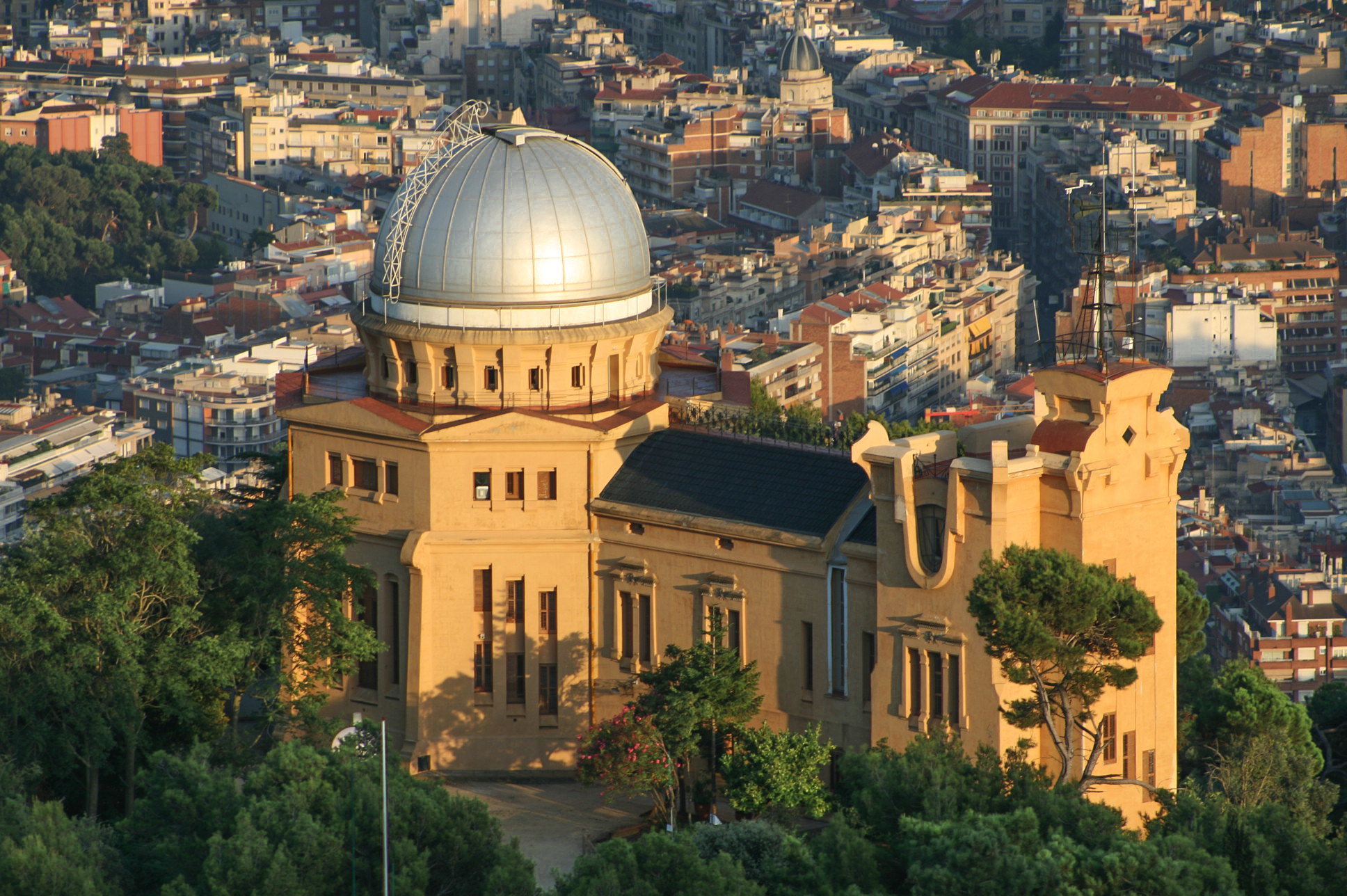
Observatorul Fabra

În anul școlar 2008-2009, orașul Barcelona avea un total de 423.790 de studenți, ceea ce ridica proporția studenților față de populația rezidentă la aproximativ 25%. Acești studenți erau distribuiți pe diferite niveluri de învățământ astfel: 57.027 de copii în învățământul preșcolar, 76.923 în învățământul primar, 2.097 în învățământul special, 100.564 în învățământul secundar și, în final, 187.179 de studenți universitari.
Aceste cifre demonstrează forța instituțiilor de învățământ, în special a celor universitare, din oraș. Unele dintre acestea se numără printre cele mai bune din țară, iar altele se bucură de prestigiu internațional, fiind bine poziționate în diverse clasamente globale.
Orașul dispune de următoarele universități și școli de afaceri:
- UPC – Universitatea Politehnică din Catalonia
- UB – Universitatea din Barcelona
- UAB – Universitatea Autonomă din Barcelona
- UPF – Universitatea Pompeu Fabra
- URL – Universitatea Ramon Llull
- UIC – Universitatea Internațională din Catalonia
- UAO – Universitatea Abad Oliba
- UOC – Universitatea Deschisă din Catalonia
- IESE – Institutul de Studii Superioare de Afaceri
- ESADE – Școala Superioară de Administrație și Direcție de Afaceri
- EAE – Școala de Administrație a Afacerilor
- EADA – Școala de Management și Administrație Superioară
- ENEB – Școala Europeană de Afaceri din Barcelona
- ESCAC – Școala Superioară de Film și Audiovizual din Catalonia
- Euroaula – Școala de Turism Barcelona
- TBS – Toulouse Business School
- ISEP – Institutul Superior de Studii Psihologice
- GBS – Global Business School

### Securitatea cetățeanului

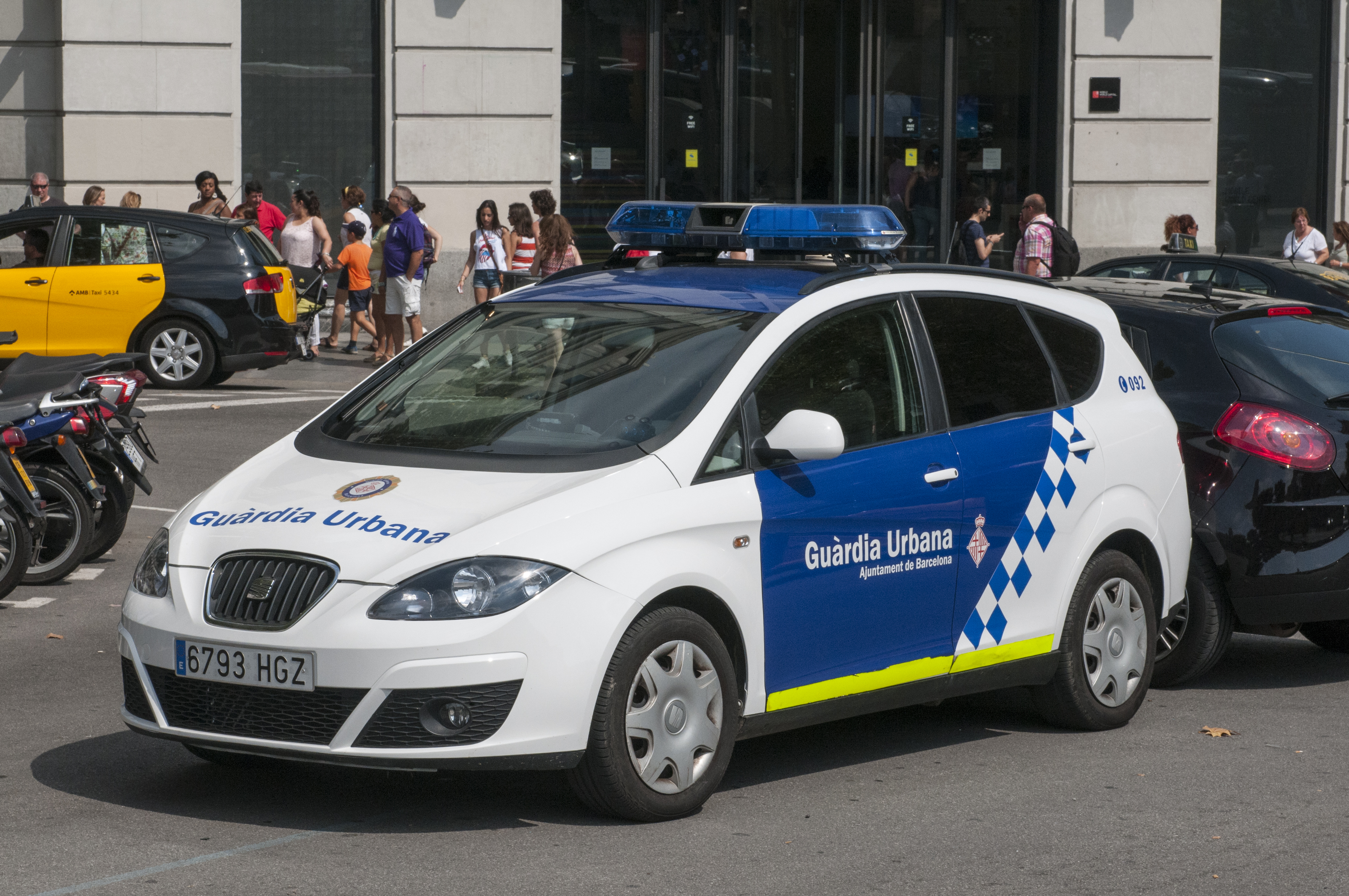
Garda Urbană

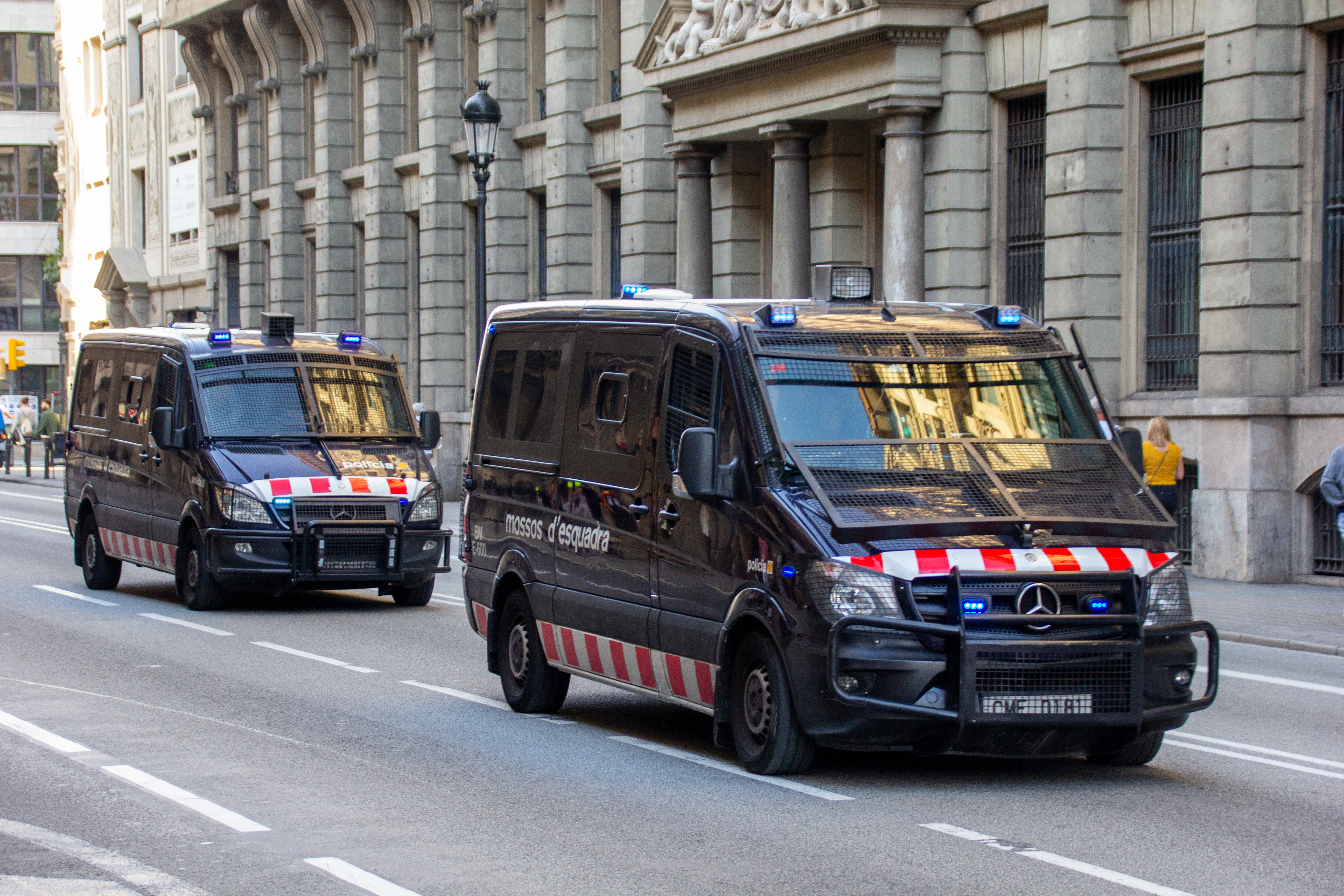
Forțele de intervenție din Barcelona

Coordonarea între corpurile de securitate ale statului (Poliția Națională, Garda Civilă, Garda Urbană din Barcelona, Mossos d'Esquadra) și Primăria Barcelonei este realizată de Consiliul Local de Securitate. Acest organism asigură comunicarea eficientă între forțele de ordine în ceea ce privește securitatea, având competențe în prevenirea criminalității, siguranța rutieră și buna desfășurare a evenimentelor.
Consiliul depinde de Forțele și Corpurile de Securitate ale Statului și cele locale, încercând să acționeze în mod coordonat și colaborativ în urmărirea și soluționarea oricăror infracțiuni comise de cetățeni sau care îi afectează pe aceștia.
Consiliul Local de Securitate al Primăriei Barcelonei este compus din:
- Primarul Barcelonei
- Delegatul teritorial al guvernului Generalității Cataloniei în Barcelona
- Șeful superior al Corpului Național de Poliție din Catalonia
- Directorul general al Mossos d'Esquadra
- Colonelul comandant al Comandamentului Gărzii Civile din Barcelona
- Directorul adjunct general pentru Coordonarea Polițiilor Locale din Catalonia
- Directorul general al Administrației de Securitate din cadrul Generalității Cataloniei
- Comisarul șef al Regiunii Polițienești Metropolitane din Barcelona, Generalitatea Cataloniei
- Comisarul pentru Securitate al Primăriei Barcelonei
- Managerul pentru Prevenție și Securitate al Primăriei Barcelonei
- Intendentul principal, șeful Gărzii Urbane din Barcelona
- Directorul Serviciilor de Prevenție al Primăriei Barcelonei
- Procurorul șef al Parchetului provincial din Barcelona
- Judecătorul decan magistrat din Barcelona

### Comunicații

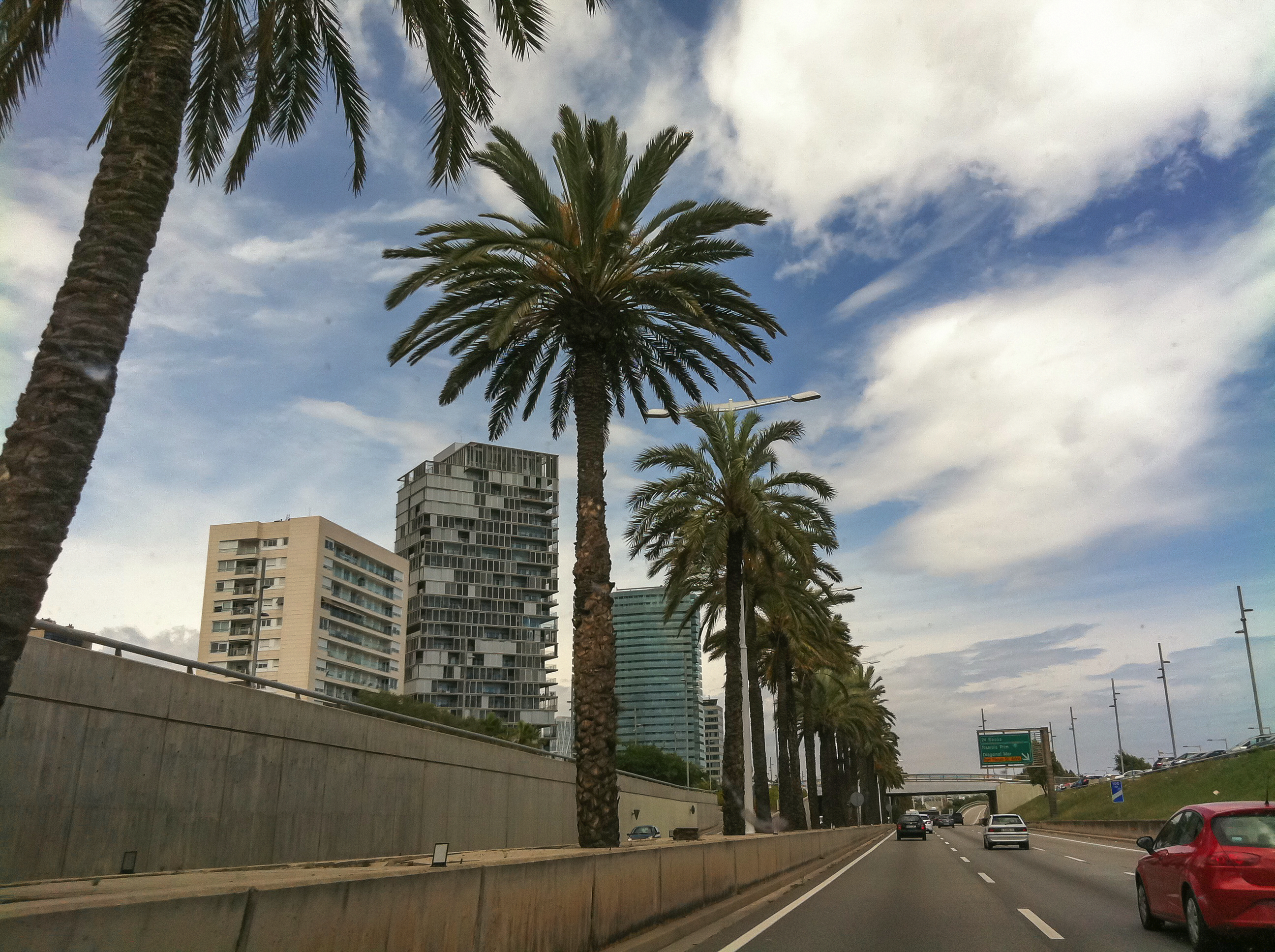
Coasta

Mobilitatea cu vehiculul privat în Barcelona, la fel ca în orice mare metropolă europeană, este complicată, în ciuda unei bune organizări urbanistice. Structura sa, cu Ensanche, șoselele de centură și marile bulevarde care traversează orașul (Diagonal, Meridiana, Aragón, Gran Vía), face ca, în teorie, orientarea și circulația cu vehiculul personal să fie foarte ușoare. Totuși, densitatea mare a populației și numărul ridicat de vehicule fac ca deplasarea cu mașina să nu fie recomandabilă. În plus, în mai 2005, primăria a inaugurat zonele verzi de parcare și a extins zonele albastre, impunând plata parcării pe drumurile publice în districtele mai centrale ale orașului. Dintre locuitorii care se deplasează cu vehicule motorizate, un număr mare utilizează motociclete. Barcelona este orașul european cu cel mai mare număr de motociclete în raport cu populația.
Pe de altă parte, Barcelona instalează aproximativ cincizeci de puncte de încărcare pentru vehicule electrice, dorind să fie asociată cu mașinile urbane electrice. În cadrul Salonului Internațional al Automobilului din Barcelona, primăria a semnat un manifest împreună cu Endesa, UPC, RACC, SEAT și Nissan, cu scopul de a transforma orașul într-un laborator de testare, unde mașinile complet electrice – nu hibride – să câștige treptat teren în fața celor cu combustie internă. Acest proiect se numește LIVE, acronim pentru Logistica Implementării Vehiculului Electric.

### Rețeaua de drumuri
În ceea ce privește transportul rutier, Barcelona dispune de o rețea densă de autostrăzi și drumuri expres, dintre care principalele sunt: AP-7, care începe în Vera (Almería), trece prin Cartagena, Alicante, Valencia, Barcelona și continuă spre Perpignan; A-2, care începe în Madrid, trece prin Zaragoza, Barcelona și continuă, de asemenea, către granița cu Franța; AP-2, care se desfășoară paralel cu A-2 între Zaragoza și Barcelona; și C-16, care leagă Barcelona de Manresa, Puigcerdà și continuă până la Toulouse și Paris. Atât AP-2, cât și AP-7 sunt autostrăzi cu taxă, administrate de companii concesionare.

#### Transport urban

##### Autobuz
Rețeaua de autobuze urbane este formată din Rețeaua Ortogonală de Autobuze din Barcelona pentru tranzit rapid și rețeaua de linii regulate. În total, în Barcelona circulă 150 de linii de autobuz (133 de zi și 17 de noapte, denumite Nitbus), operate de 9 operatori diferiți, printre care se remarcă Transportes Metropolitanos de Barcelona, Tusgsal și Mohn.

##### Metrou și tramvai

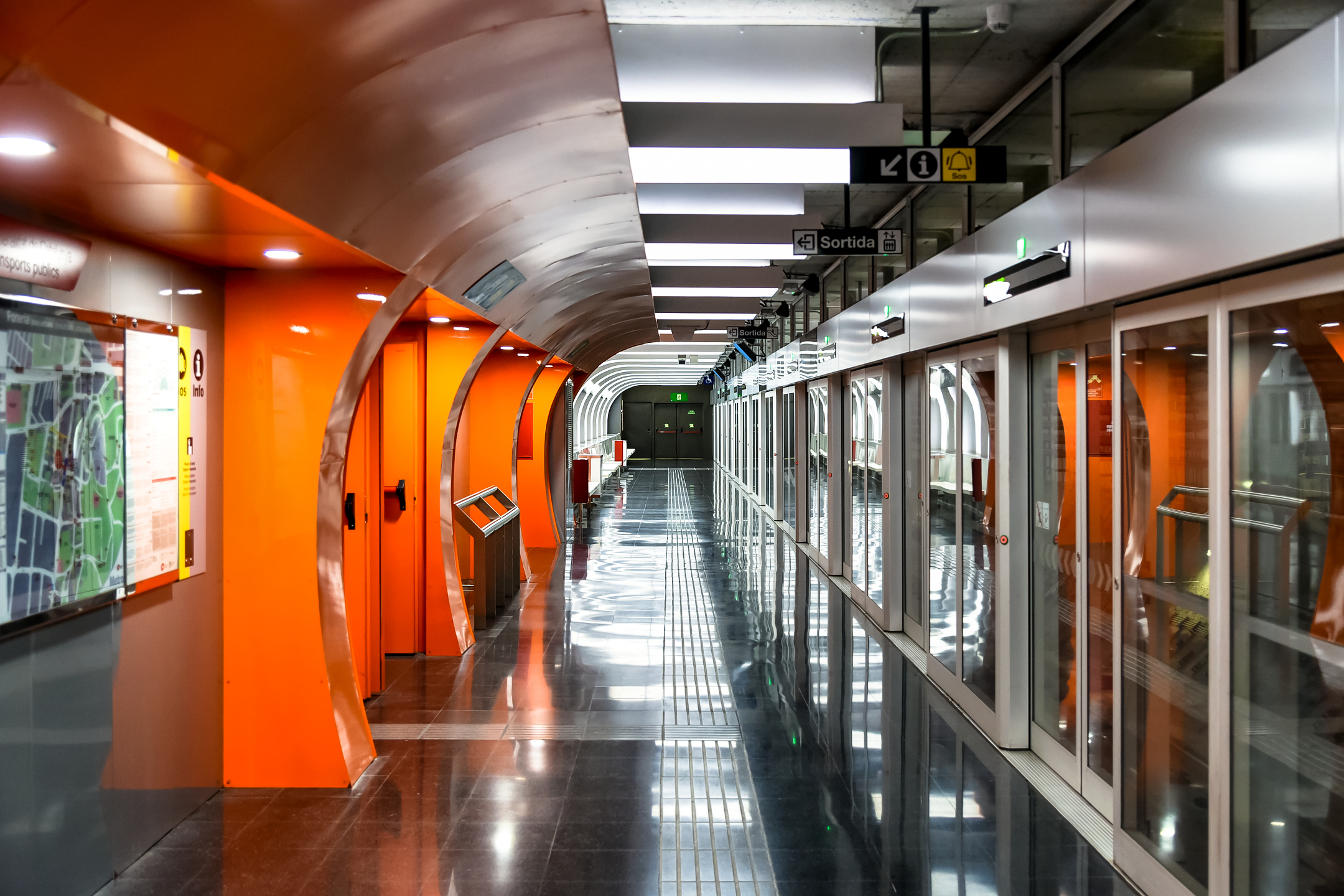
Stația Foneria, pe linia 10 Sud, a metroului din Barcelona

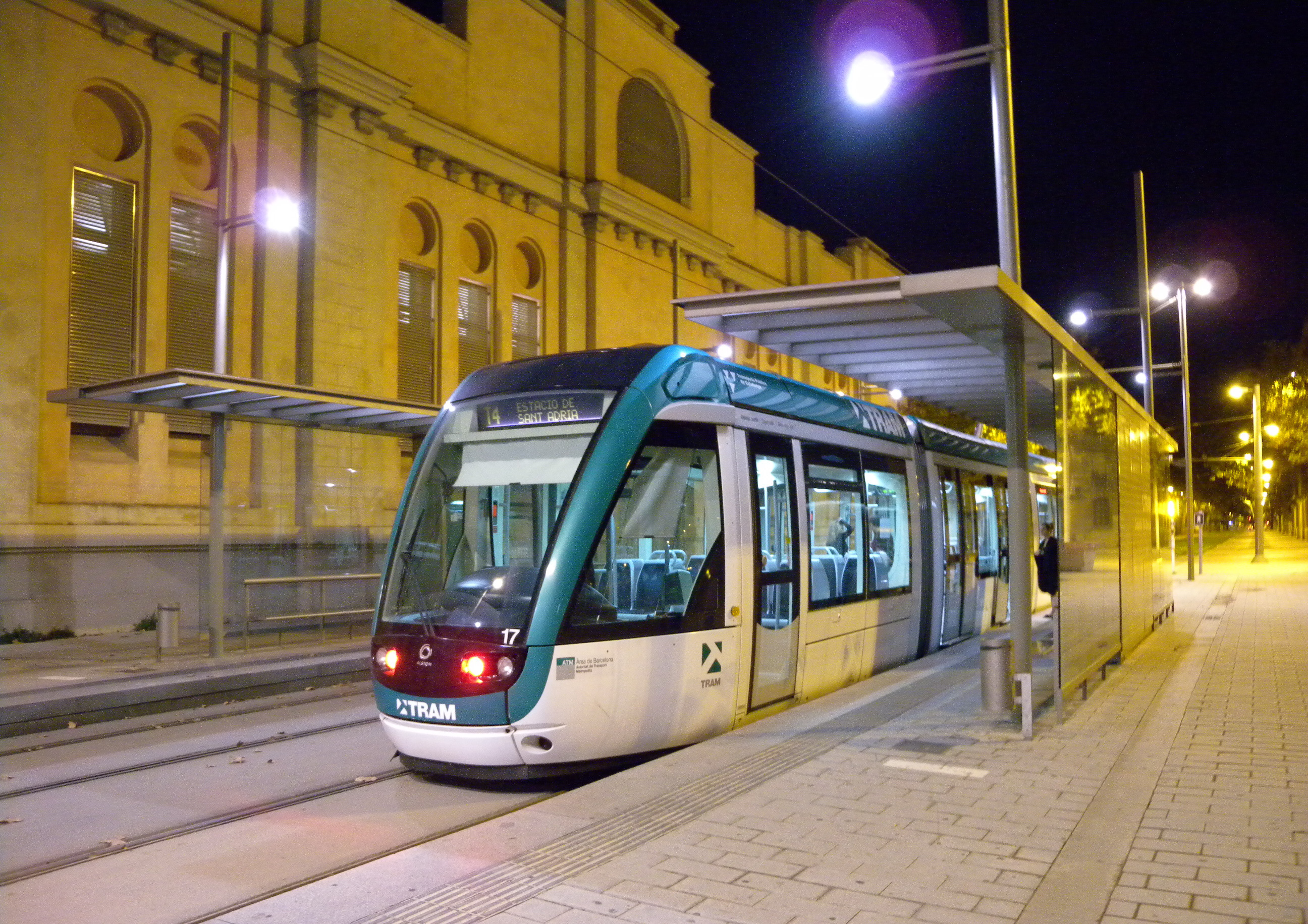
Stația Wellington, linia 4 a tramvaiului Barcelona

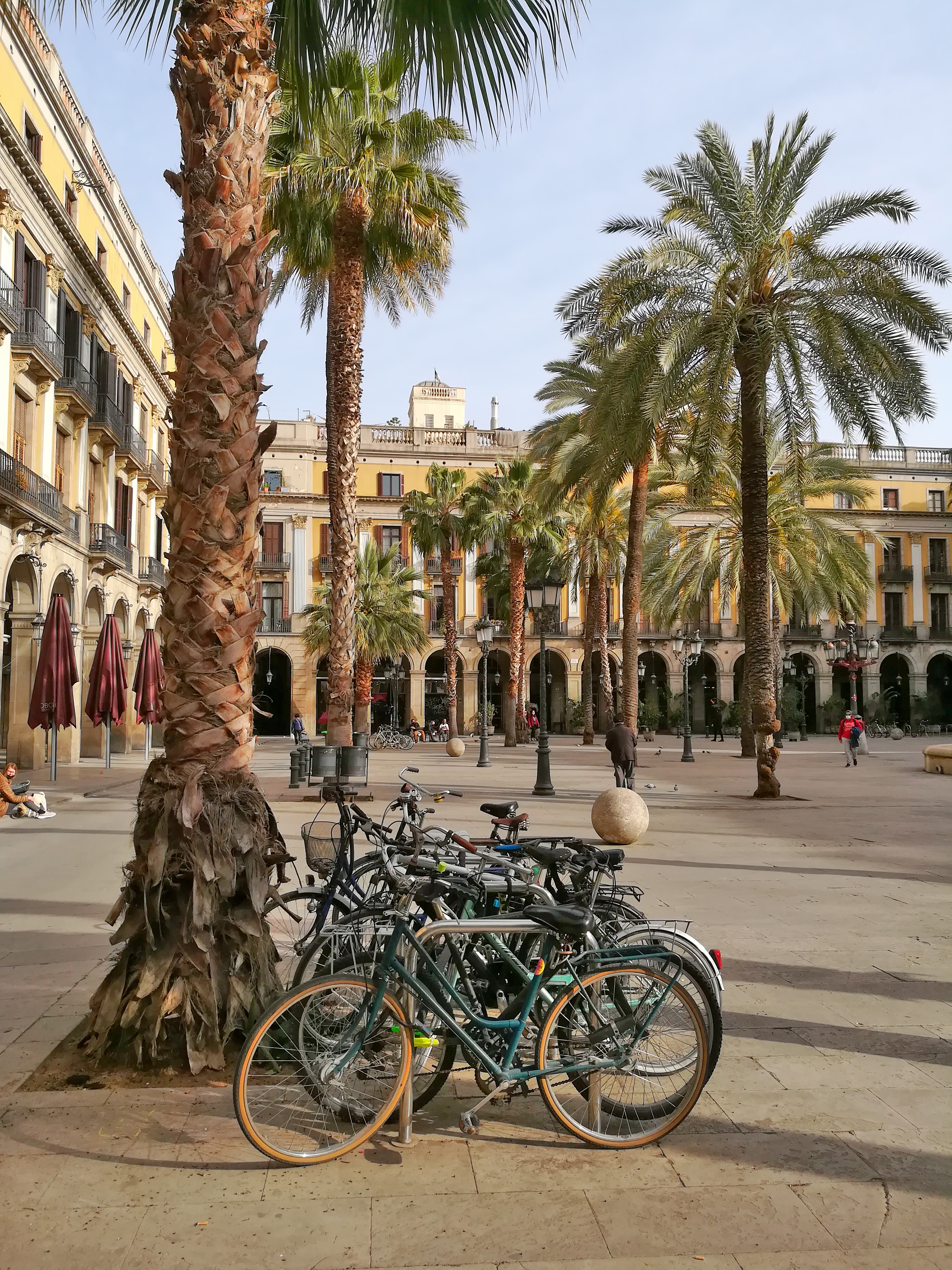
Biciclete în Plaza Real

Rețeaua de metrou are 12 linii și o lungime de 170 km, fiind a doua cea mai extinsă rețea de metrou din Spania, după cea din Madrid, și, din decembrie 2009, prima rețea de metrou din Spania care dispune de linii complet automatizate. Prima linie a fost inaugurată pe 30 decembrie 1924, conectând Plaza Cataluña și Lesseps. În 2012, rețeaua de metrou din Barcelona a fost utilizată de 411,7 milioane de pasageri (1.127.945 pasageri/zi), transportați de cei doi operatori care gestionează rețeaua: Transportes Metropolitanos de Barcelona și Ferrocarriles de la Generalidad de Cataluña.
În anul 2004, mai multe administrații – locală, metropolitană și autonomă – au promovat reintroducerea tramvaiului ca mijloc de transport de masă, în special pentru a conecta orașele din zona metropolitană. În acest scop, au fost create două rețele, Trambaix și Trambesós, care se află încă în faza de implementare și extindere.

##### Alte servicii

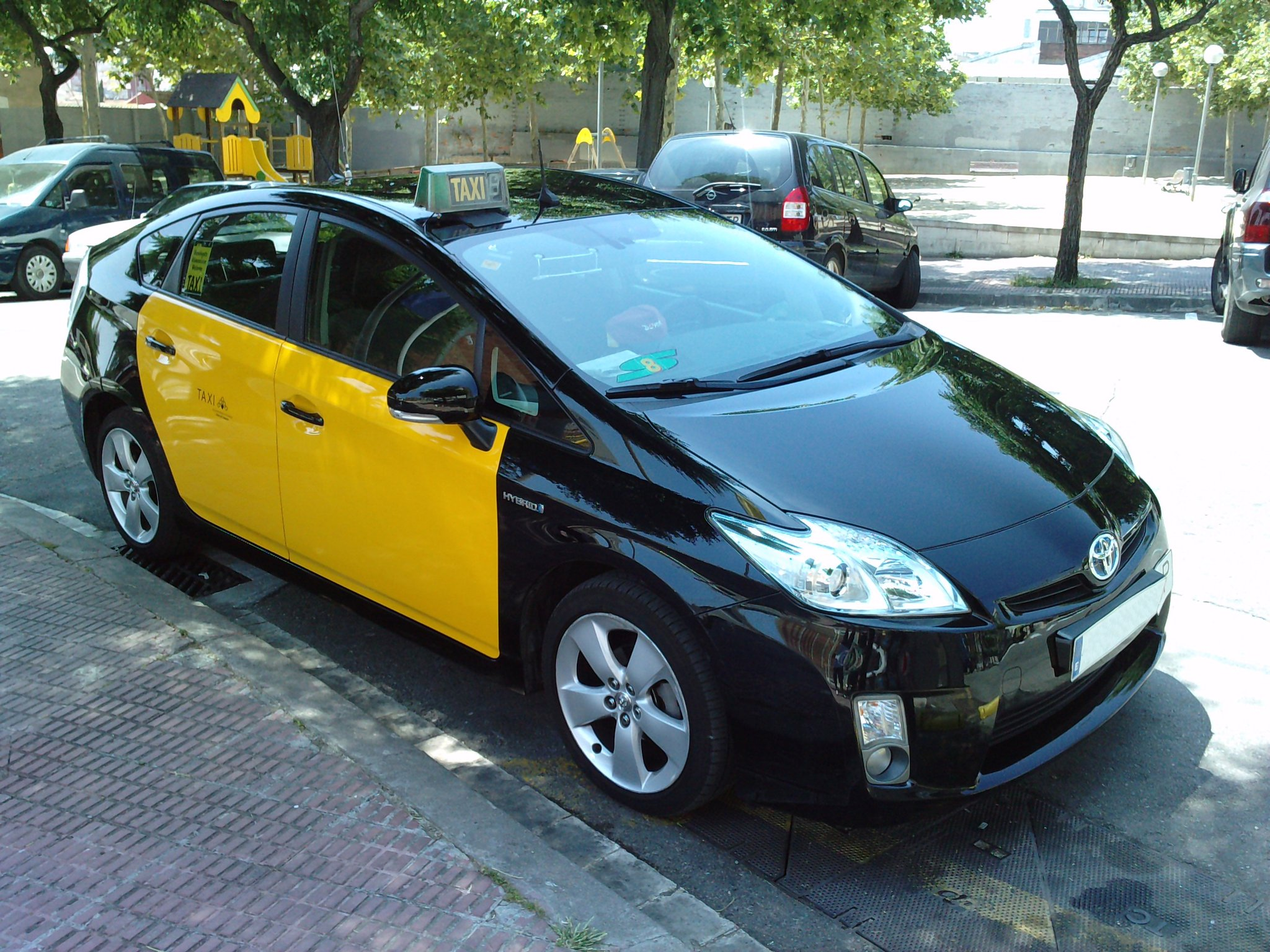
Taxi Barcelona, cu culorile sale caracteristice negru și galben

Serviciul de taxiuri din Barcelona este foarte distinctiv și inconfundabil datorită culorilor sale caracteristice. Vehiculele sunt negre, cu ușile și portbagajul vopsite în galben. Merită menționată creșterea constantă a numărului de vehicule hibride integrate în acest serviciu.
Cei care iubesc mediul înconjurător și activitatea fizică pot opta pentru utilizarea bicicletei pentru a se deplasa prin Barcelona. Relieful orașului și clima favorabilă pe parcursul majorității anului facilitează utilizarea bicicletei. În acest scop, Barcelona dispune de o rețea extinsă de piste pentru biciclete răspândite în întregul oraș, precum și de sistemul de biciclete publice Bicing, o rețea de stații automate de închiriere distribuite în oraș. Acest mijloc de transport, deși încă folosit de o minoritate, a înregistrat o creștere constantă a numărului de utilizatori în fiecare an.

#### Transport interurban

##### Autobuz
Orașul dispune de o stație de autobuze, Barcelona-Fabra i Puig, cunoscută și sub denumirea de Barcelona-San Andrés, situată la intersecția dintre Avinguda Meridiana și Passeig de Fabra i Puig. Aceasta are 15 peroane pentru oprirea autobuzelor. În prezent, în stație opresc 53 de linii de autobuz: 2 linii urbane, 48 de linii interurbane și 3 linii naționale.
Stația este administrată de compania Barcelona de Serveis Municipals S.A. din a doua jumătate a anului 2011. Utilizatorii stației au la dispoziție telefon public, bar, toalete adaptate pentru persoane cu mobilitate redusă, supraveghere video 24 de ore și monitoare cu canalul de știri 3/24. Programul stației este de la 04:30 la 23:30, în fiecare zi a săptămânii. Pe timpul nopții, stația este folosită pentru parcarea autobuzelor.
|                      |       |                            |                      |       |                         |
| Origine              | Linii | Destinație                 | Origine              | Linii | Destinație              |
| Barcelona-La Sagrera | E1    | Sabadell                   | Barcelona-La Sagrera | E2    | Tarrasa                 |
| Barcelona-La Sagrera | E3    | Sardañola del Vallés → UAB | Barcelona-La Sagrera | E4    | Ripollet                |
| Barcelona            | E5    | Igualada                   | Barcelona            | E6    | Villafranca del Panadés |
| Barcelona            | E7    | Bigas                      | Barcelona            | E8    | Corbera de Llobregat    |
| Barcelona            | E9    | Caldas de Montbui          | Barcelona            | E10   | Senmanat                |
| Barcelona            | E11   | Mataró                     | Barcelona            | E12   | Vich                    |

##### Feroviar

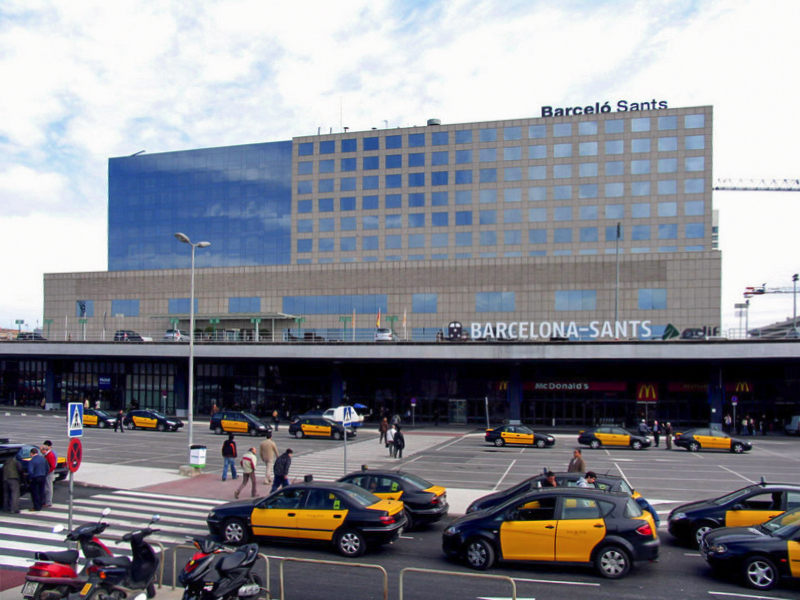
Gara Barcelona Sants

Pentru a se deplasa între diferitele orașe din provincia Barcelona, există două rețele de transport feroviar. Prima este serviciul de trenuri suburbane Cercanías Barcelona al companiei RENFE, care cuprinde o rețea de 8 linii și înregistrează aproximativ 123 de milioane de călătorii anual. Cererea pentru acest serviciu a crescut în primii ani ai secolului XXI, dar au apărut numeroase probleme din cauza lipsei de investiții și a planificării defectuoase a lucrărilor pentru sosirea trenului de mare viteză (AVE) în oraș.
Cealaltă opțiune, care deservește alte localități, este rețeaua Ferrocarriles de la Generalidad de Cataluña (FGC), un serviciu de trenuri suburbane operat și construit de Generalitatea Cataloniei. Stațiile FGC se află în centrul Barcelonei și oferă legături către Tarrasa sau Sabadell prin linia Metro del Vallès, sau către Manresa și diverse puncte din nord-vest prin linia Llobregat-Anoia.
Rețeaua feroviară are centrul în stația Sants din Barcelona, de unde pleacă trenuri de lung parcurs care conectează orașul cu întreaga Europă. Rețeaua feroviară spaniolă actuală are particularitatea de a fi bazată pe așa-numitul ecartament iberic, incompatibil cu ecartamentul internațional, ceea ce îngreunează legătura cu Franța. Din acest motiv, noua rețea de trenuri de mare viteză care se implementează în Spania folosește standardul european.
La începutul anului 2008, a fost inaugurată linia de mare viteză între Madrid și Barcelona. Această linie a fost prelungită până la granița cu Franța, unde continuă și se conectează cu rețeaua feroviară franceză existentă. Linia a fost construită pentru a permite utilizarea mixtă, atât pentru pasageri, cât și pentru marfă, stabilind astfel o conexiune feroviară rapidă pentru pasageri și facilitând transportul de mărfuri către Europa pe calea ferată din portul Barcelona și din zona sa logistică.

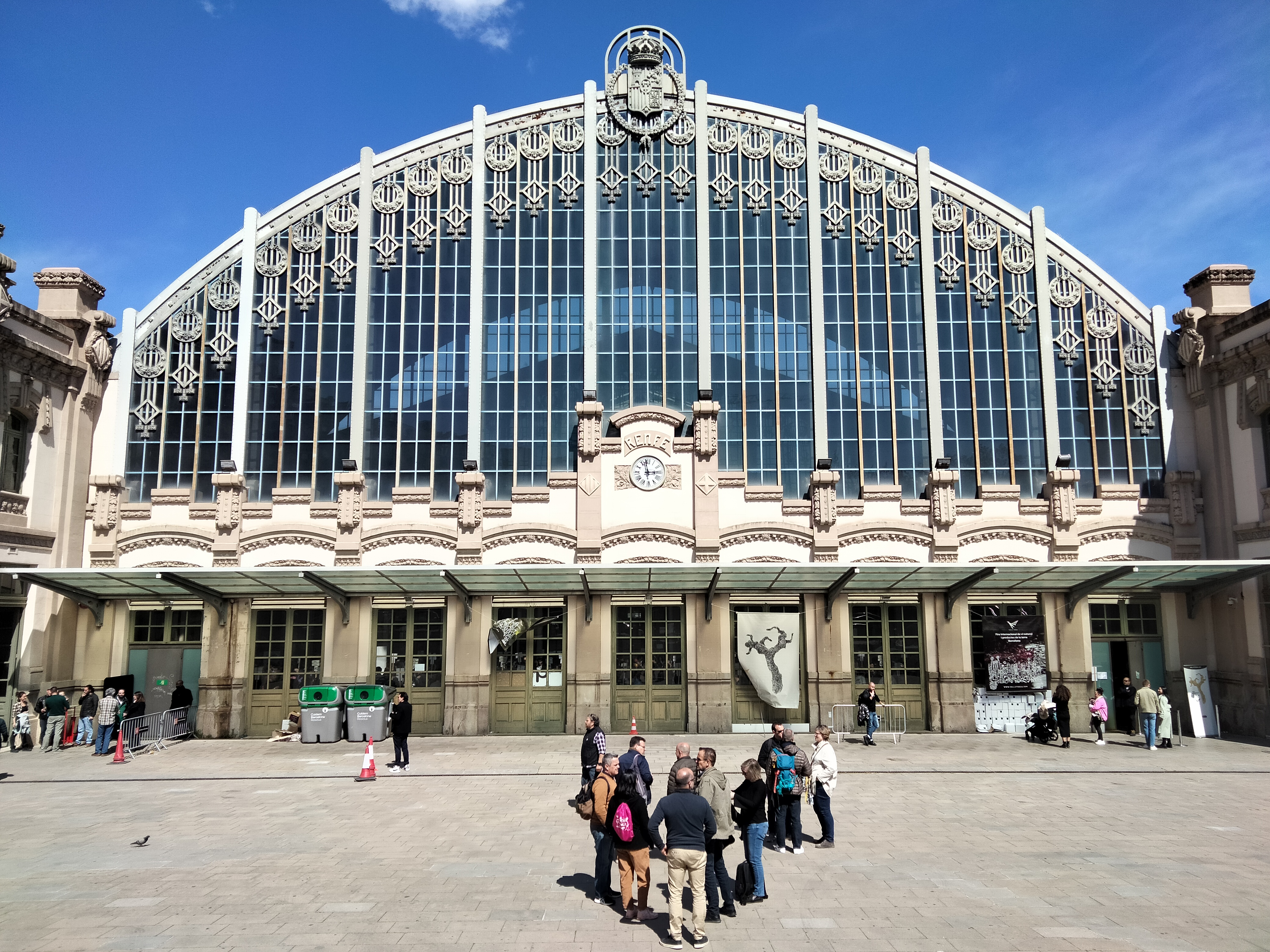
Gara de Nord, inaugurată în 1862. Fațada a fost realizată în 1912, opera lui Demetrio Ribes Marco

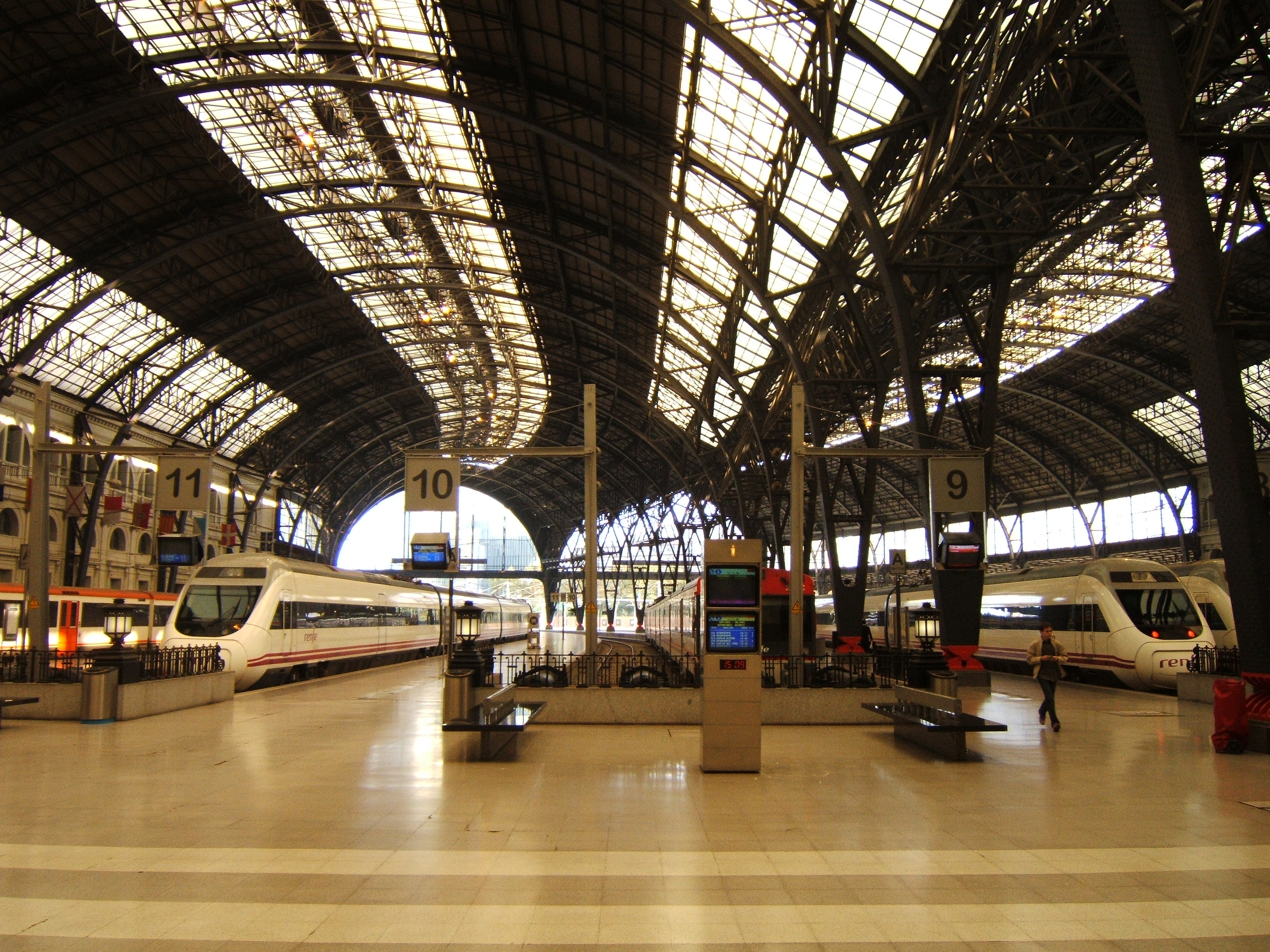
Gara Francia, inaugurată în 1929 pe o altă stație anterioară

##### Statistica transportului public
Conform raportului realizat de Moovit în iulie 2017, timpul mediu petrecut de persoane în transportul public din Barcelona, de exemplu pentru deplasarea către și de la locul de muncă, într-o zi lucrătoare, este de 50 de minute, în timp ce 8% dintre persoane petrec mai mult de 2 ore în fiecare zi. Timpul mediu de așteptare într-o stație sau într-un terminal este de 10 minute, iar 9% dintre persoane așteaptă mai mult de 20 de minute zilnic. Distanța medie pe care oamenii o parcurg într-o singură călătorie este de 7,2 km, iar 15% dintre călători străbat mai mult de 12 km într-o singură direcție.

##### Transport aerian

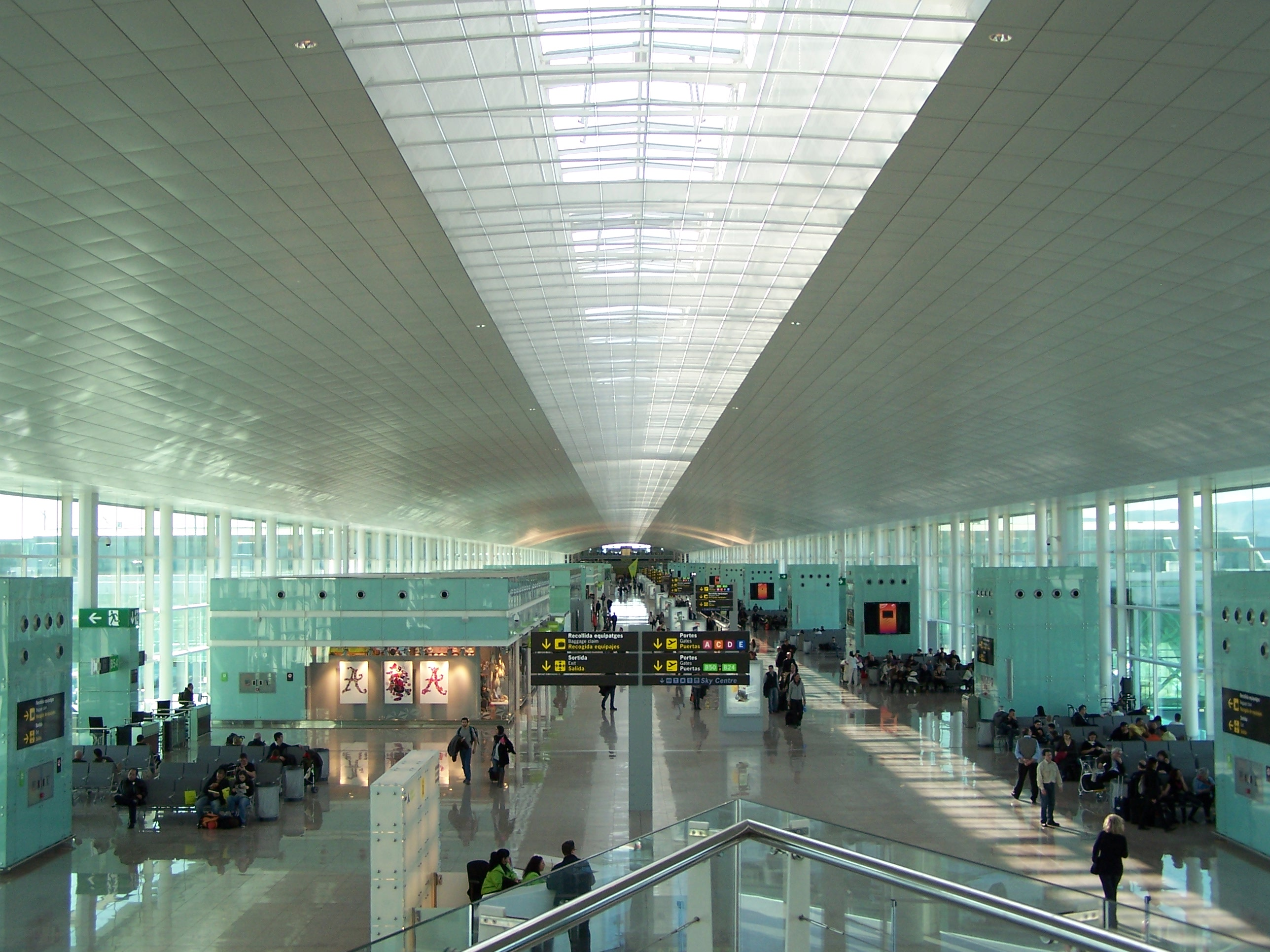
Terminalul 1 al aeroportului

Principala poartă de acces în Barcelona pentru călătorii internaționali, dar și pentru mulți călători naționali, este aeroportul Josep Tarradellas Barcelona-El Prat, situat la zece kilometri sud-vest de oraș. Este al doilea aeroport ca trafic din Spania, cu peste 52,6 milioane de pasageri în 2019.
Pe aeroportul Josep Tarradellas Barcelona-El Prat operează principalele companii aeriene din lume, oferind zboruri directe către toate orașele importante din Europa, precum și numeroase conexiuni cu orașe de pe cele cinci continente. Aeroportul dispune de o zonă dedicată așa-numitului „pod aerian,” care leagă Barcelona de Madrid cu zboruri la fiecare 20 de minute în orele de vârf. Alte aeroporturi utilizate pentru a ajunge în Barcelona, în special de companiile aeriene low-cost, sunt aeroportul din Girona și cel din Reus, situate la puțin peste o oră de Barcelona.
Această infrastructură a permis dezvoltarea unei industrii turistice puternice, care aduce beneficii semnificative orașului. Cu toate acestea, în ultima vreme s-a discutat necesitatea de a orienta mai mult politica aeroportului către atragerea zborurilor internaționale și mai puțin către zborurile low-cost. Acest lucru ar facilita atragerea unui profil de călători cu un nivel mai ridicat de putere de cumpărare și, totodată, ar încuraja stabilirea sediilor unor mari companii în oraș.

##### Transport maritim

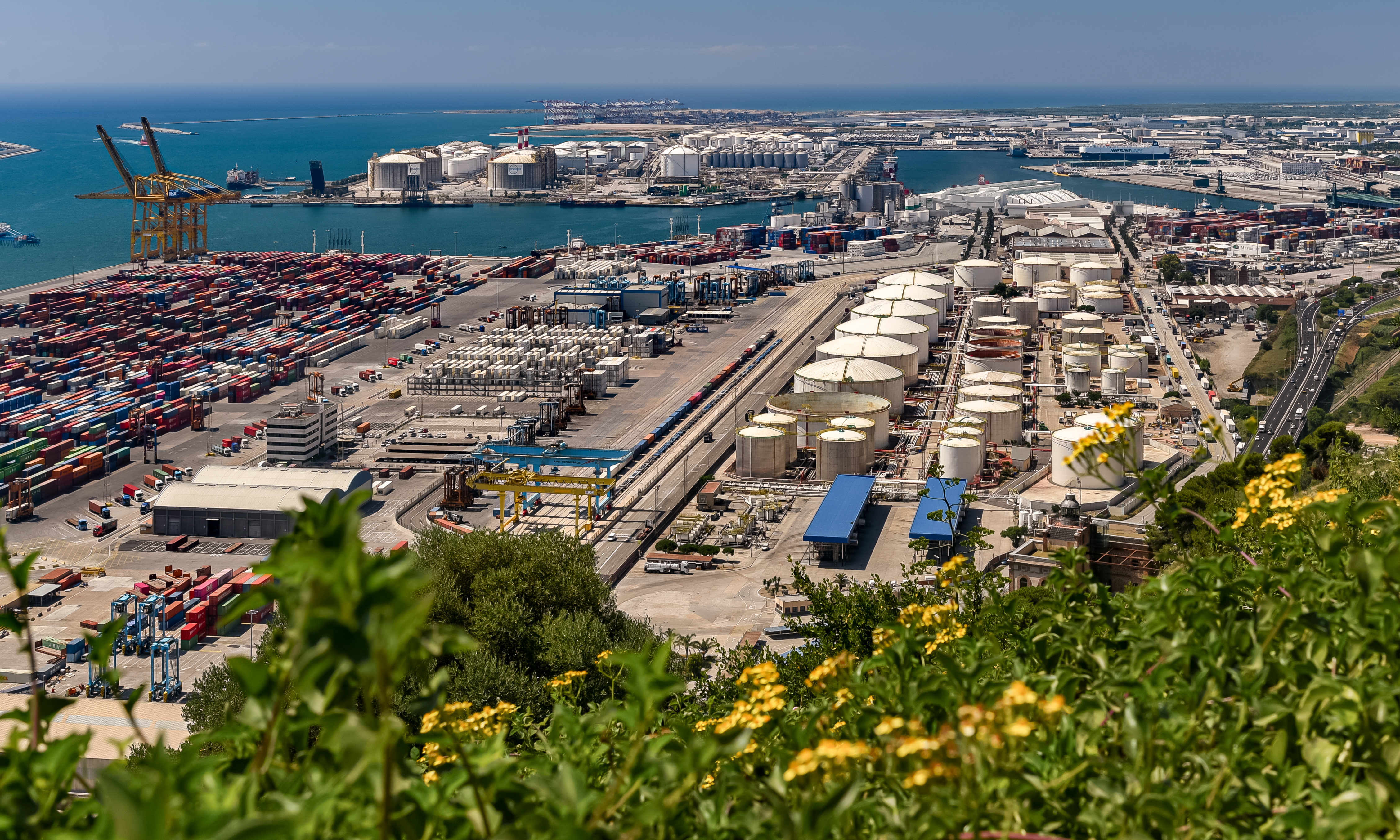
Vederi ale portului Barcelona de la Mirador del Migdia, pe muntele Montjuic

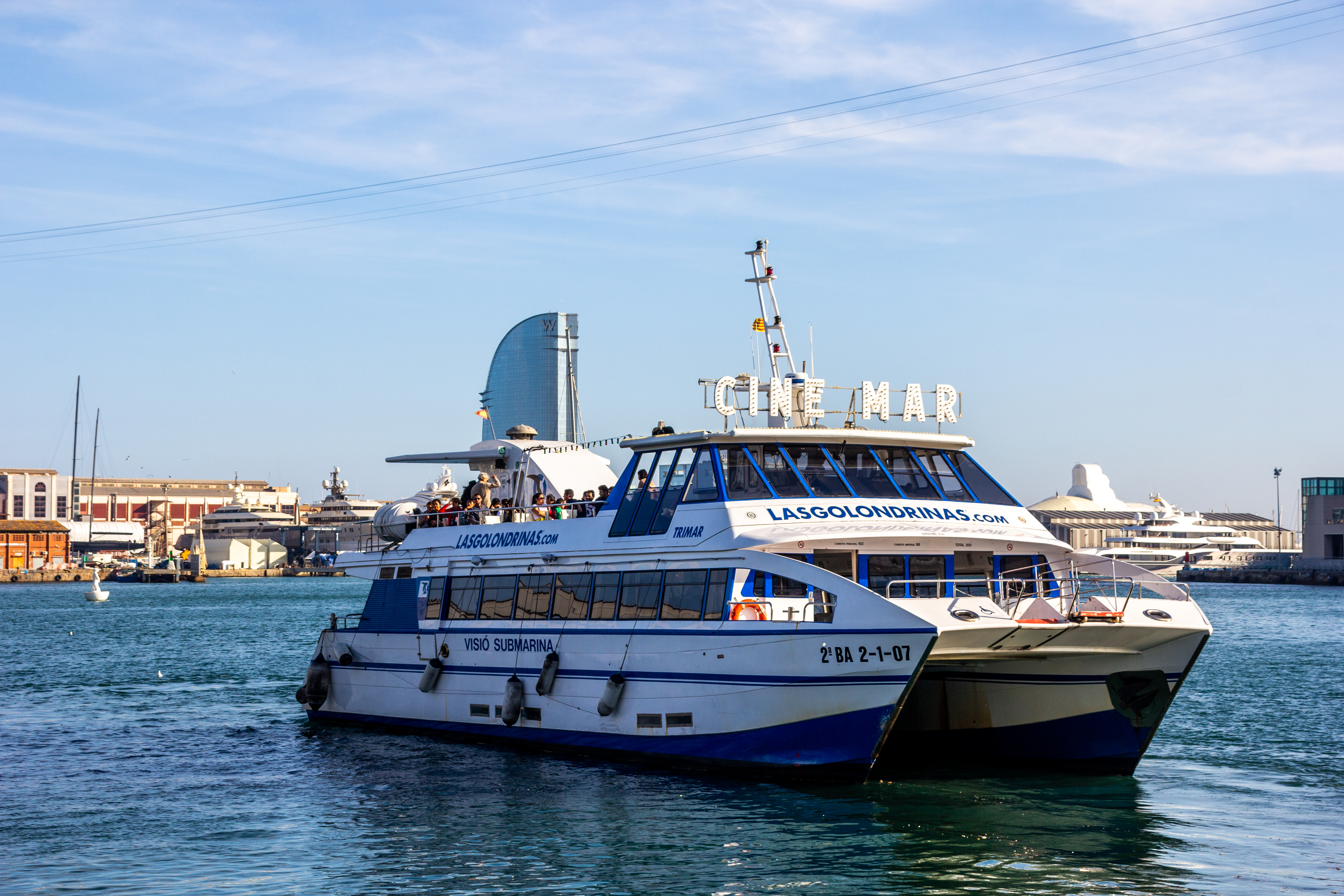
Las Golondrinas, bărci turistice operaționale din 1888

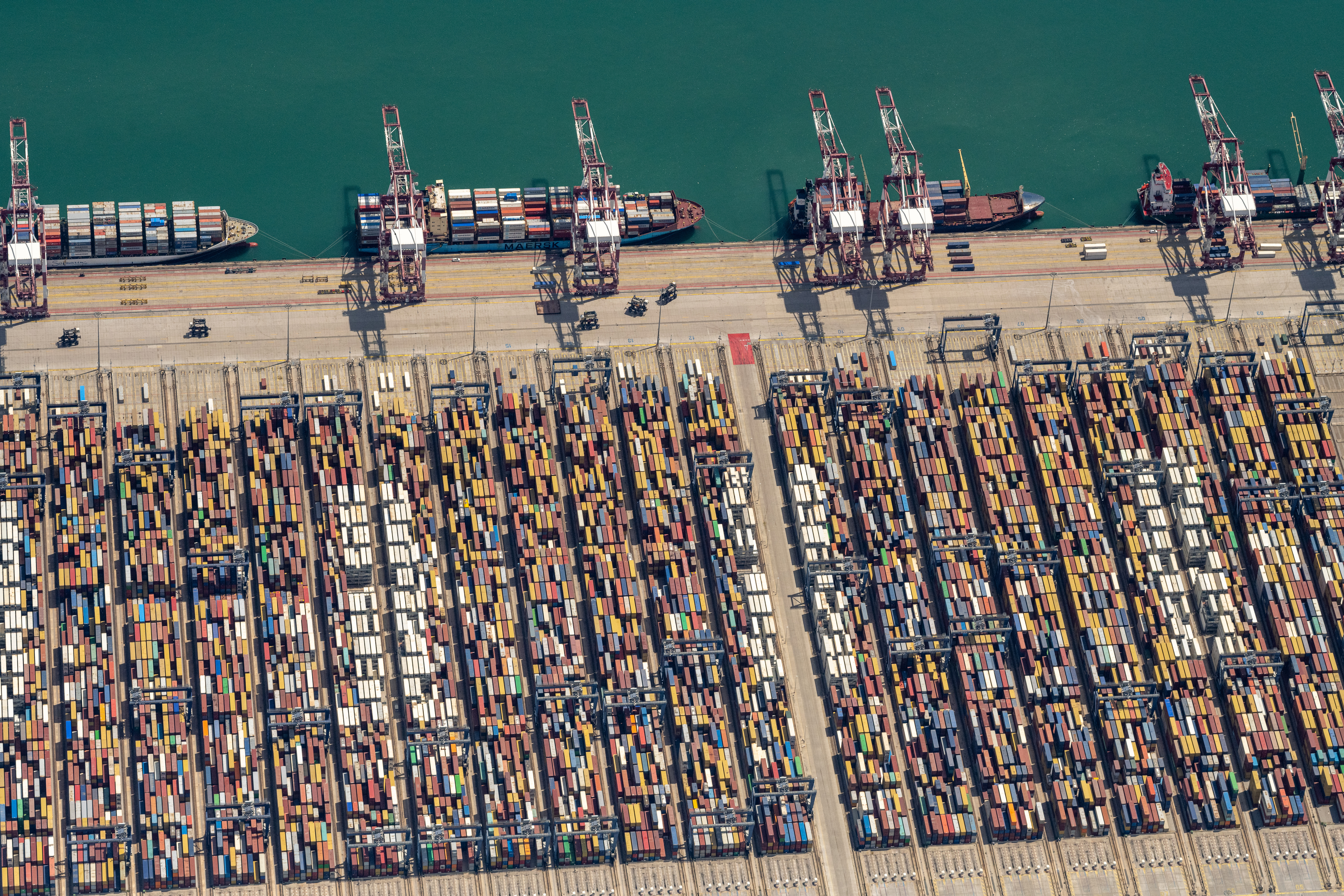
Vedere aeriană a terminalului de containere din Portul Barcelona

O altă poartă importantă a orașului, în special pentru mărfuri, este portul din Barcelona. Portul s-a născut odată cu orașul Barcelona, ca un port natural situat pe o plajă între o mică peninsulă formată de muntele Montjuïc și vechea vărsare a râului Llobregat. Acesta era singurul punct cât de cât protejat pe care vechii navigatori îl puteau folosi pe mulți kilometri de coastă. De-a lungul secolelor, orașul și portul său au câștigat importanță, devenind capitala maritimă a regilor de Aragon.
Cu toate acestea, portul a rămas la sud de muntele Montjuïc până în anul 1378, când autoritățile orașului i-au cerut lui Pedro al IV-lea de Aragon să continue lucrările portuare începute de Pedro al III-lea de Aragon. Acesta din urmă ordonase construirea Atarazanelor din Barcelona (șantiere navale), care încă există astăzi, formând Muzeul Naval din Barcelona, și a unui port la nord de muntele Montjuïc, deoarece vechiul amplasament își pierduse adâncimea din cauza acumulării de nisip. Permisiunea pentru construirea unui nou port artificial în fața orașului a fost acordată pe 8 decembrie 1438, prin ordinul lui Alfonso al V-lea cel Magnanim. Din păcate, o decadă mai târziu, furtunile au distrus toate lucrările realizate, iar abia în 1477, sub domnia lui Juan al II-lea de Aragon, a fost pusă prima piatră a portului definitiv. Insula Maians a fost legată de uscat printr-un dig. Prin extinderile succesive ale portului și acumularea de nisip, insula a fost alipită uscatului, formând terenurile pe care astăzi se află cartierul La Barceloneta.
Astăzi, portul din Barcelona este unul dintre motoarele economice ale orașului. De la începutul secolului XXI, a devenit unul dintre cele mai mari porturi din Marea Mediterană, atât în ceea ce privește tonajul mărfurilor, cât și numărul de containere, precum și ca port de pescuit, găzduind companii de conserve din toată Spania, precum USISA (cu sediul la peste 1.000 km distanță, în Isla Cristina). Portul permite exportul producției industriale și importul de materii prime sau semifabricate. De asemenea, este primul port din Marea Mediterană și al cincilea din lume ca număr de nave de croazieră, transportând până la două milioane de pasageri anual.

## Patrimoniu
Barcelona oferă vizitatorilor posibilitatea de a explora pe jos, de la ruinele romane și orașul medieval până la cartierele modernismului catalan, cu clădirile lor caracteristice, blocurile pătrate cu colțuri tăiate, străzile umbrite de copaci și bulevardele largi. Orașul vechi este practic plat, în timp ce noile cartiere, pe măsură ce se apropie de lanțul muntos de coastă, devin mai înclinate.

### Arhitectura religioasă
În Barcelona există numeroase clădiri religioase, în special biserici catolice, dintre care se remarcă:
- Templul Expiatoriu al Sfintei Familii (Sagrada Familia): Este cea mai recunoscută clădire a orașului și simbolul acestuia. Proiectată de Antoni Gaudí, este inclusă în Patrimoniul Mondial UNESCO și reprezintă o lucrare emblematică a modernismului catalan. După finalizarea sa, prevăzută pentru anul 2026 (cu ocazia centenarului morții lui Gaudí), templul va deveni cea mai înaltă biserică din lume, având o înălțime de 172,5 metri.
- Catedrala Sfintei Cruci și a Sfintei Eulalia: Actuala catedrală din Barcelona a început să fie construită în secolul al XIII-lea în stil gotic, însă fațada sa a fost finalizată abia în secolul al XIX-lea, de data aceasta în stil neogotic.
- Bazilica Santa Maria del Mar: Construită între 1329 și 1383, este cunoscută pentru structura sa impunătoare și eleganța sobră. Este adesea numită „Catedrala Mării” datorită implicării active a comunității marinărești în construcția sa.
- Bazilica Santa Maria del Pi (a Pinului): Situată în Cartierul Gotic, în apropierea pieței Pi, această biserică este un impresionant exemplu de arhitectură gotică catalană.
- Templul Expiatoriu al Sfintei Inimi: Construcția acestui templu a început în 1902 și a fost proiectată de arhitectul Enric Sagnier, iar mai târziu finalizată cu ajutorul fiului său, Josep Maria Sagnier. Templul oferă o panoramă spectaculoasă asupra orașului Barcelona datorită poziționării sale pe Tibidabo. Vizitatorii pot accesa biserica și explora zona din jur, care include și un parc de distracții.

### Centrul istoric și Las Ramblas

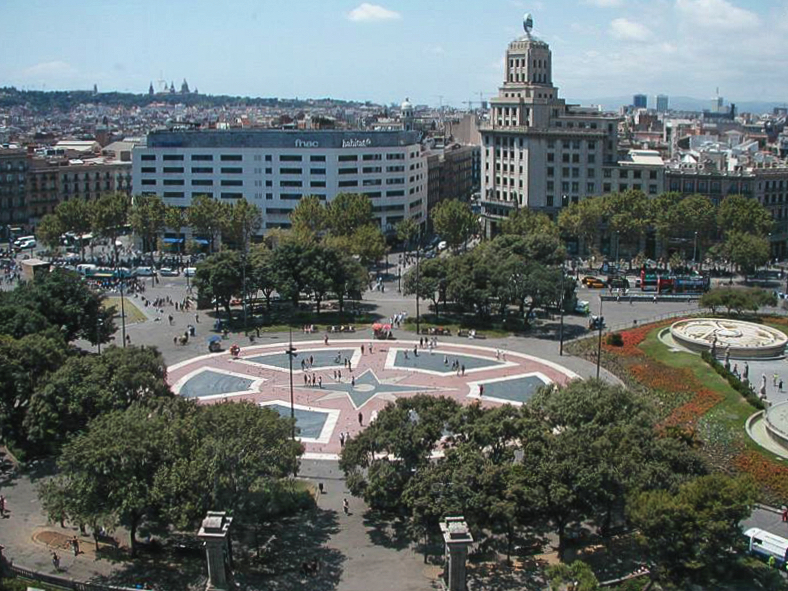
Piața Cataluña, legătură între orașul vechi și expansiune

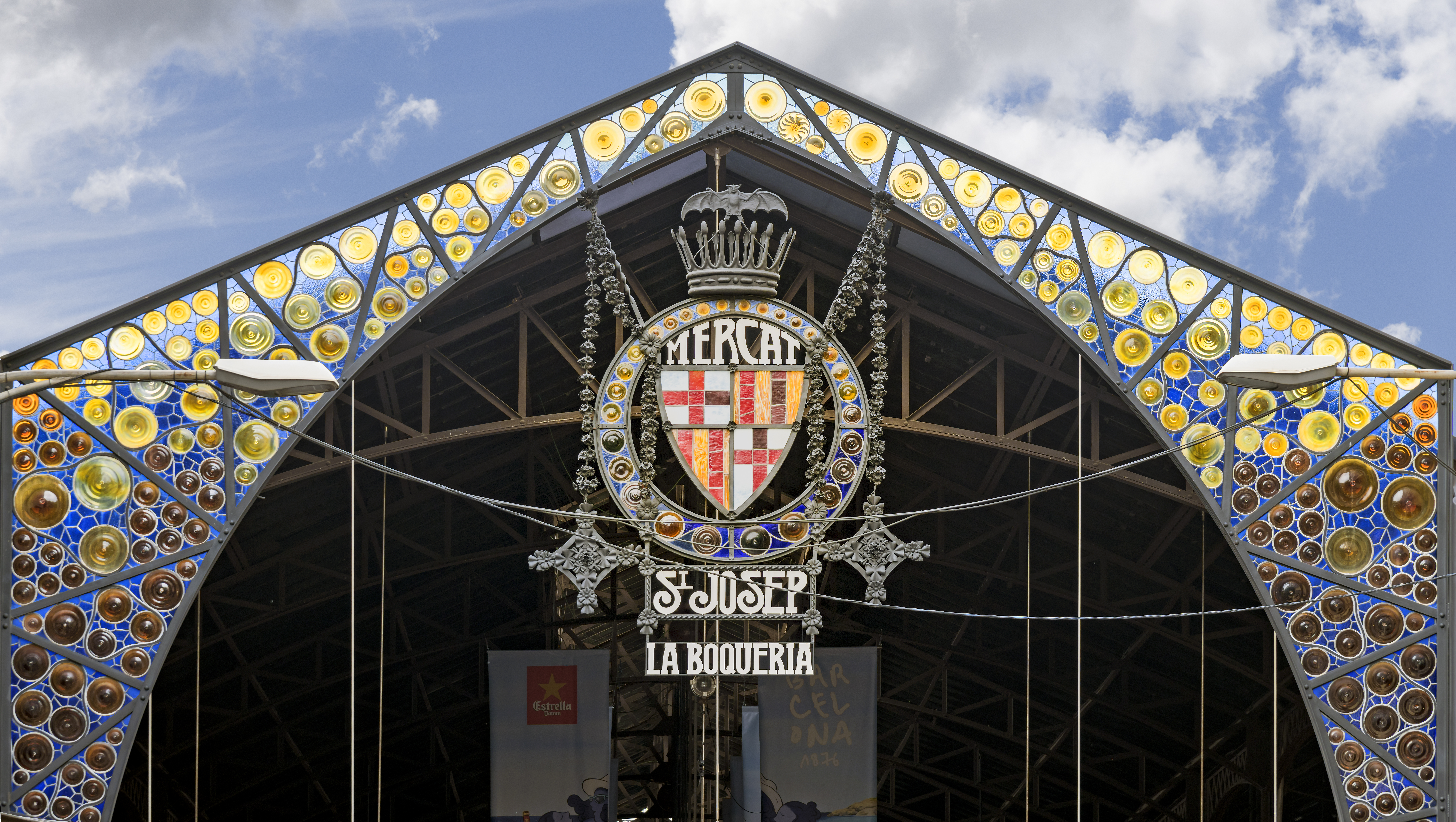
Piața La Boqueria

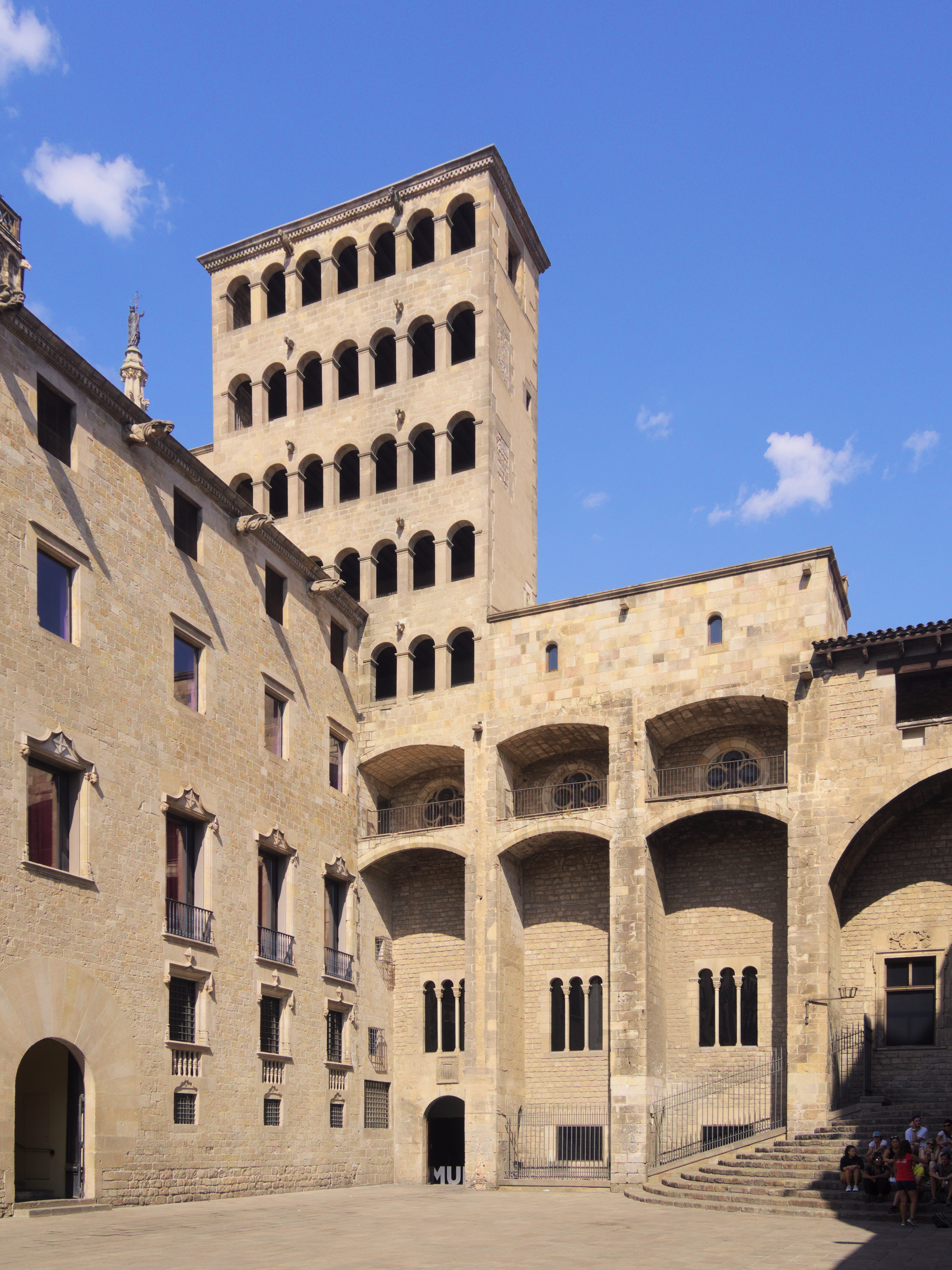
Palatul Regal

Unul dintre cele mai atractive și frecventate locuri din Barcelona este La Rambla, un bulevard situat între Piața Catalunya, centrul orașului, și portul vechi. Aici se găsesc chioșcuri de ziare, florării, actori stradali, cafenele, restaurante și magazine. Aproape de port, se organizează de obicei târguri, iar pictori și desenatori de toate genurile își expun lucrările, zona remarcându-se prin caracterul său artistic și cosmopolit. Pe La Rambla se află mai multe clădiri de interes, cum ar fi Palatul Virreina, piața La Boquería și Marele Teatru Liceu, unde se pun în scenă opere și balete. O străduță laterală scurtă conduce la Plaça Reial, un spațiu public deschis, înconjurat de clădiri cu arcade ce găzduiesc berării și restaurante. În weekenduri, aici se adună colecționarii de timbre și monede.
Bulevardul La Rambla se termină lângă portul vechi, unde Monumentul lui Columb indică direcția spre mare. La câțiva pași se află Muzeul Maritim, dedicat în principal istoriei navale a Mediteranei, care expune o reproducere la scară reală a unei vechi galere de luptă. Muzeul este găzduit în șantierele navale medievale, unde se construiau navele care navigau în toată zona mediteraneană. Portul vechi oferă și alte atracții, cum ar fi un centru de agrement cu magazine, restaurante și un acvariu dedicat faunei marine mediteraneene.
În centrul istoric, foarte aproape de La Rambla, se remarcă Catedrala din Barcelona, Plaça Sant Jaume, care găzduiește clădirile Primăriei din Barcelona și ale Generalității Cataloniei, precum și străduțele înguste din cartierul gotic, El Raval și El Born.
De asemenea, se pot admira zidurile medievale de lângă Atarazanas, pe bulevardul Paral-lel, zidurile romane și intrarea apeductului de pe strada Subteniente Navarro, aproape de Via Laietana, sau vechea poartă de lângă catedrală. „Barcino”, numele roman al Barcelonei, a fost una dintre cele mai bine fortificate orașe provinciale ale Imperiului Roman. De asemenea, se remarcă fortărețele medievale, precum Castelul Fortí sau Castelul Montjuïc, deși vechea cetate și zidurile defensive construite în 1714, care înconjurau orașul, au fost demolate în secolul al XIX-lea pentru a permite extinderea urbană. Totuși, clădirile bisericii și arsenalului au fost păstrate, acestea adăpostind astăzi Parlamentul Cataloniei.

### Arta publică

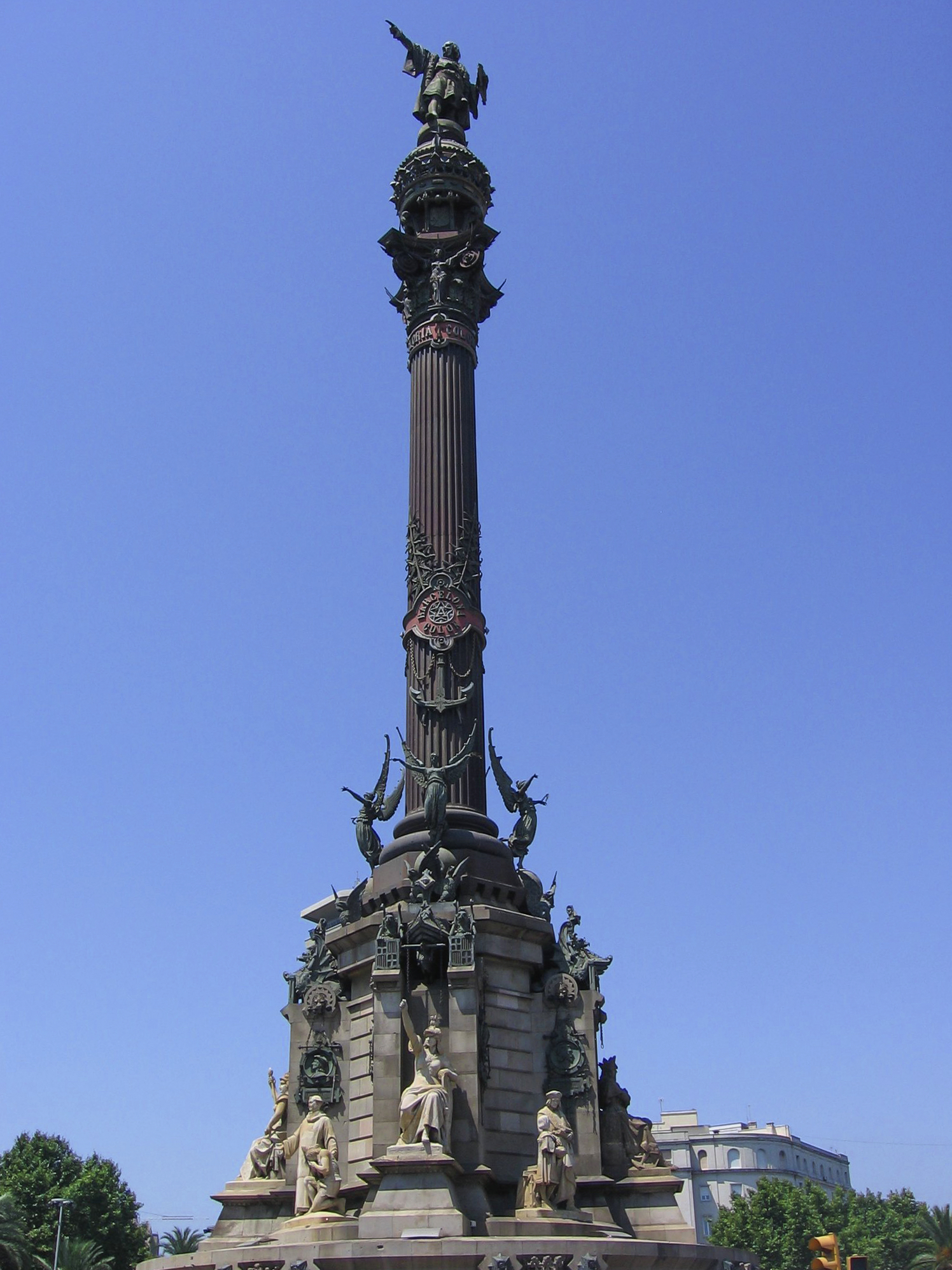
Monumentul lui Columb (1888), Plaza del Portal de la Paz, unul dintre cele mai emblematice monumente

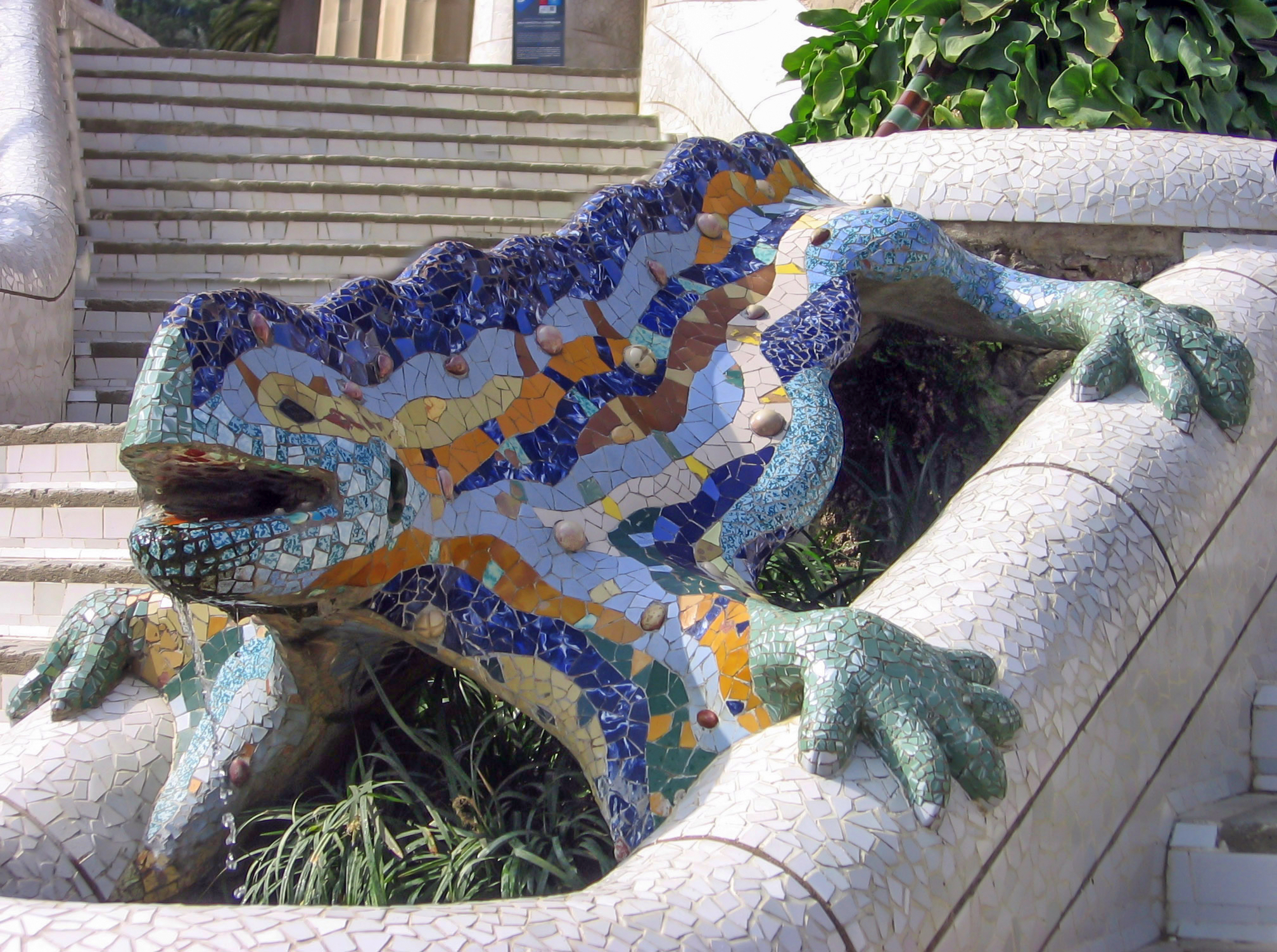
Dragon din Park Güell (1900-1903), de Antoni Gaudí

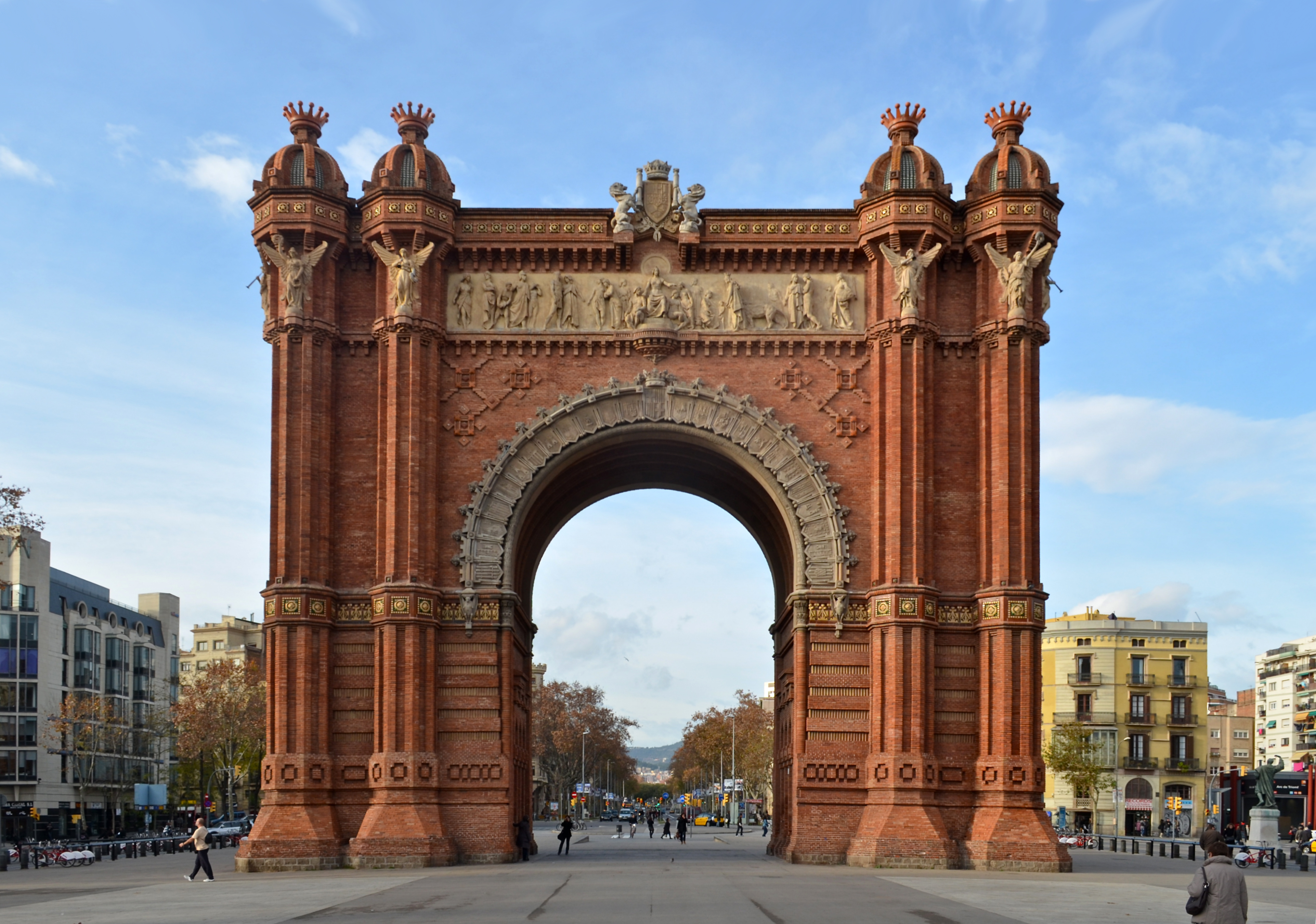
Arcul de Triumf, proiectat de José Vilaseca ca intrare la Expoziția Universală din 1888

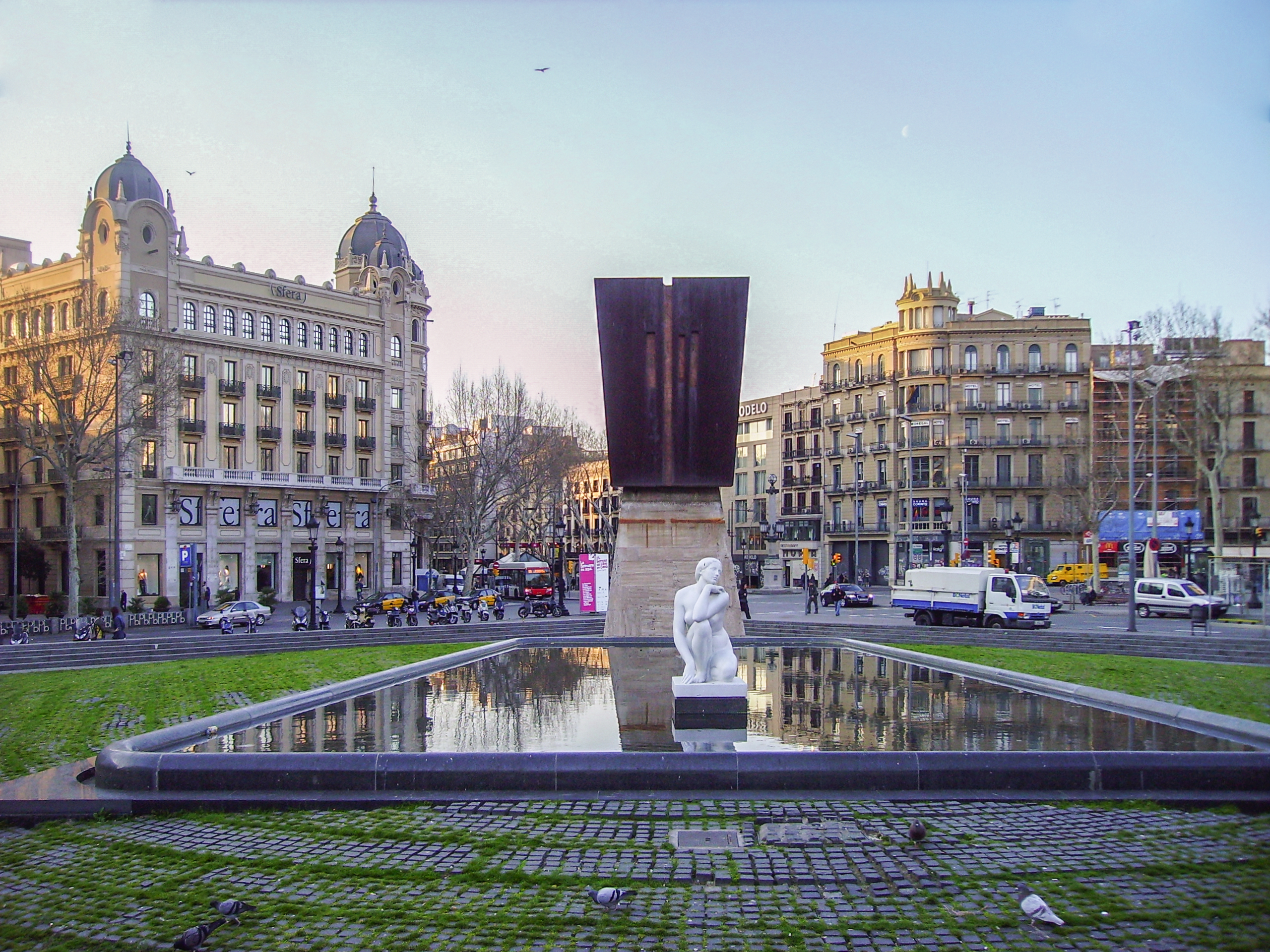
Zeița lui Josep Clarà în Plaza de Cataluña, cu monumentul lui Francesc Macià, al lui Subirachs și La Rambla în fundal

Ansamblul de monumente și sculpturi în aer liber din Barcelona reprezintă o expresie de artă publică care conferă capitalei catalane, alături de alte elemente precum arhitectura sa, rețeaua de muzee și parcurile și grădinile sale, un caracter artistic inconfundabil. Orașul, cunoscut ca „orașul comital”, a fost mereu un promotor al artei și culturii, acestea fiind trăsături definitorii ale identității sale.
Colecția de artă publică a orașului este vastă, deși majoritatea monumentelor și sculpturilor din spațiile publice datează din secolul al XIX-lea. Cel mai vechi monument amplasat în mod intenționat și sub patronaj municipal, care s-a păstrat până în prezent, este Monumentul Santa Eulalia, situat în Plaza del Pedró, datând din 1673. Totuși, până în secolul al XIX-lea, orașul nu a găzduit alte opere notabile, în parte din cauza limitărilor impuse de zidurile sale medievale, care încorsetau orașul considerat o fortăreață militară. Această situație s-a schimbat odată cu demolarea zidurilor și cu donarea Cetății către oraș, ceea ce a permis expansiunea urbană pe câmpia adiacentă, concretizată prin proiectul de extindere urbană realizat de Ildefons Cerdà.
La sfârșitul secolului al XIX-lea, Expoziția Universală din 1888 a avut un impact major economic, social, urbanistic, artistic și cultural asupra orașului. Sculpturile realizate pentru acest eveniment au fost cea mai importantă contribuție la arta publică a Barcelonei, inaugurând un nou stil artistic – modernismul – care, alături de gotic, a devenit definitoriu pentru oraș. Printre monumentele rămase din acea perioadă se numără Arcul de Triumf, cascada din Parcul Ciutadella și Monumentul lui Columb.
În secolul al XX-lea, Barcelona a văzut o creștere semnificativă a operelor de artă publică. În primele decenii, stilul dominant a fost novecentismul, urmat de influențe avangardiste internaționale în anii 1920-1930. Dictatura franchistă a adus o revenire la stilurile academice, utilizate în scopuri propagandistice, dar odată cu democratizarea Spaniei, arta contemporană a început să domine spațiul public.
Expoziția Internațională din 1929, desfășurată la Montjuïc, a adus noi clădiri și sculpturi, cum ar fi Palatul Național, Fântâna Magică, Teatrul Grec, Poble Espanyol și Stadionul Olimpic. În anii democrației, Barcelona a atras artiști de renume mondial, iar sculpturi precum Monumentul lui Pau Casals (1982), Homenajul lui Picasso (1983) de Antoni Tàpies sau Femeie și pasăre (1983) de Joan Miró au fost integrate în peisajul urban.
Jocurile Olimpice din 1992 au contribuit la o amplă renovare urbană, mai ales pe Montjuïc și în noile sate olimpice din Poblenou și Vall d’Hebron. De atunci, ritmul de amplasare a lucrărilor de artă a continuat, incluzând opere precum Capul Barcelonei (1992) de Roy Lichtenstein sau Barcino (1994) de Joan Brossa.
În secolul XXI, Barcelona a continuat să fie marcată de un eclecticism derivat din tendințele postmoderne, iar Forumul Universal al Culturilor din 2004 a facilitat noi schimbări urbanistice, în special în zonele Besòs și Diagonal Mar. Printre lucrările notabile adăugate recent se numără Arbori Gemeni (2001) de Arata Isozaki, Progresiune Iregulară (2003) de Sol LeWitt și În cinstea castellerilor (2012) de Antoni Llena.

### Patrimoniul Mondial
În Barcelona există mai multe puncte de interes declarate Patrimoniu Mondial de UNESCO. Al șaptelea element al Patrimoniului Mondial „Operele lui Antoni Gaudí” este Cripta Colonia Güell, care se află în Santa Coloma de Cervelló.

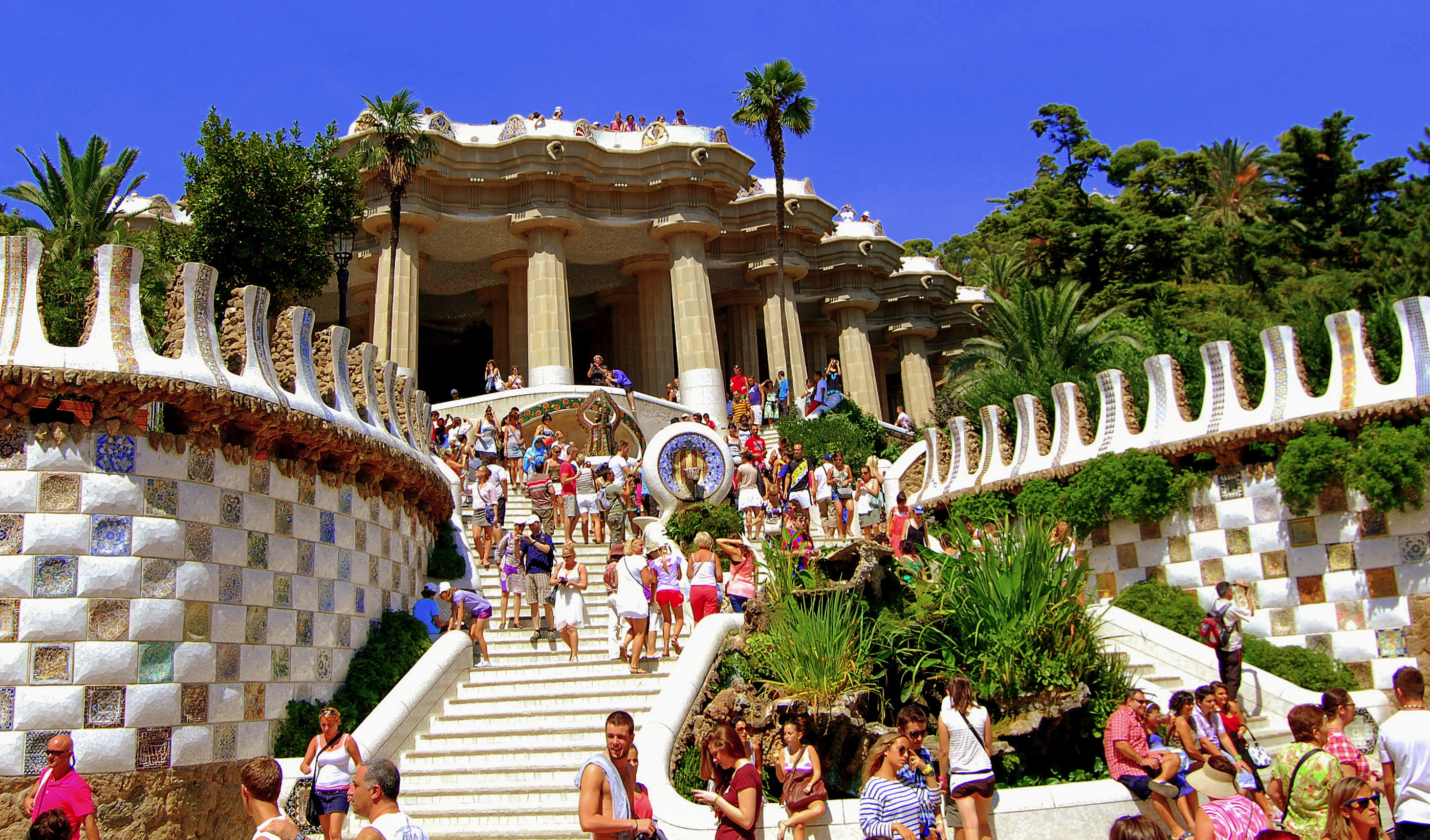
Parcul Güell, un sit al Patrimoniului Mondial UNESCO din 1984
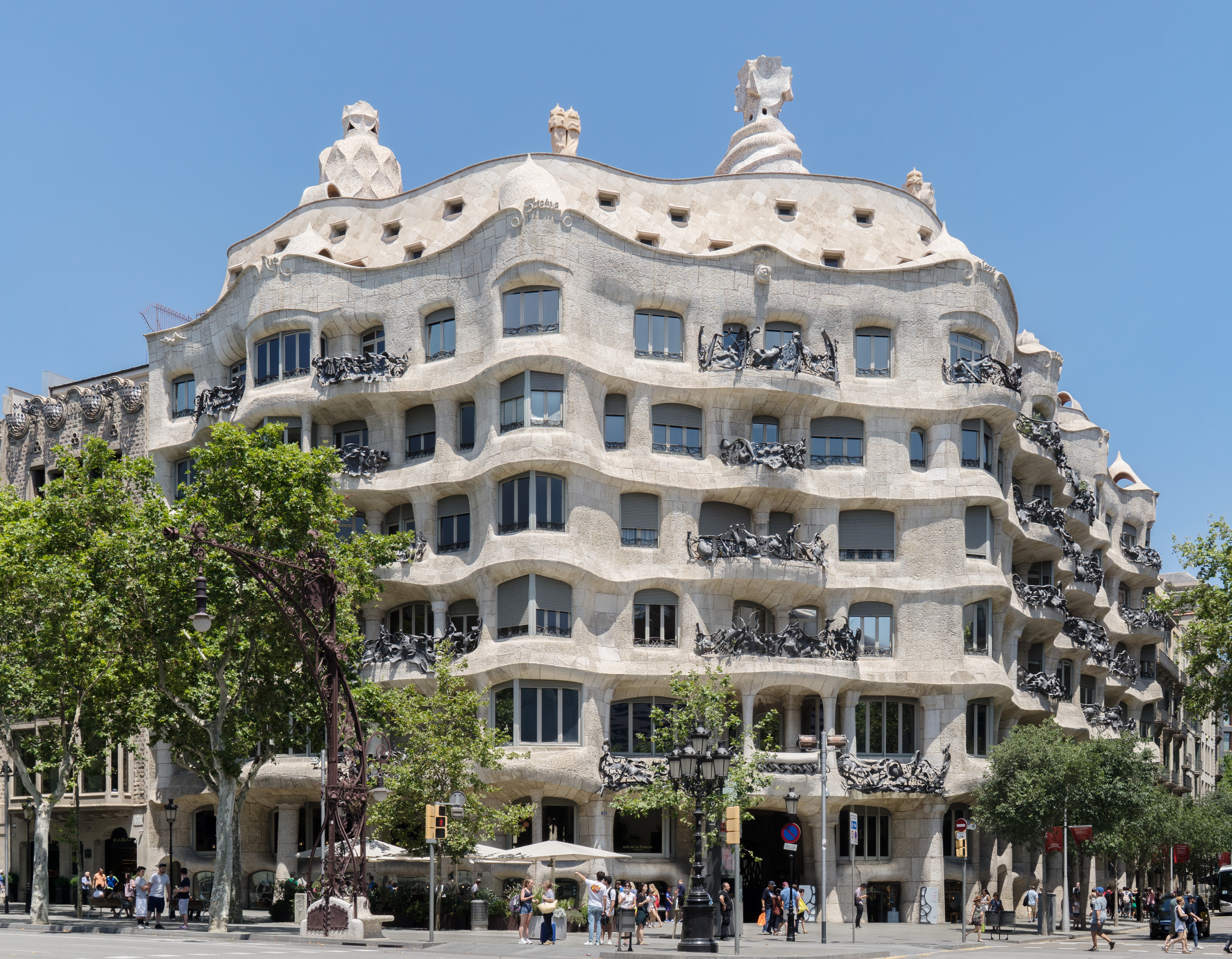
Casa Milà (cunoscută ca La Pedrera), un sit al Patrimoniului Mondial UNESCO din 1984
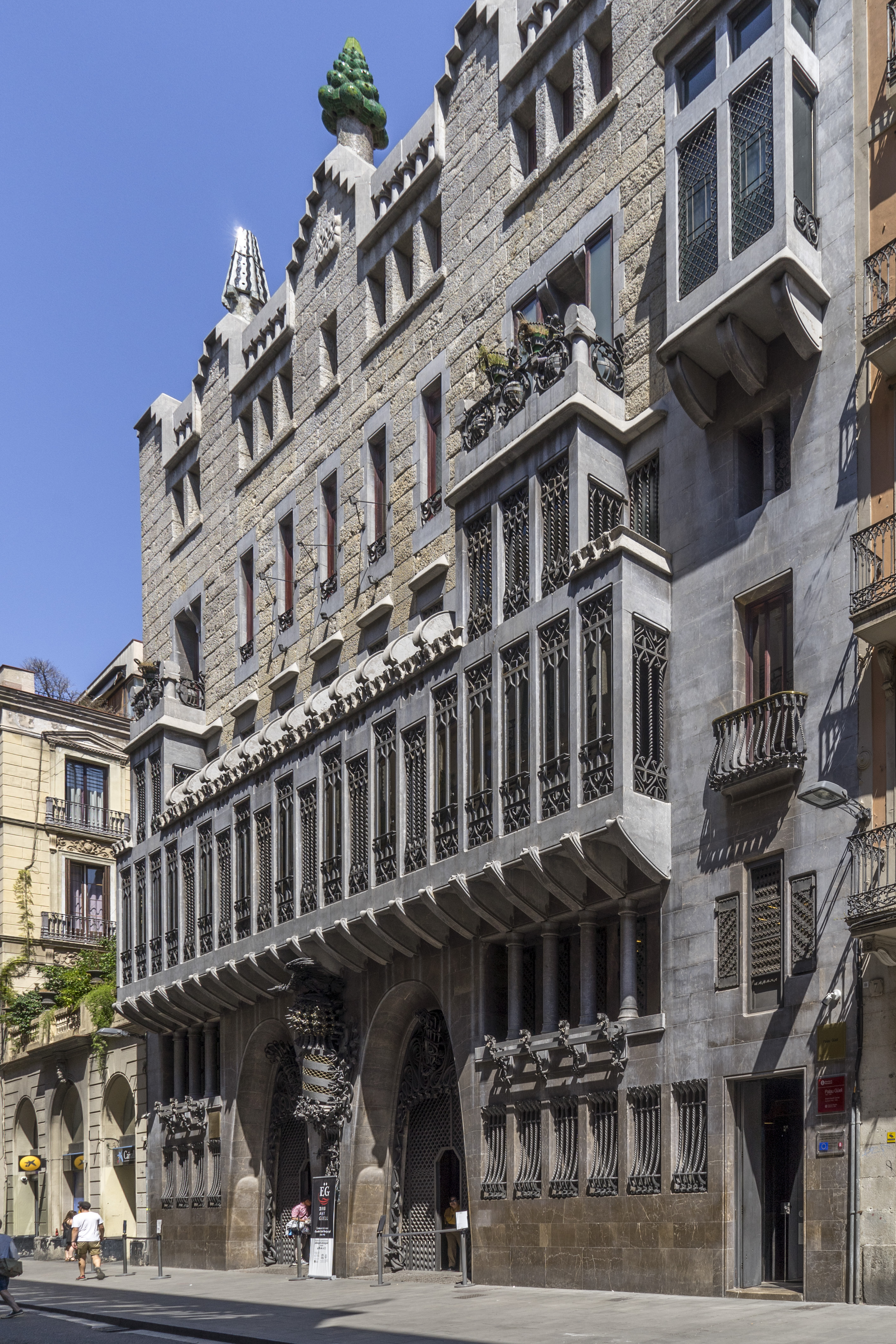
Palau Güell, un sit al Patrimoniului Mondial UNESCO din 1984
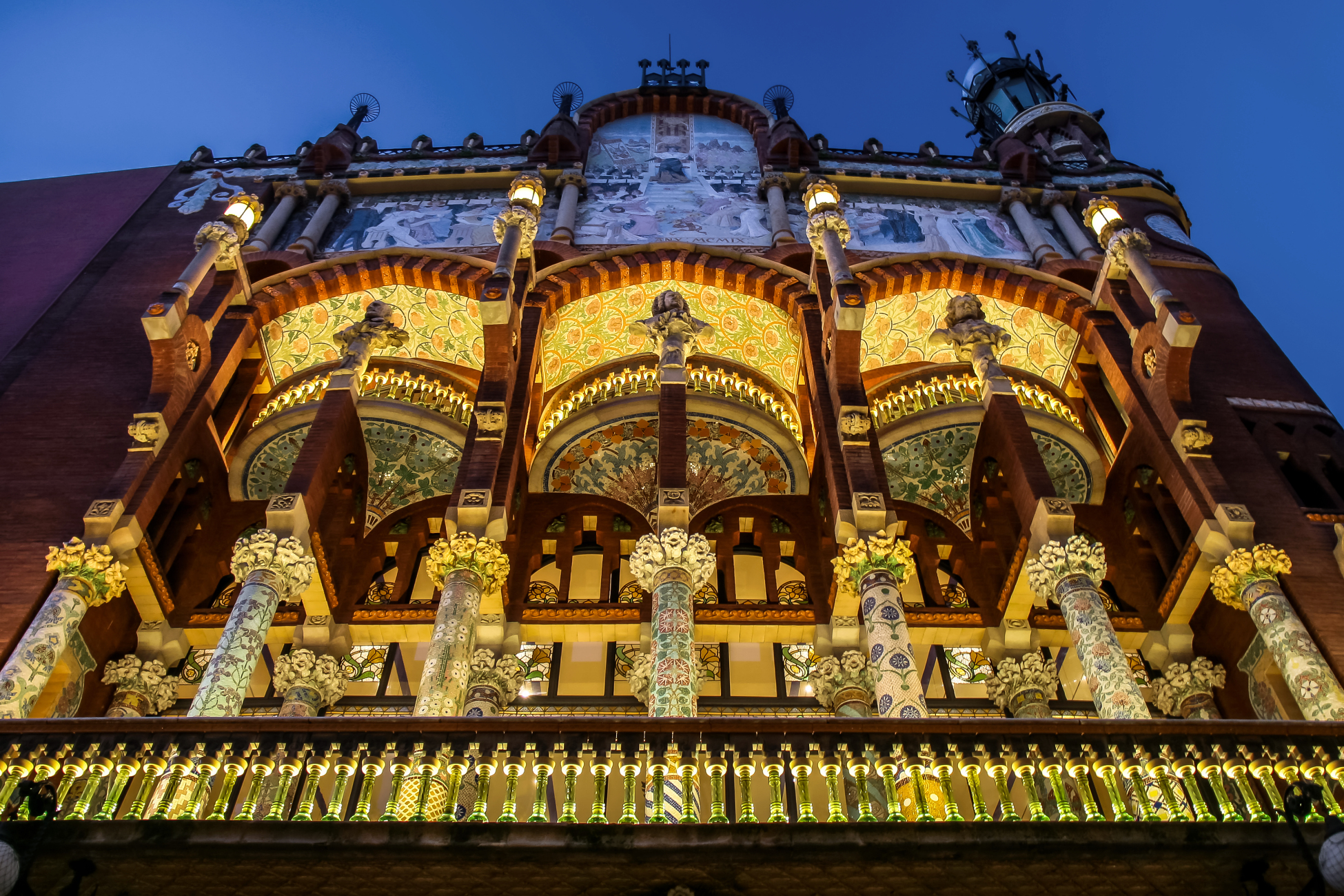
Palatul Música Catalana, Patrimoniul Mondial UNESCO din 1997
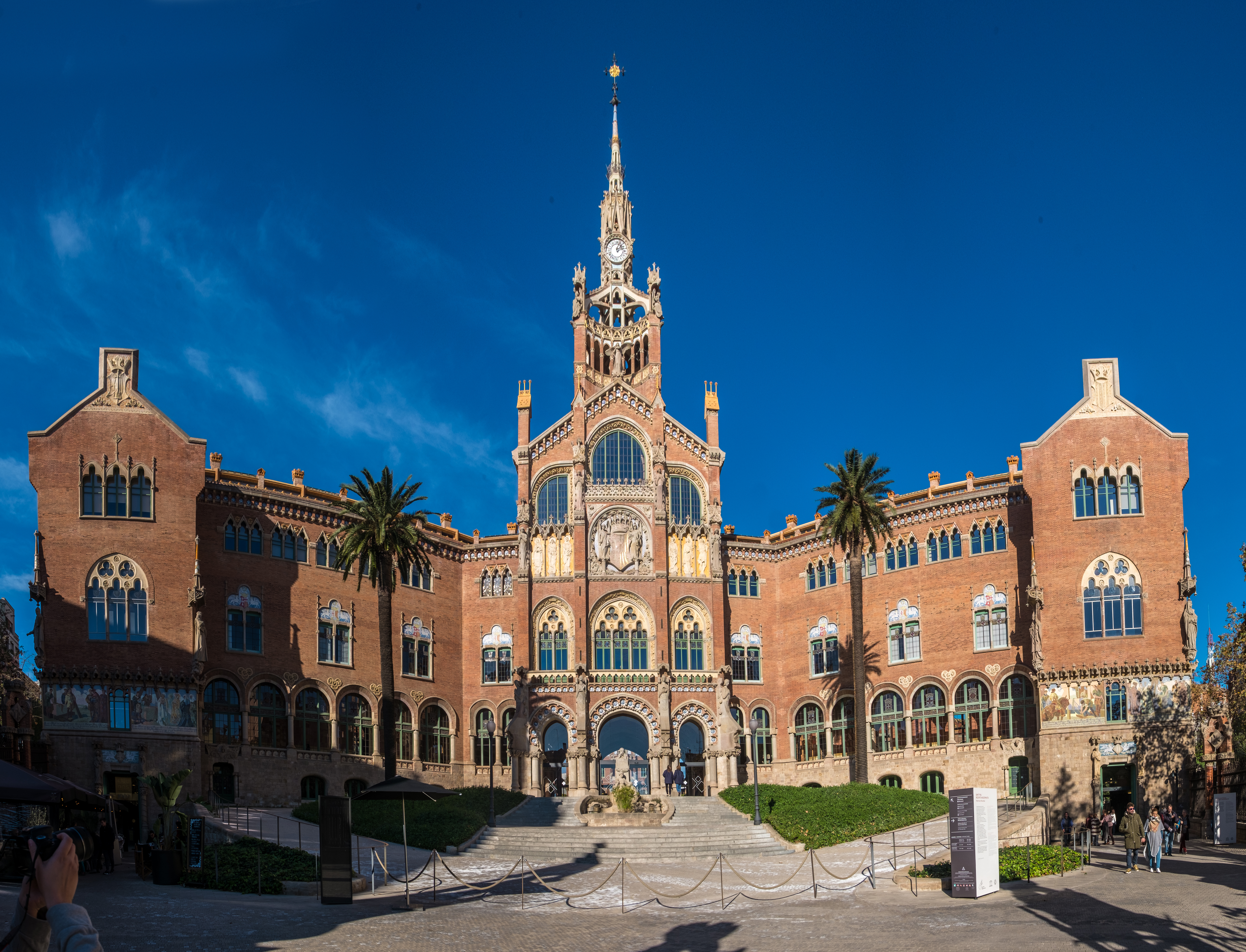
Spitalul Sfânta Cruce și Sfântul Pavel, un sit al Patrimoniului Mondial UNESCO din 1997
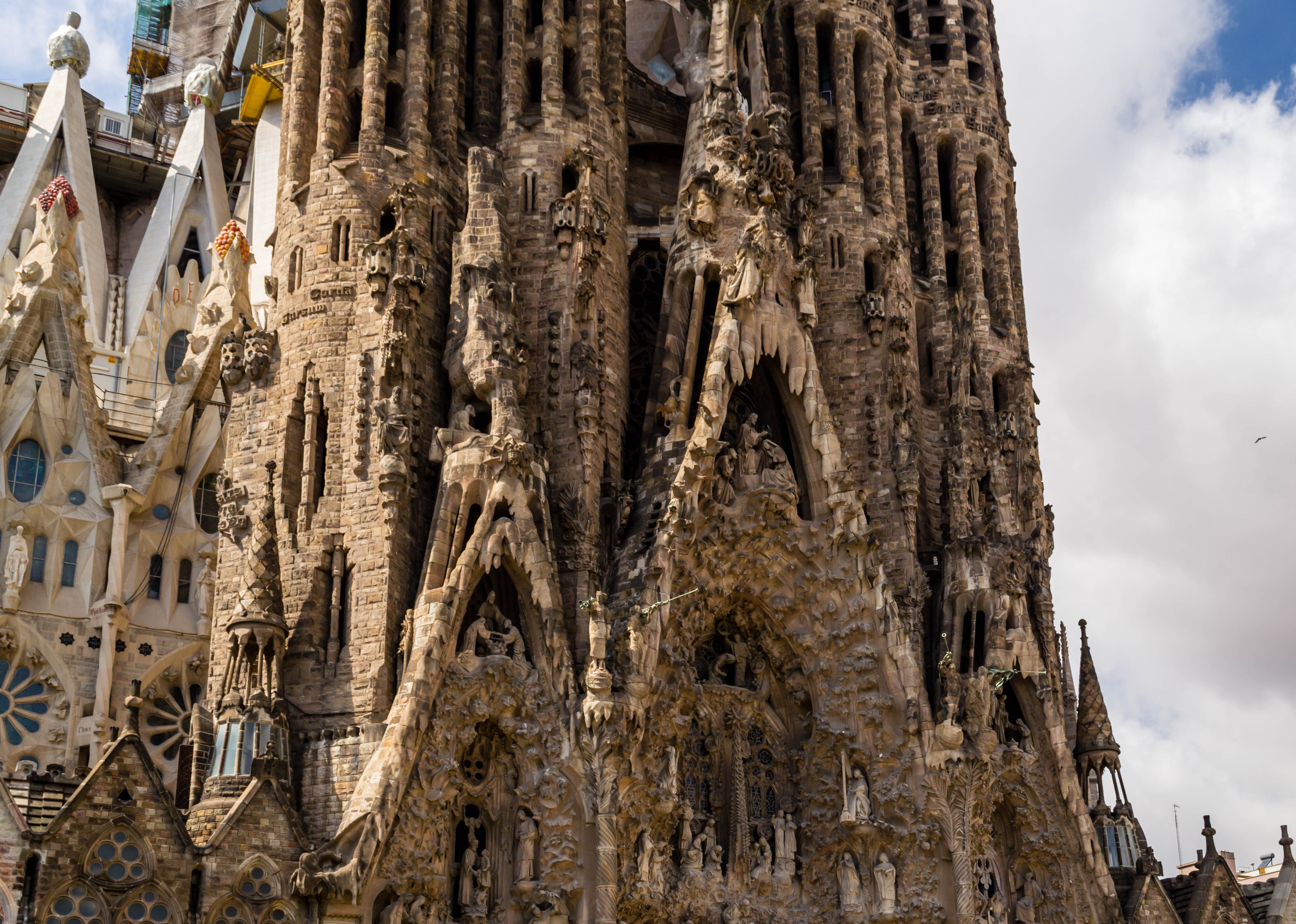
Fațada Nașterii Sfintei Sagrada Familia, un sit al Patrimoniului Mondial UNESCO din 2005
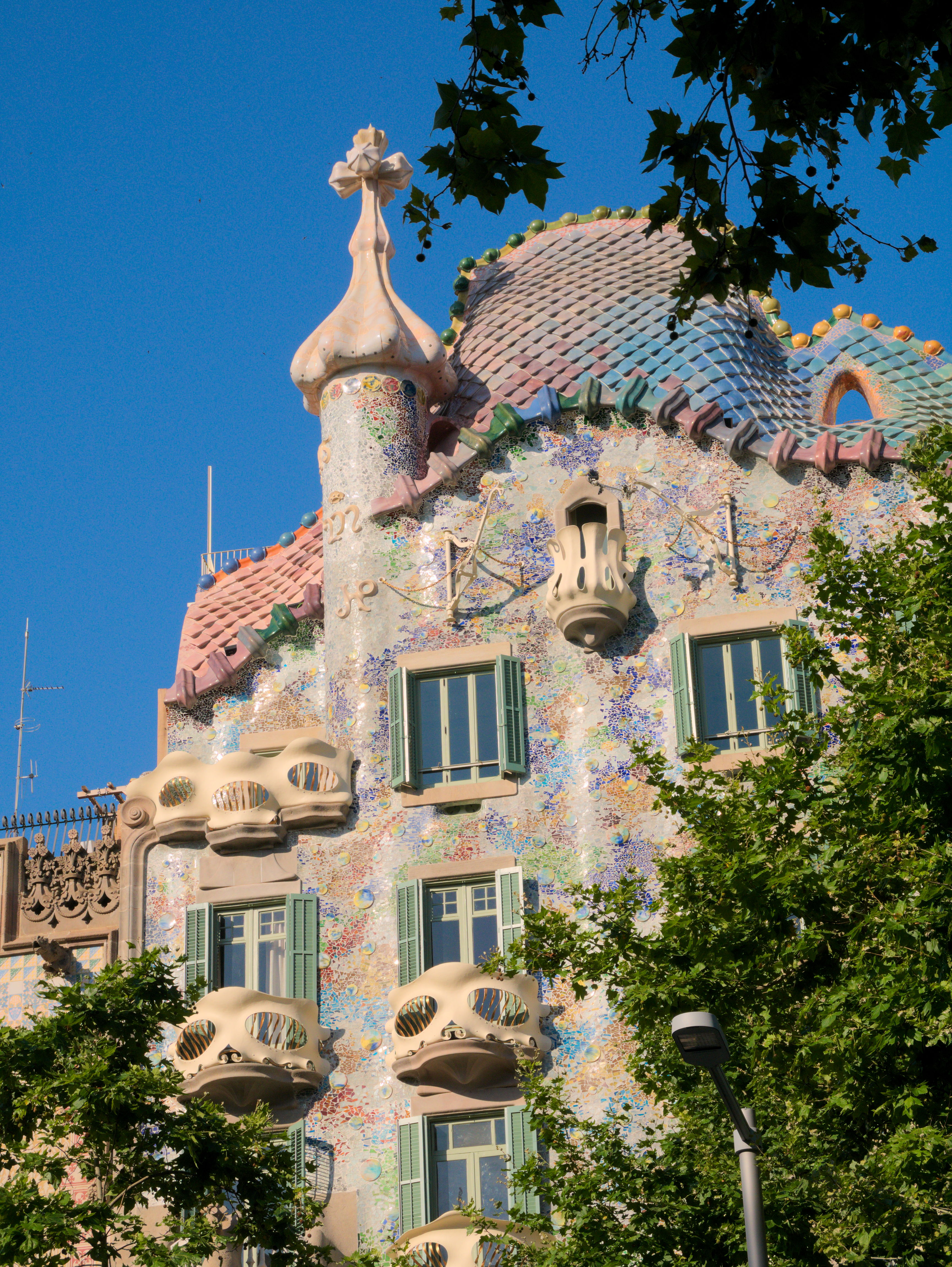
Casa Batlló, un sit al Patrimoniului Mondial UNESCO din 2005
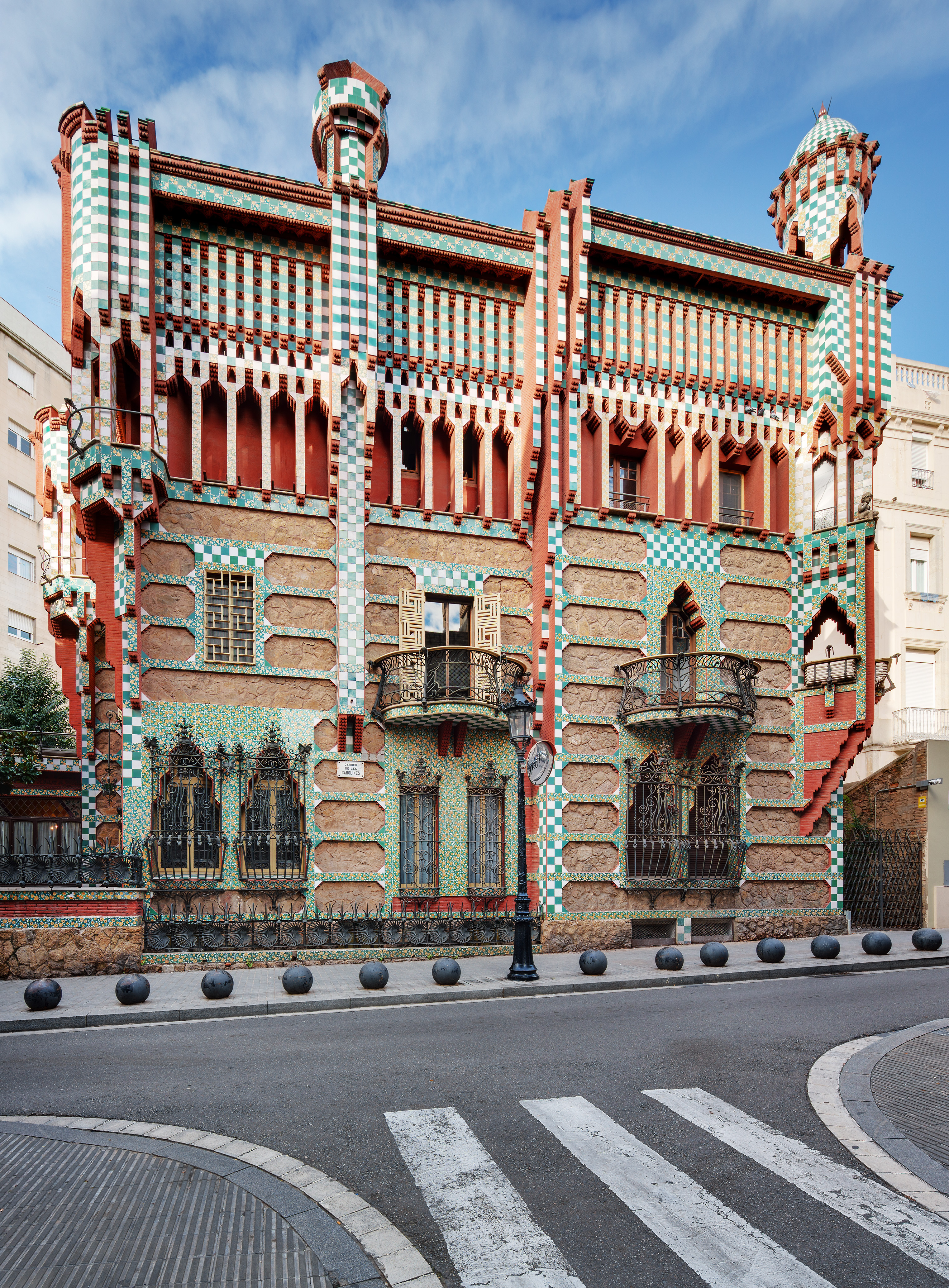
Casa Vicens, Patrimoniul Mondial UNESCO din 2005

### Arhitectură

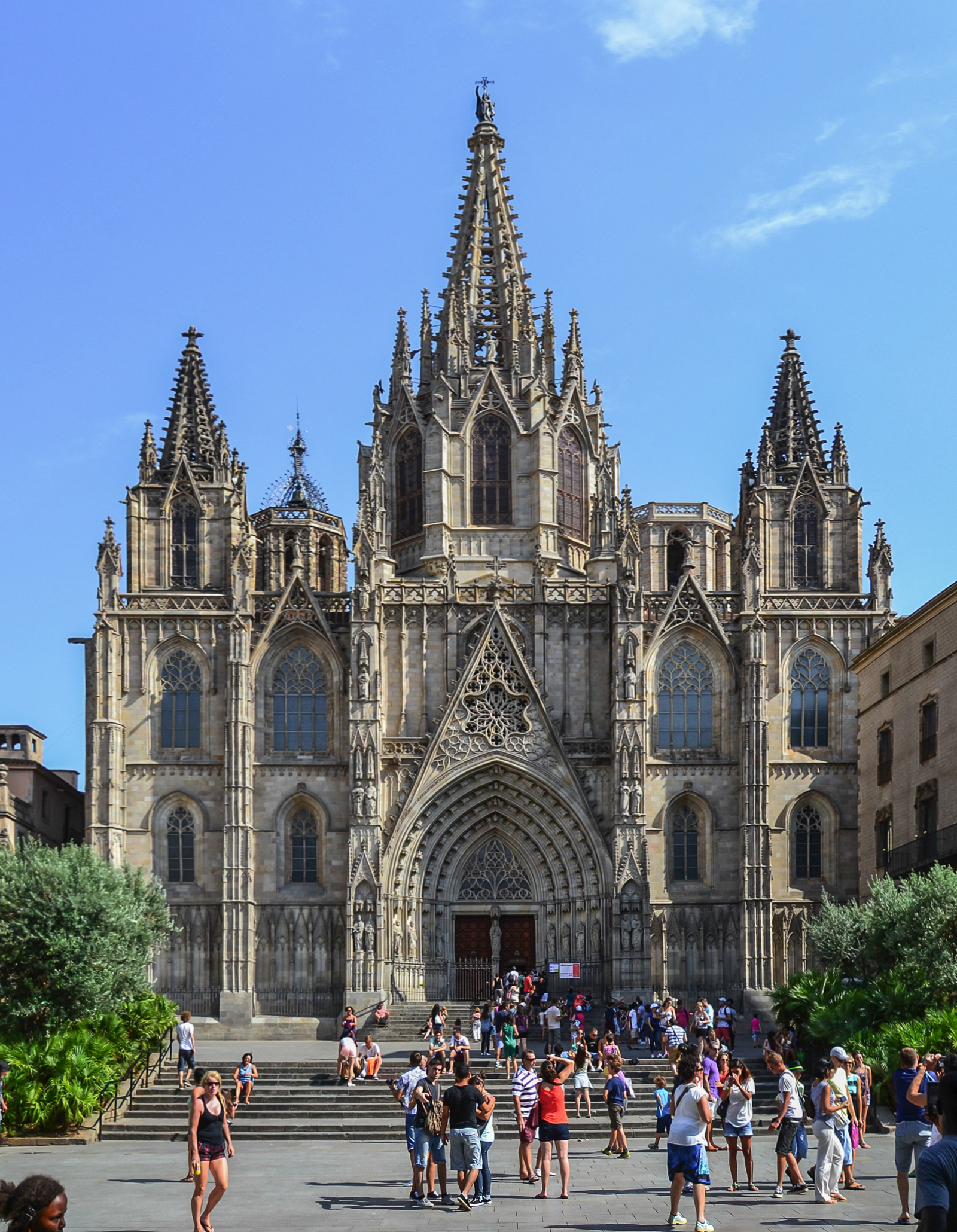
Fațada principală și cupola Catedralei Sfânta Cruce și Sfânta Eulalia, construită între 1882 și 1913 ca parte a remodelării catedralei

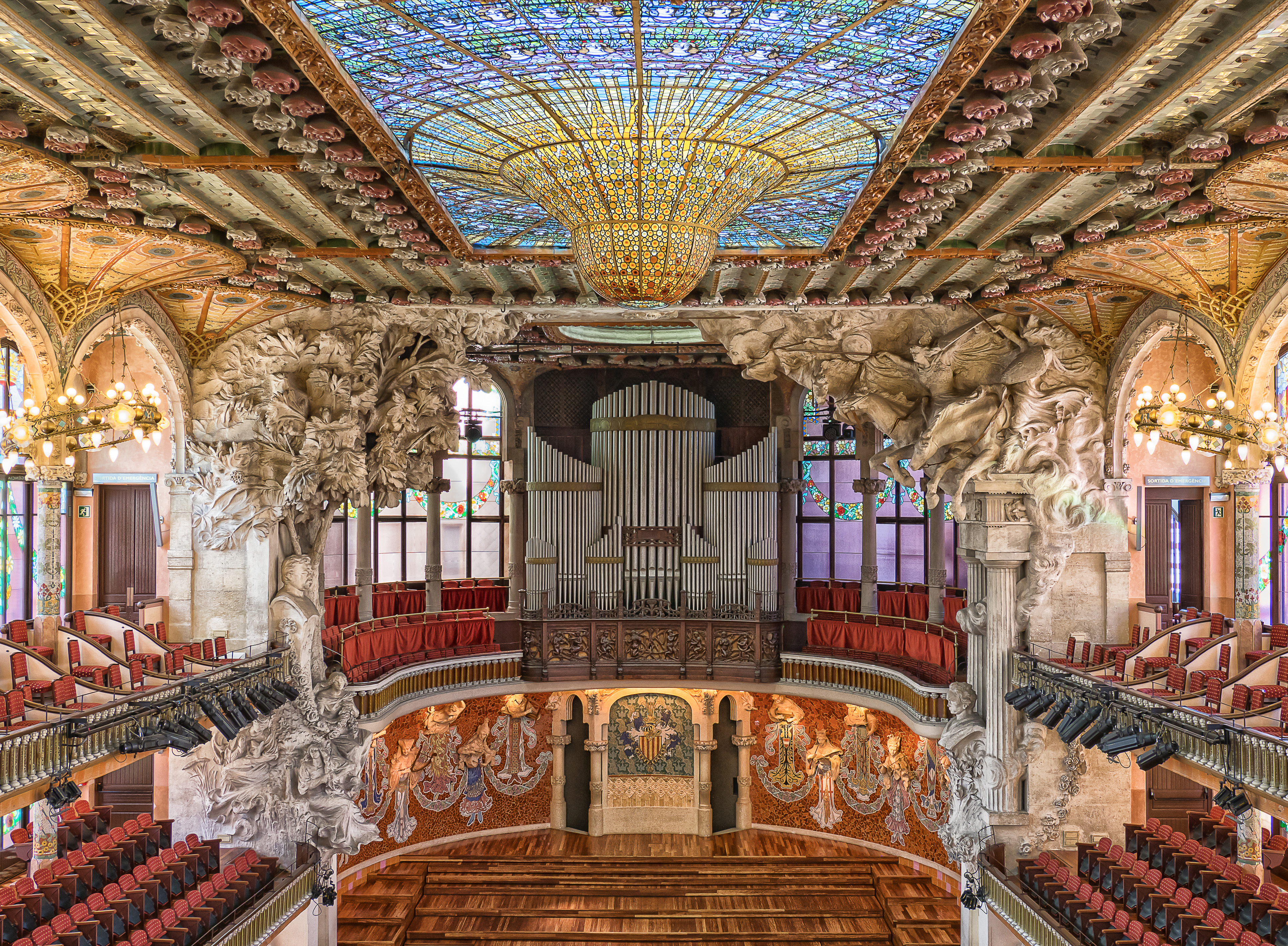
Palau de la Música Catalana, de Lluís Domènech i Montaner, una dintre capodoperele modernismului catalan, inaugurat în 1908 și declarat patrimoniu mondial de UNESCO în 1997

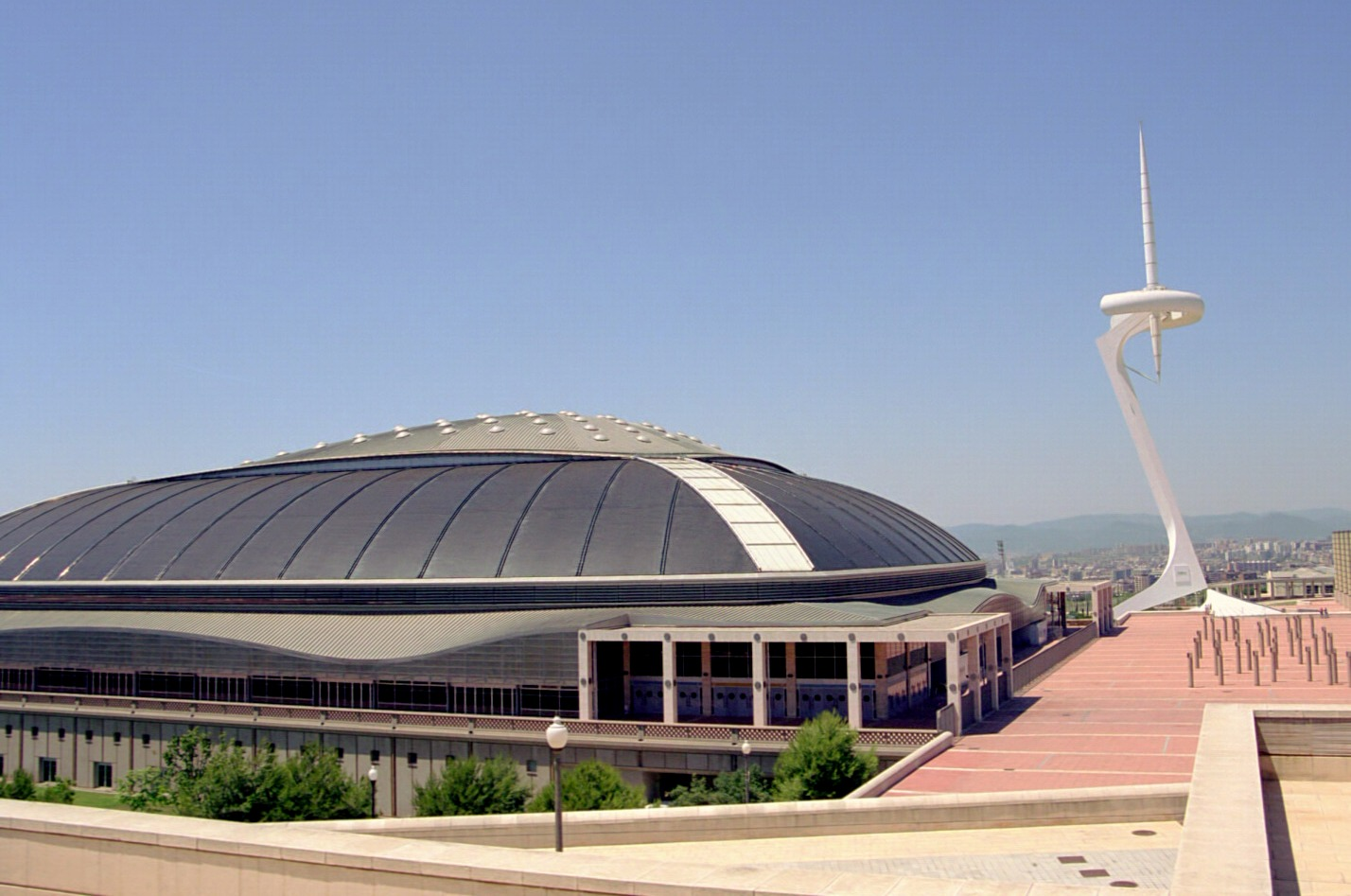
Palau Sant Jordi (1990), opera lui Arata Isozaki și Turnul de comunicații Montjuïc (1992)

Orașul Barcelona are o istorie arhitecturală lungă și bogată, care începe cu rămășițele vechiului așezământ roman care a stat la baza fondării sale. Din această perioadă s-au păstrat doar fragmente arheologice sau elemente izolate, precum coloanele templului lui Augustus, situate în clădirea Centrului Excursionist din Catalonia, ruinele orașului Barcino aflate sub sol (integrate în Muzeul de Istorie al Barcelonei) și vechile ziduri ale orașului. De asemenea, există construcții din perioada romanică, mult ulterioare, cum ar fi mănăstirea San Pablo del Campo sau capela Marcús.
Din perioada medievală s-au păstrat numeroase clădiri, multe dintre ele remarcabile, în special cele gotice, care predomină în centrul istoric al orașului, denumit Cartierul Gotic, tocmai datorită acestui stil arhitectural. Printre aceste edificii se numără Catedrala Sfintei Cruci și a Sfintei Eulalia, bazilica Santa María del Mar, situată în afara Cartierului Gotic și renumită pentru austeritatea și armonia proporțiilor sale, fiind considerată de mulți cea mai reprezentativă operă a goticului catalan. Alte exemple notabile includ biserica Santa María del Pino, cu o navă largă și un turn-clopotniță monumental, și Atarazanas Reales, una dintre puținele șantiere navale gotice civile din Europa. Tot din perioada medievală provin clădiri precum sala Tinell, Palatul Locotenentului și Palatul Generalității Cataloniei, precum și palatele familiilor înstărite, organizate în jurul unor curți interioare, dintre care unele găzduiesc astăzi Muzeul Picasso.
După o perioadă arhitecturală mai puțin semnificativă, cauzată de limitările impuse de zidurile orașului și de dificultățile economice ale războiului de succesiune (1701-1715), orașul a beneficiat de terenuri eliberate prin secularizarea proprietăților bisericești. Acest fapt a permis realizarea unor proiecte precum construcția Plaza Real sau edificii notabile din fier, cum ar fi Piața La Boquería. Mai târziu, odată cu prosperitatea economică și extinderea orașului dincolo de ziduri, a apărut modernismul.
Barcelona deține numeroase capodopere moderniste, cum ar fi Spitalul Santa Cruz și San Pablo, Palatul Muzicii Catalane al lui Lluís Domènech i Montaner sau Casa Macaya a lui Josep Puig i Cadafalch. Cel mai cunoscut arhitect modernist este însă Antoni Gaudí. Opera sa principală, Templul Expiatoriu al Sfintei Familii (Sagrada Familia), atrage anual milioane de vizitatori din întreaga lume. Deși neterminată la moartea sa, construcția continuă și este finanțată prin donații. Alte creații celebre ale lui Gaudí includ Parcul Güell, Casa Milà (La Pedrera) și Casa Batlló.
Barcelona are și exemple remarcabile de arhitectură contemporană, precum Pavilionul German al lui Ludwig Mies van der Rohe, construit pentru Expoziția Internațională din 1929, sau Fundația Joan Miró, proiectată de Josep Lluís Sert. După războiul civil, orașul a fost sub regimul franchist, care a limitat inițiativele populare, însă în perioada democratică au avut loc transformări majore, în special cu ocazia Jocurilor Olimpice din 1992. Atunci s-au realizat lucrări precum Palatul San Jorge al lui Arata Isozaki, Turnul Collserola al lui Norman Foster și Turnul de Telecomunicații de pe Montjuïc al lui Santiago Calatrava.
În perioada postolimpică, orașul a continuat să se dezvolte arhitectural, cu edificii precum Muzeul de Artă Contemporană din Barcelona (MACBA) al lui Richard Meier și Turnul Glòries al lui Jean Nouvel. Printre proiectele în desfășurare se numără noua stație din Sagrera și Turnul La Sagrera al lui Frank Gehry. Alte intervenții notabile includ clădiri construite cu ocazia Forumului Universal al Culturilor din 2004, cum ar fi clădirea Fórum, proiectată de Jacques Herzog și Pierre de Meuron.

#### Parcuri și grădini

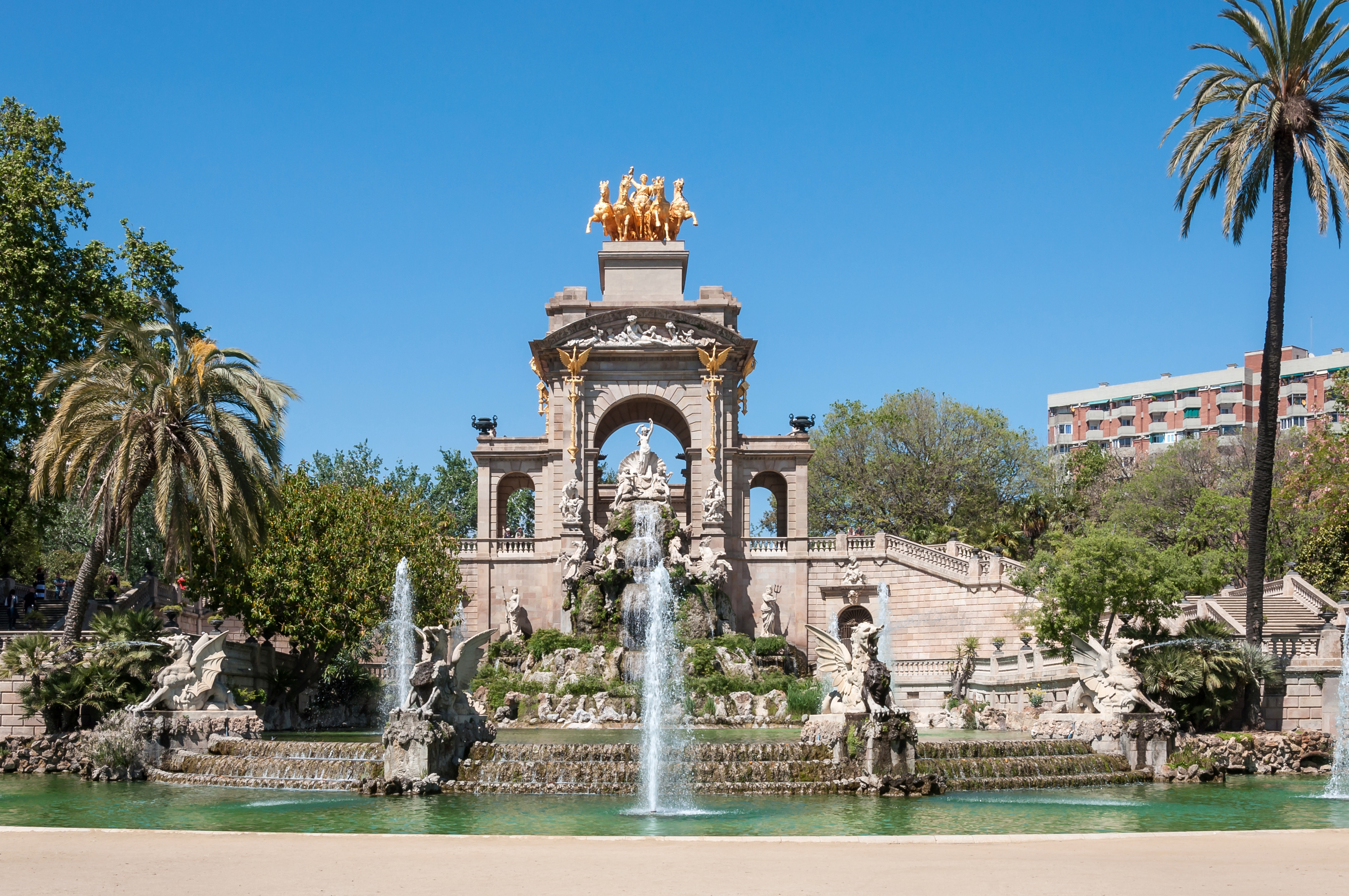
Cascada monumentală, opera lui Josep Fontseré i Mestre, construită între 1875 și 1888 și situată în Parcul Ciudadela

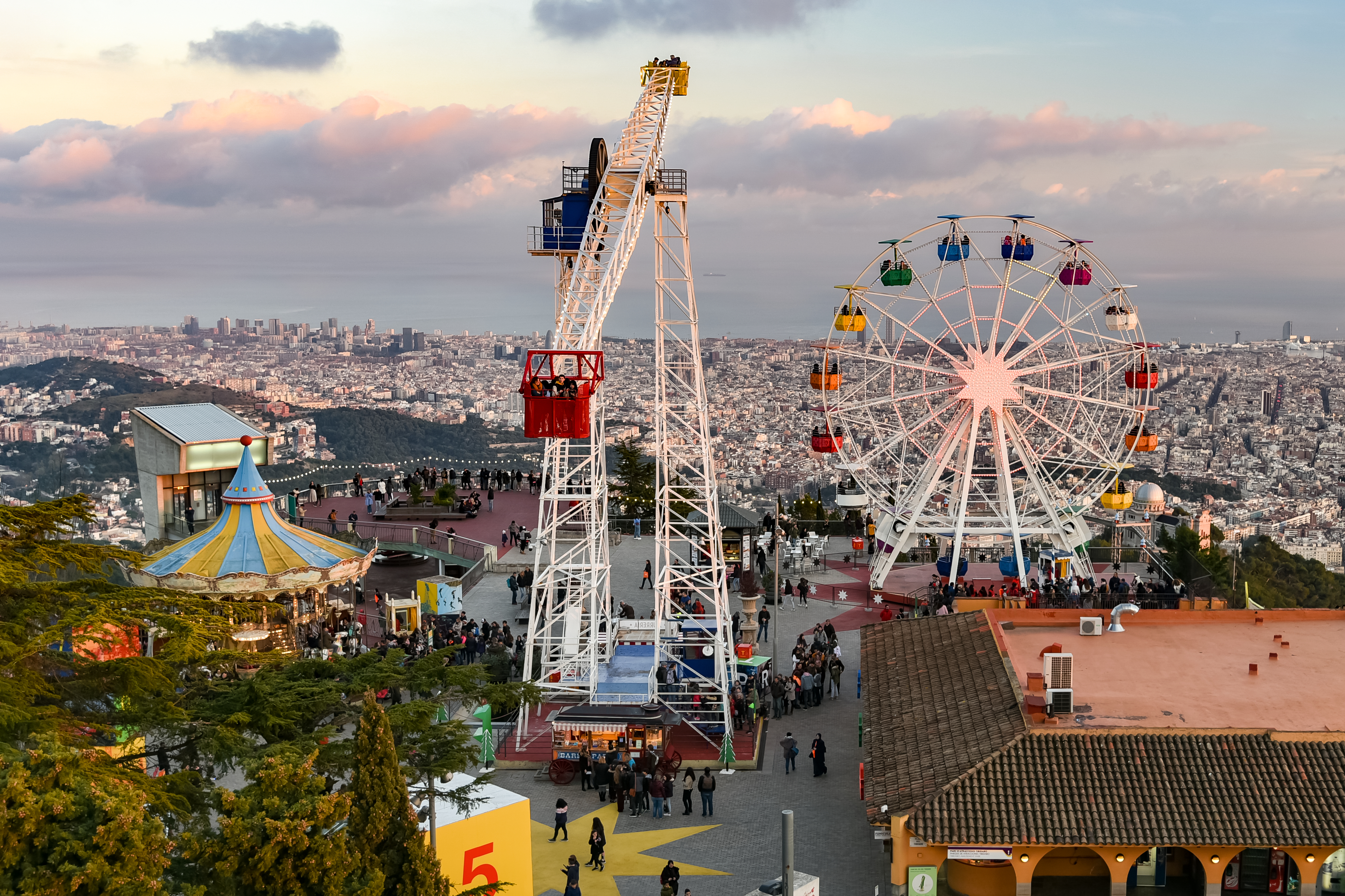
Parcul de distracții Tibidabo a fost inaugurat în 1901, devenind primul parc de distracții din Spania

Barcelona are numeroase parcuri. Cele mai cunoscute sunt Parcul Güell, proiectat de Antoni Gaudí în cartierul Gràcia, Parcul Montjuïc, situat pe muntele cu același nume, și Parcul Ciutadella, aflat în centrul orașului, unde se găsesc Parlamentul Cataloniei și grădina zoologică din Barcelona, faimoasă pentru găzduirea, până la moartea sa, a gorilei albino Copito de Nieve.
Recent, au fost inaugurate Parcul Diagonal Mar, proiectat de Enric Miralles, și Parcul Fórum, unde s-a desfășurat Fórumul Universal al Culturilor din 2004. Aproape de Collserola, în nordul orașului, se află Parcul Central din Nou Barris, unul dintre cele mai mari parcuri din Barcelona, și Parcul Labirintului din Horta, unde gardurile vii sunt plantate și tăiate astfel încât să formeze un labirint în care atât copiii, cât și adulții se pot distra. Alte parcuri mai mici includ Parcul España Industrial din cartierul Sants, Parcul Clot, aproape de Piața Glòries, și Turó Park, lângă Piața Francesc Macià.
Pe lângă acestea, orașul este dominat de două dealuri transformate în puncte de belvedere. Montjuïc este un deal mic situat lângă port, având pe vârf un vechi castel militar utilizat pentru supravegherea intrării în Barcelona dinspre mare. La poalele acestui deal se află complexul olimpic, incluzând Stadionul Olimpic Lluís Companys, Palatul Sant Jordi, proiectat de arhitectul japonez Arata Isozaki, și Piscinele Picornell. Tot pe Montjuïc se găsește și Grădina Botanică, care dispune de o colecție unică de cactuși.
Celălalt deal al Barcelonei este Tibidabo, situat în partea de sus a orașului. Se poate ajunge acolo cu mașina, autobuzul sau utilizând un tramvai și un funicular. Pe Tibidabo se află Templul Expiatoriu al Sfintei Inimi, parcul de distracții Tibidabo și Turnul Collserola, o antenă de telecomunicații proiectată de Norman Foster, care include și un punct de belvedere.

## Cultură

### Limbi

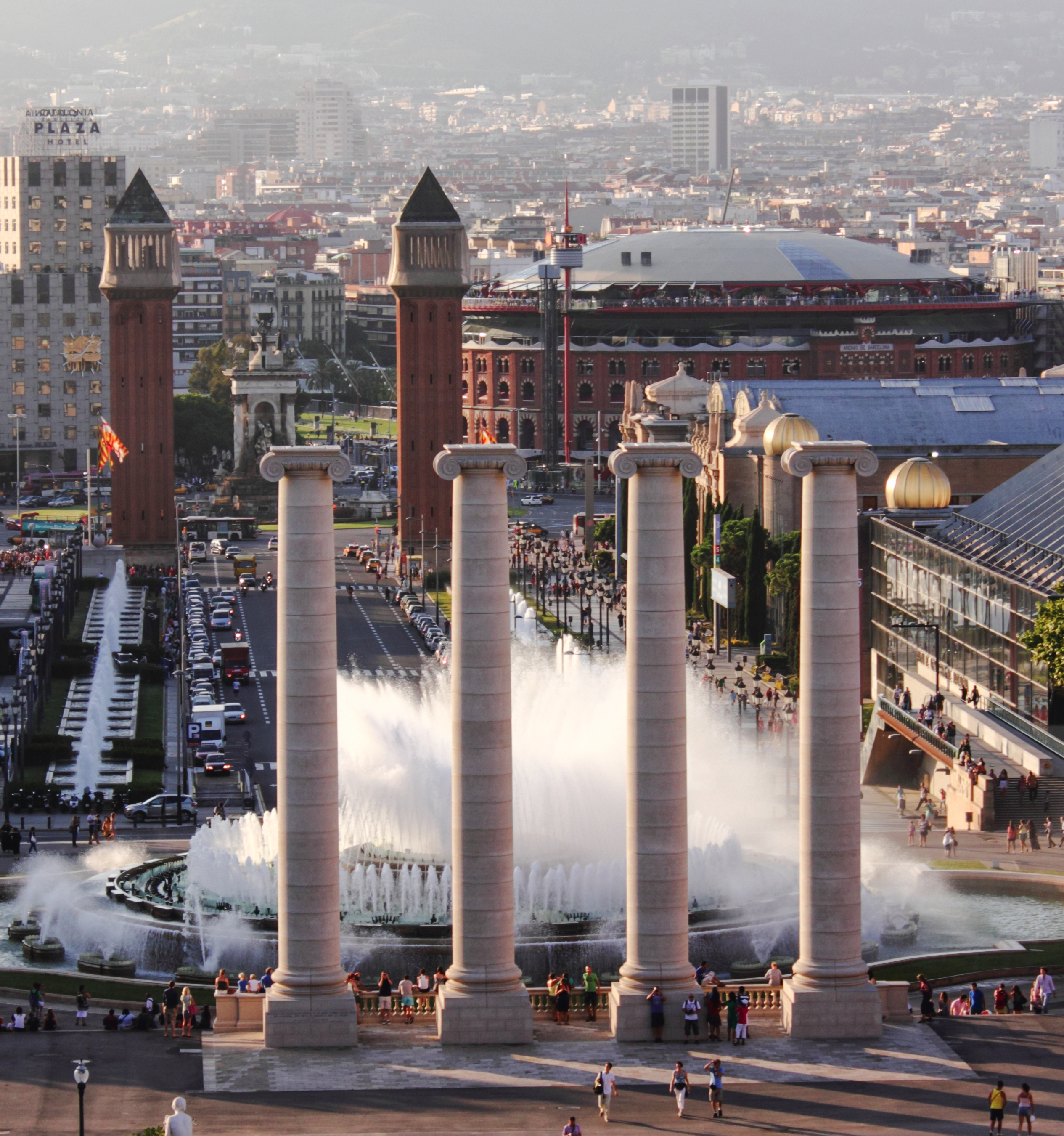
Cele Patru Coloane, care simbolizează cele patru bare ale simbolului catalan, lângă Fântâna Magică din Montjuic.

În prezent, în zona metropolitană a Barcelonei, datorită fluxului masiv de imigrație din ultimii 20 de ani din toate colțurile lumii, se vorbesc numeroase limbi. Unele studii indică existența a peste 200 de limbi diferite, însă marea majoritate a populației vorbește spaniola și catalana. Conform sondajelor, în Catalonia, 99,7% dintre rezidenți știu să vorbească corect spaniola, iar 78,3% catalana. În ceea ce privește scrisul, 95,6% știu să scrie în spaniolă și 61,8% în catalană.
Dialectul sau varianta de catalan vorbită în această zonă este catalanul central, care se caracterizează prin:
- Articole definite: el, la, els, les. Articole personale: en, na, el, la.
- Verbe incoative cu sufix în -eix.
- Cuvinte specifice: ànec (rață), sorra (nisip), ocell (pasăre), etc.
- Sistemul vocalic tonică cu șapte sunete și atonică cu trei.
- Yeísmo sau iodització (pronunțarea sunetelor [ʝ] și [ʎ] la fel).
- Pluraluri formate cu sufixul „-s”.
- Accente: à, è, é, í, ò, ó, ú.

### Muzee

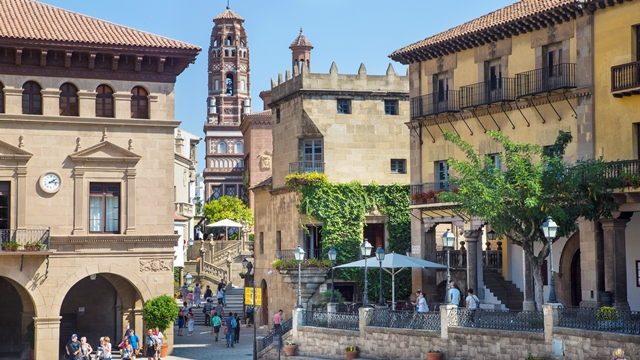
Pueblo Español, o zonă cu clădiri reprezentative pentru 15 comunități autonome spaniole

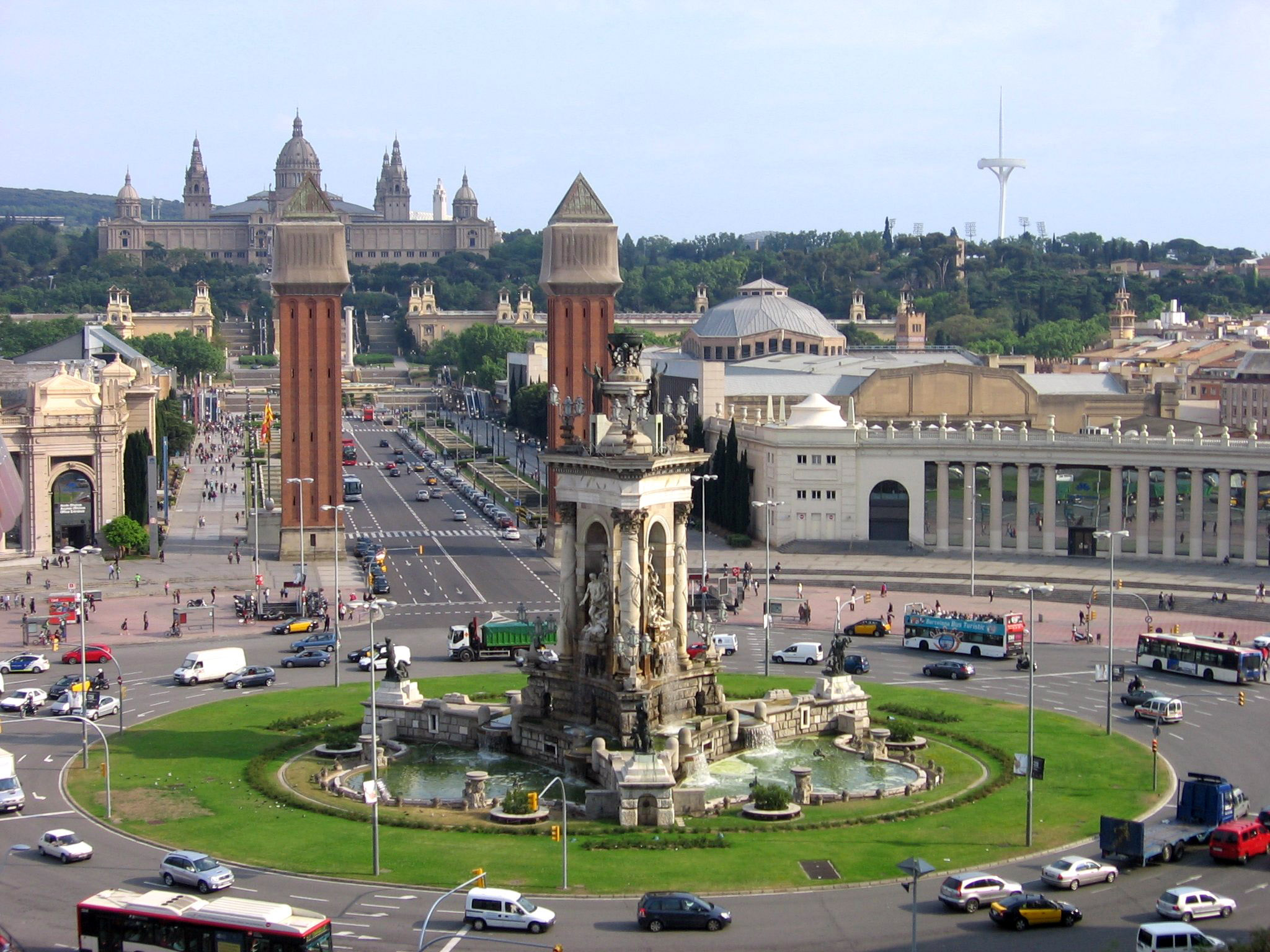
Plaza de España și Muzeul Național de Artă din Catalonia la capătul Bulevarului María Cristina. A găzduit Târgul Mondial din 1929

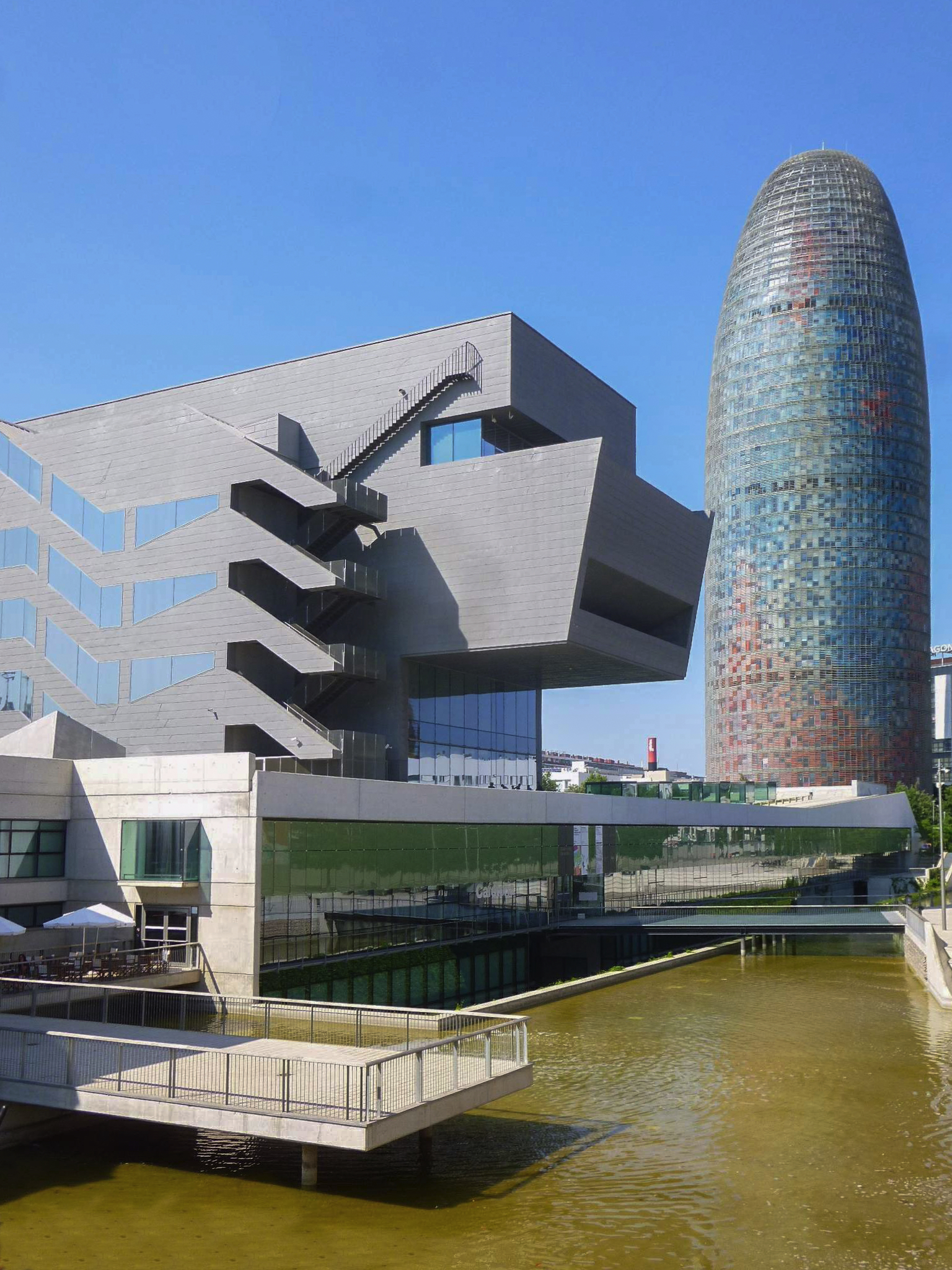
Muzeul de Design și turnul Agbar

Barcelona găzduiește numeroase muzee și fundații, atât publice, cât și private, precum Centrul de Cultură Contemporană din Barcelona, Muzeul Muzicii sau Muzeul Ciocolatei.
Cele mai importante sunt muzeele dedicate unor artiști specifici, cum ar fi Fundația Joan Miró, Fundația Antoni Tàpies sau Muzeul Picasso, grație colecțiilor proprii obținute prin donații și achiziții de opere ale acestor autori. Cu toate acestea, cel mai vizitat rămâne Muzeul FC Barcelona, situat pe stadionul Camp Nou. De asemenea, există Muzeul Can Framis, Muzeul de Pictură Contemporană din Barcelona și Muzeul Fundației Vila Casas.
Există și muzee importante create de administrații publice, precum MACBA (Muzeul de Artă Contemporană din Barcelona) și Muzeul de Istorie al Barcelonei, sau de inițiative private, cum ar fi CosmoCaixa, CaixaForum și Muzeul La Pedrera, susținute financiar de fundațiile sociale ale caselor de economii.
Odată cu secolul XXI, autoritățile la cele trei niveluri (local, regional și național) au început să adopte o politică de unificare a micilor muzee și colecții pentru a crea instituții mai mari, cu colecții extinse și atractivitate sporită. Cel mai evident exemplu al acestei politici este Muzeul Național de Artă al Cataloniei (MNAC), rezultat din fuziunea dintre Muzeul de Artă Modernă, Muzeul de Artă al Cataloniei și alte colecții, incluzând fonduri din Biblioteca Generală de Istorie a Artei, colecții de numismatică, gravuri și fotografie. MNAC deține cea mai bună colecție de artă romanică din Europa și una dintre cele mai bune colecții de artă gotică.
Un alt exemplu al acestei politici este Muzeul Științelor Naturale din Barcelona, fondat inițial în 1882, dar reorganizat în 2011 prin unificarea a cinci instituții. Principalul său spațiu de expoziție permanentă este situat în clădirea Forum, în extremitatea estică a bulevardului Diagonal. Inițial cunoscut sub numele de „Museu Blau” („Muzeul Albastru”), din 2017 clădirea a adoptat denumirea instituției, „Muzeul Științelor Naturale din Barcelona.” Celelalte sedii sunt: Muzeul Martorell (prima locație, care a găzduit Muzeul de Geologie între 1924 și 2010), fostul Muzeu de Zoologie (transformat în 2011 în „Laboratorul Naturii”), Grădina Botanică Istorică din Barcelona (fondată în 1930) și Grădina Botanică din Barcelona (fondată în 1999).
Un alt proiect important este Disseny Hub Barcelona (DHUB), un centru al Institutului de Cultură din Barcelona dedicat promovării cunoașterii, înțelegerii și utilizării adecvate a designului. DHUB este rezultatul unirii expozițiilor permanente ale Muzeului Textilelor și Costumelor și ale Muzeului Artelor Decorative, precum și a altor colecții de design industrial. În timp ce se finalizează construcția sediului său din Piața Glòries Catalanes, activitățile și expozițiile temporare au loc la Palatul Marchizului de Lió, iar expoziția permanentă este găzduită de Palatul Pedralbes.
Un ultim proiect propune unificarea Muzeului de Istorie a Cataloniei, Muzeului Etnologic și Muzeului de Arheologie al Cataloniei, creând un așa-numit Muzeu Național al Societății. Totuși, acest proiect nu are încă un acord sau o locație finală.

### Teatre și cinematografe

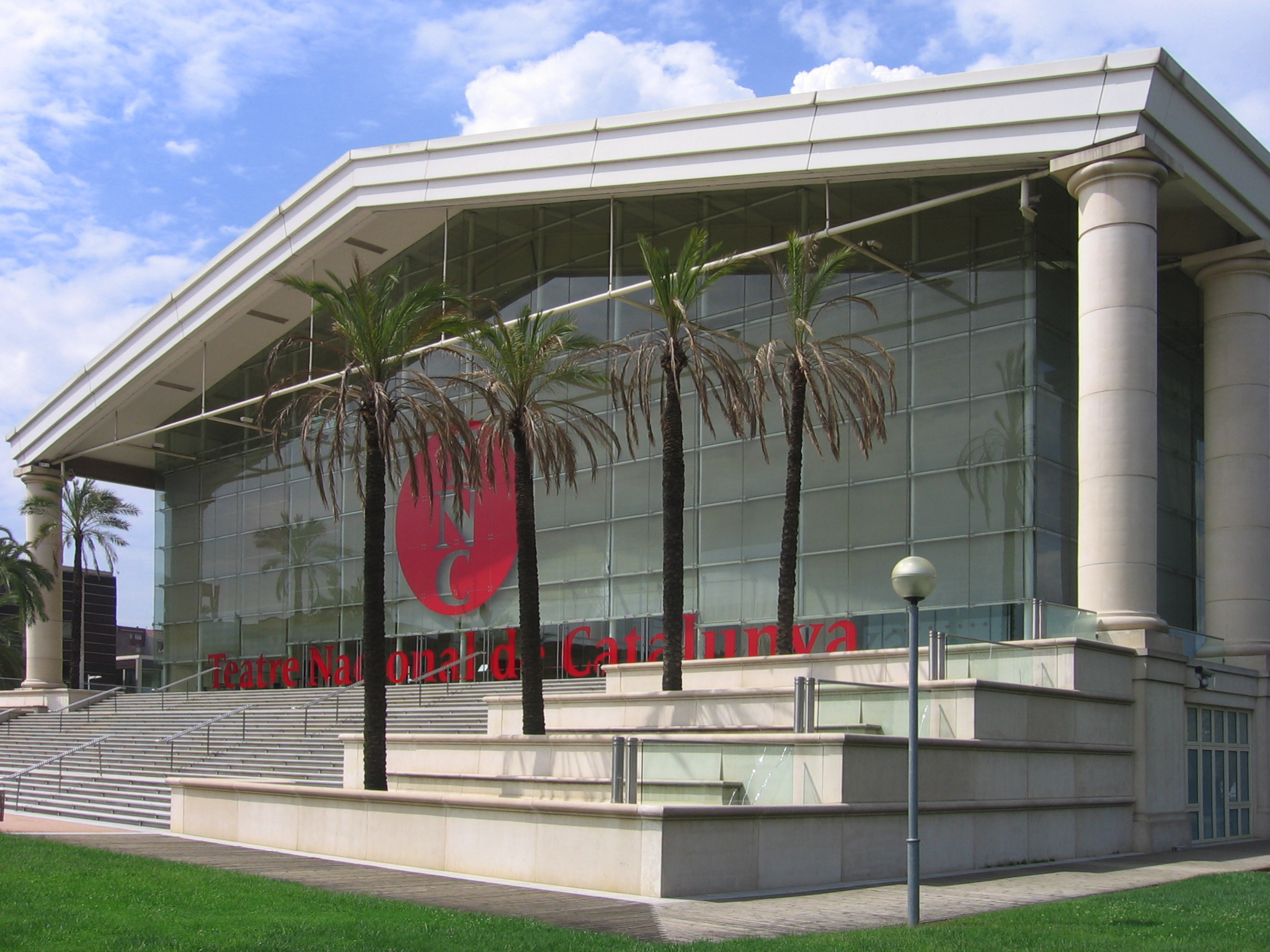
Teatrul Național al Cataloniei

Avenida del Paralelo se remarcă prin numărul mare de teatre, deși astăzi, după închiderea lui El Molino și a altor locații, atractivitatea sa este mai mică decât acum câteva decenii. Cele mai prestigioase teatre ale orașului sunt în prezent Gran Teatro del Liceo, specializat în operă, Teatrul Național al Cataloniei, cu trei săli în care sunt prezentate mari clasici, și Teatre Lliure, cu propuneri mai avangardiste. În cartierele Ensanche și Orașul Vechi există o mare cantitate de locații, precum Teatro Condal, Teatro Poliorama, Teatro Romea, Teatro Victoria sau Mercado de las Flores, care oferă spectacole muzicale, comedii și propuneri mai experimentale.
Orașul oferă și diferite săli și multisăli care prezintă proiecții cinematografice de diferite stiluri: comerciale, filme în versiune originală, cinema de autor, cinema european... În acest sens, se remarcă Filmoteca de Cataluña și cinematografele precum Verdi, din Gracia.

### Sport

#### Cluburi și facilități sportive

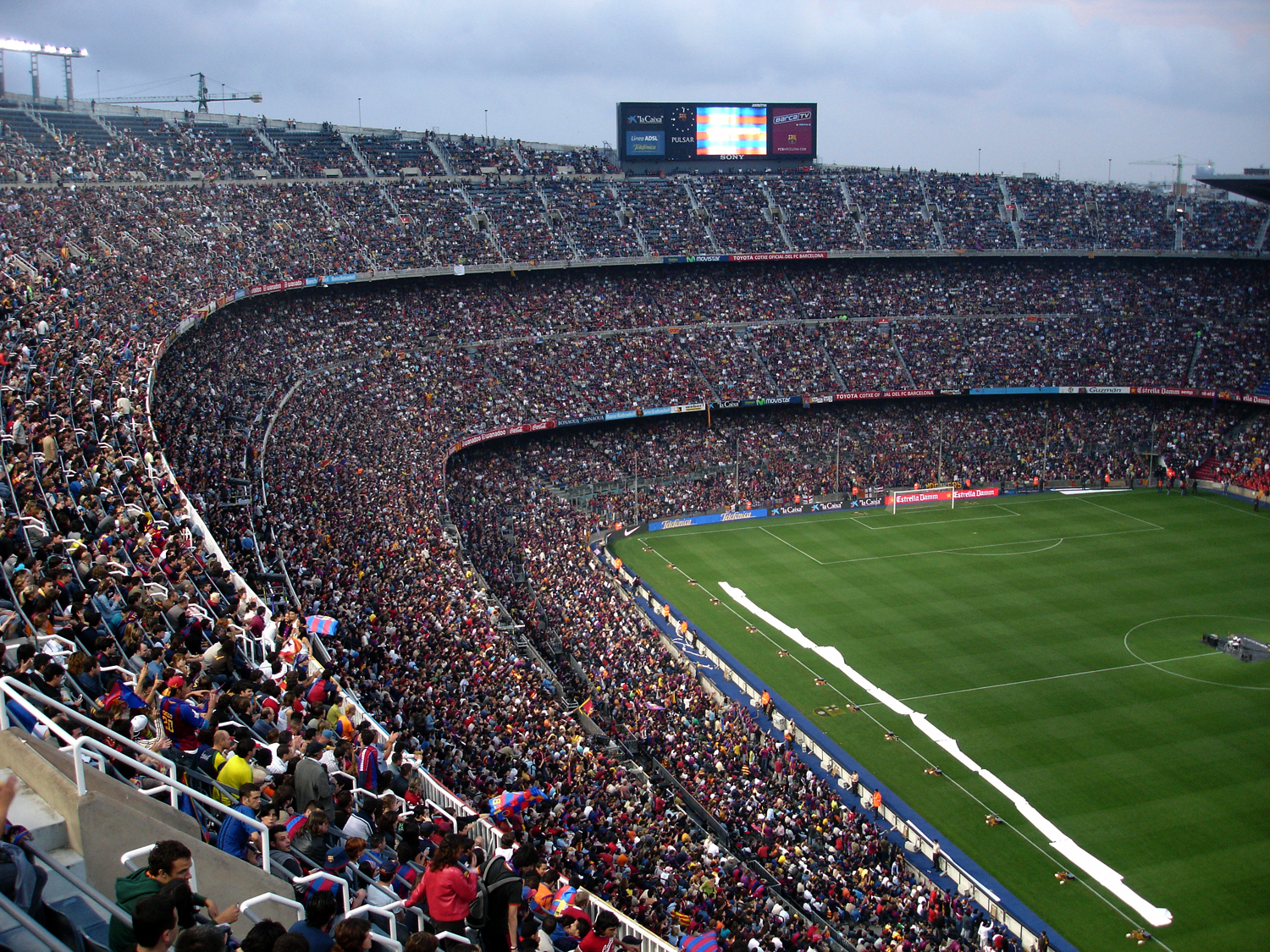
Cu o capacitate de 99.354 de spectatori, Camp Nou este cel mai mare stadion din Europa

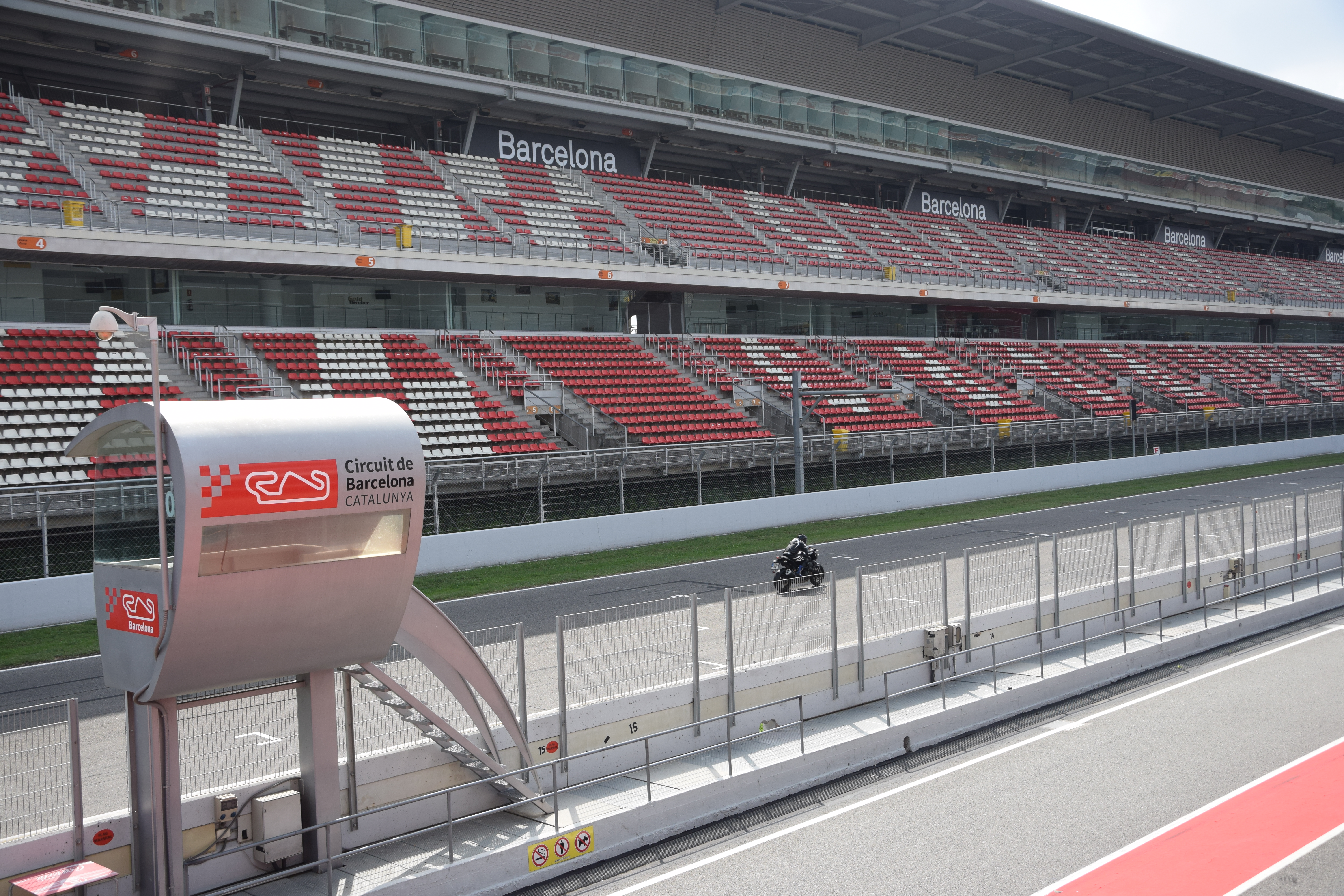
Circuitul Barcelona

Barcelona este un oraș cu o ofertă de evenimente sportive, în special de fotbal, având două echipe care joacă în prima divizie a fotbalului spaniol: FC Barcelona și RCD Espanyol. În facilitățile lor pot fi vizionate meciuri de Fotbal, Baschet, Handbal, Futsal și hochei pe role.
Orașul se remarcă în lumea tenisului datorită numărului, prestigiului și vechimii unora dintre cluburile sale. Mulți dintre cei mai importanți jucători de tenis spanioli s-au format în cluburi precum Real Club de Tenis Barcelona, Real Club de Polo, Club de Tenis La Salud, Barcino, Tenis Turó (acum David Lloyd-Turó), Club Esportiu Laietà, printre altele. Barcelona a fost locul unde echipa Spaniei a disputat majoritatea meciurilor sale de Cupa Davis și Cupa Federației. Turneul de tenis Conde de Godó, care se desfășoară la Real Club de Tenis Barcelona, este unul dintre cele mai importante turnee pe terenuri de zgură. Barcelona deține, de asemenea, cluburi de înot, waterpolo, cum ar fi CN Barcelona și Club Natación Montjuic, cu un număr important de membri, și o mare pasiune pentru sporturile cu motor (este orașul european cu cea mai mare proporție de motociclete pe cap de locuitor).
În apropierea orașului (în provincia Barcelona) se află alte facilități importante, precum Centrul de Înaltă Performanță (CAR) din Sant Cugat, unde echipele naționale de tineri sportivi din Spania beneficiază de formare specializată, și Circuitul de Catalunya, la Montmelo, unde au loc curse din Campionatul Mondial de Motociclism (Marele Premiu al Cataloniei la Motociclism) și Formula 1 (Marele Premiu al Spaniei). De asemenea, în Cornellà se află sediul RCD Espanyol, care joacă meciurile de fotbal pe stadionul Cornellà-El Prat. Alte echipe de fotbal sunt filialele FC Barcelona "B" și FC Barcelona "C", care joacă pe Estadi Johan Cruyff, și RCD Espanyol "B".
Faptul că Barcelona este un oraș maritim face ca marea și plajele să fie locuri de distracție și activitate sportivă, permițând practicarea diferitelor sporturi pe nisip. Portul a fost construit conform designului arhitecților Oriol Bohigas, Josep Maria Martorell, David Mackay și Albert Puigdomènech, sub conducerea inginerului Joan Ramón de Clascà, în 1991, pentru a dota orașul cu un port sportiv de nivel înalt, urmând normele Generalității de a reconverti țărmul nordic al orașului într-o zonă rezidențială și recreativă.
Pe de altă parte, inaugurarea Portului Olimpic și reamenajarea Portului Vechi în 1992, pentru a găzdui competițiile de vele ale celor de-al XXV-lea Jocuri Olimpice, precum și inaugurarea recentă a noului port sportiv din San Adrián de Besós, în zona Forumului, au impulsionat practica sporturilor acvatice.

#### Evenimente sportive

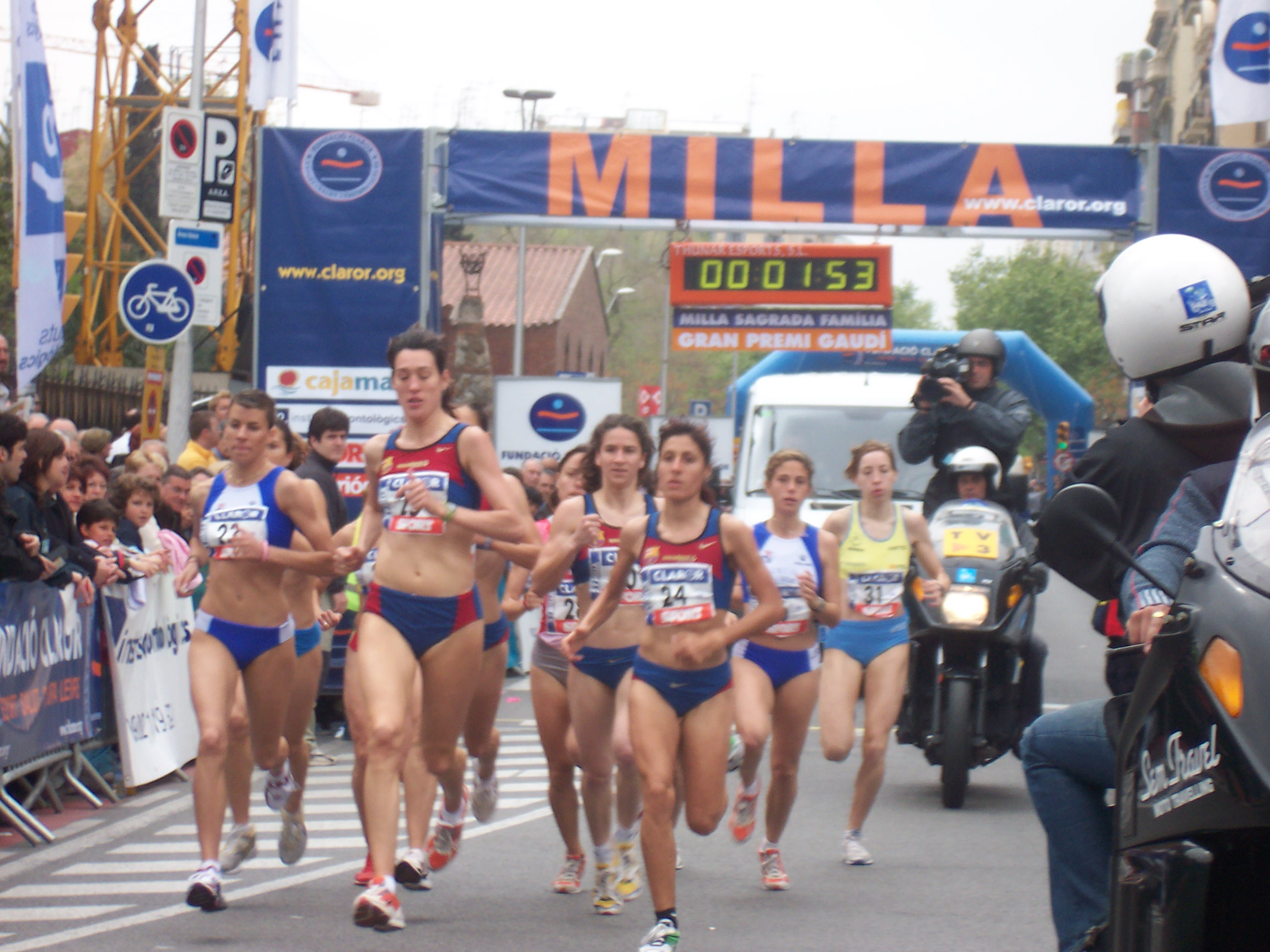
Cursa Sagrada Familia are loc într-un circuit urban în jurul Templului Sagrada Familia

Orașul dispune de o rețea de săli municipale complete care, alături de centrele private, facilitează practicarea exercițiilor fizice. Acest lucru, împreună cu clima și relația specială a orașului cu marea, face din Barcelona una dintre orașele europene cu cei mai mulți practicanți de sport.
Pe de altă parte, orașul oferă posibilitatea de a participa la o mare varietate de competiții sportive în aer liber. Cele mai populare sunt cursa El Corte Inglés (cu o medie de 60.000 de participanți anuali), Cursa de la Mercè, cursa Bomberilor, cursa Jean Bouin, Maratonul din Barcelona, Milla Sagrada Familia, San Silvestre Barcelonesa, Sărbătoarea Bicicletei, Traversarea Portului de Crăciun sau Sărbătoarea Patinelor. De asemenea, în lunile de vară sunt organizate diverse competiții sportive pe plajele orașului.
Orografia orașului, clima sa și politica municipală de a crea piste pentru biciclete și sistemul de bike-sharing (bicing) au dus la proliferarea utilizării bicicletei ca mijloc de transport. De asemenea, este comună utilizarea patinelor pe role, în special în zona Vila Olimpică și în Orașul Vechi, unde există și diferite skateparkuri.

#### Jocurile Olimpice din 1992
Jocurile Olimpice de la Barcelona 1992 (denumite oficial Jocurile celei de-a XXV-a Olimpiade) s-au desfășurat în „orașul condal” între 25 iulie și 9 august 1992. La eveniment au participat 9356 de atleți din 169 de țări, concurând în 28 de sporturi și 257 de specialități. După încheierea acestora, s-au desfășurat Jocurile Paralimpice IX între 3 și 14 septembrie. Au fost primele Jocuri Olimpice de la München 1972 în care nu a existat niciun boicot din partea vreunei țări. Cele mai notabile întoarceri au fost cea a Africii de Sud la Jocurile Olimpice, după sfârșitul apartheidului, a Cubiei, care nu mai participase din 1980 de la Moscova, și a Germaniei reunificate. În acea ediție, Spania a câștigat 22 de medalii, dintre care 13 de aur, 7 de argint și 2 de bronz.
Majoritatea evenimentelor sportive s-au desfășurat în facilități din capitala Barcelonei, multe dintre ele fiind situate pe muntele Montjuïc. Aici se află Stadionul Olimpic Lluis Companys, care include Muzeul Olimpic, Palatul San Jorge, piscinele Picornell sau Piscina de sărituri de pe Montjuïc. La distanță de munte se află facilitățile FC Barcelona, care adăpostesc Camp Nou, Palatul Azulgrana, stadionul Johan Cruyff și FC Barcelona. În nordul orașului se află Velodromul din Horta, facilitățile de tenis din La Teixonera și Pavilionul Valle de Hebrón. În final, cartierul Vila Olimpică, locul unde au fost cazați atleții, a fost situat într-un fost cartier industrial aproape de mare și a permis recuperarea plajelor orașului pentru a fi accesibile locuitorilor.
De asemenea, competiții au avut loc în alte localități din provincia Barcelona, din provincia Lleida și din provincia Girona. Orașele Zaragoza dși Valencia au participat, găzduind meciuri din turneul de fotbal.
Înainte de 1992, Barcelona fusese candidat pentru Jocurile Olimpice din 1924, 1936 și 1940, dar a fost, în final, aleasă pe 17 octombrie 1986 în orașul Lausanne, în cadrul celei de-a 91-a sesiuni a Comitetului Olimpic Internațional, ca oraș organizator al Jocurilor celei de-a XXV-a Olimpiade, în fața Parisului, pe care l-a învins în a treia rundă de votare cu 47 de voturi la 23.
Impulsul Olimpiadelor a fost decisiv pentru oraș, deoarece a permis realizarea unor mari reforme urbane. Strategia candidaturii consta în prezentarea întregului oraș ca o vilă olimpică, dispersând facilitățile sportive în întreaga localitate. Aceasta nu doar că decentraliza evenimentele pentru a crește participarea cetățenilor și a reduce aglomerațiile, dar a fost și o scuză pentru realizarea de lucrări în multe zone periferice ale orașului și în infrastructuri de transport care să lege orașul în totalitate, precum și în infrastructuri, cum ar fi construirea rondelor, îmbunătățirea aeroportului și a portului sau construirea de noi cartiere în zone degradate. Acestea și marele impact mediatic și proiecția imaginii orașului în întreaga lume au contribuit la crearea „mărcii Barcelona” și la atragerea unui număr mare de turiști și mărci internaționale.

## Atracții turistice
Barcelona oferă o oportunitate unică pentru turiști, de a se plimba de la rămășițele romane spre cetatea medievală, și spre orașul modern cu bulevardele sale deschise și toate intersecțiile lăsate largi de colțurile clădirilor tăiate în mod unic. Centrul istoric al orașului este aproape plat, în timp ce orașul modern se întinde spre dealurile înconjurătoare, având străzi ce cresc în altitudine, ce aduc aminte de San Francisco.
O trăsătură notabilă este Les Rambles, o serie de bulevarde care pleacă din centrul orașului spre frontul de apă, plin de oameni până noaptea târziu, cu florari, vânzători de păsări, artiști de stradă, cafenele și restaurante.  Mergând în sus sau în jos pe Les Rambles poți vedea prestigioasa operă El Liceu, piața alimentară La Boqueria și Piața Plaça Reial, cu ale sale arcuri și palmieri, printre alte clădiri interesante.
La Rambla se termină în portul vechi, unde o statuie a lui Cristofor Columb indică spre mare. În apropiere se află Museu Marítim (Muzeul Maritim) care prezintă istoria vieții din Mediterană. Clădirea muzeului este fostul șantier naval, unde erau construite vasele ce navigau Mediterana. Vechiul port oferă felurite splendori, incluzând și cel mai mare Acvariu din zona mediterană.
Remarcabilă este moștenirea orașului de la arhitectul Antoni Gaudí, care a locuit și a lucrat la Barcelona, și care a lăsat lucrări faimoase ca Palau Güell, Parc Güell și imensa, dar încă neterminata biserică Sagrada Família, care este în construcție din 1882, fiind finanțată din bani publici ca și catedralele din Evul Mediu. Se așteaptă să fie terminată până în 2020.
Vizite de artă includ muzeul Fundației Joan Miró, unde se găsesc mai multe picturi și sculpturi ale artistului, împreună cu lucrari si opere împrumutate de la alte muzee din lume. Există de asemenea un muzeu ce conține lucrări mai puțin cunoscute ale lui Pablo Picasso din tinerețea sa. Pentru cei interesați de artă, Muzeul Național de Artă al Cataloniei merită vizitat. Conține picturi pe pereți din biserici și capele romanice din Catalonia, care au fost transferate muzeului. De asemenea un alt muzeu ce merită văzut este Muzeul de Artă Contemporană, nu doar pentru picturile și sculpturile sale, ci și pentru arhitectura sa, clădirea fiind proiectată de arhitectul american Richard Meier.
În districtele moderne ale orașului se află mai multe bulevarde pe care se află magazine ale unor companii internaționale de îmbrăcăminte, bijuterii, bunuri din piele și altele. Cel mai elegant bulevard este Passeig de Gràcia, unde se află două clădiri de ale lui Antoni Gaudí, Casa Milà (La Pedrera) și Casa Batlló.
Pentru vederi spectaculare ale orașului și liniei de coastă există două dealuri. Unul, dealul Montjuïc, este lângă port. Pe vârful său se află o veche fortăreață care mai demult supraveghea intrarea în port. În jurul dealului se află Stadionul Olimpic și Palatul Sportiv, realizate de arhitectul japonez Arata Isozaki, la fel ca și Grădinile Botanice. La marginea orașului se află dealul Tibidabo, cu mai mult de 500 metri înălțime, cu un parc de distracție în vârf.
În anul 2009, Barcelona a fost vizitată de 6,5 milioane de turiști

## Orașe înfrățite
| - Belgia, Antwerpen (1997) - Grecia, Atena (1999) - Statele Unite ale Americii, Boston, SUA (1983) - Coreea de Sud, Busan (1983) - Emiratele Arabe Unite, Dubai (2006) - Irlanda, Dublin (1998) - Autoritatea Națională Palestiniană, Gaza (1998) - Cuba Havanna, Havanna (1993) - Iran Isfahan, Isfahan (2000) - Turcia, Istanbul (1997) - Japonia, Kōbe (1993) | - Germania, Köln (1984) - Mexic, Monterrey (1977) - Uruguay Montevideo (1985) - Franța, Montpellier (1963) - Brazilia, Rio de Janeiro (1972) - Rusia Sankt Petersburg (1985) - Brazilia, São Paulo (1985) - Bosnia și Herțegovina, Sarajevo (2000) - China, Shanghai (2001) - Israel Tel Aviv-Jaffa (1998) - Chile Valparaíso (2001) |